# Opel Corsa
El Opel Corsa es un automóvil de turismo del segmento B desarrollado por el fabricante alemán Opel. Es idéntico a su versión británica bajo el alero de Vauxhall. También es comercializado bajo la marca de Chevrolet, perteneciente a la multinacional estadounidense General Motors.
El Corsa se fabrica en Figueruelas (Zaragoza) España, Eisenach, Alemania, y ha sido fabricado en Sudáfrica, Argentina, Brasil, México, Colombia, Venezuela, Ecuador, India y China.

## Nombres alrededor del mundo
- Europa: Opel Corsa
- Reino Unido : Vauxhall Nova (por la Corsa A)/ Vauxhall Corsa
- América Latina: Opel Corsa (Chile)/ Chevrolet Corsa/ Chevrolet Corsa Plus/ Chevrolet Classic (Paraguay/Argentina/Brasil/Colombia/Chile/Ecuador/Venezuela)/ Chevrolet Chevy (México/Puerto Rico).
- Medio Oriente: Chevrolet Barina
- Australia: Holden Barina
- Asia: Opel Corsa, Chevrolet Sail
- China: Buick Sail y Sail S-RV (hasta 2005), Chevrolet Sail y S.RV (desde 2005)
- Japón: Opel Vita

## Primera generación (1982-1993)
El Opel Corsa A (Vauxhall Nova en el Reino Unido) representó el primer intento de la General Motors europea para lanzar al mercado un automóvil pequeño, mucho más tarde que el Ford Fiesta y el Volkswagen Polo, dos de sus principales rivales. En 1982 se abrió la planta de Zaragoza para producir el Corsa A.
En su lanzamiento, se ofrecía con carrocerías hatchback y sedán, y con motores de gasolina de 1,0 (OHV), 1,2, 1,3 y posteriormente 1,4 L de cilindrada (OHC).
Más tarde apareció el Corsa 1.3SR, impulsado por el 1,3 OHC L de flujo cruzado, acoplado a una caja de cambios de 5 velocidades. En 1985, el 1.3SR toma un carburador Pierburg 2E3 con doble cuerpo, y starter automático, con denominación "GT". En 1988 se presentó el Corsa GSI, con motor 1,6 L OHC de 100 CV .
El lanzamiento del motor diésel, de origen Isuzu, se produjo en 1987, disponible en versiones atmosférica de 50 CV de potencia máxima y con turbocompresor de 67 CV. Para 1989, el GT recibe un motor más grande (1389cc) con cierre centralizado y elevalunas eléctricos.
El Corsa A fue reestilizado en 1990, adoptando nueva parrilla, faros, intermitentes, paragolpes y salpicadero.

### Cabrio
La empresa carrocera española Emelba diseñó una versión descapotable del Opel Corsa A, denominada «Opel Corsa Cabrio», y fue presentada en 1984. Como en todos los cabrios de Emelba, la lona quedaba guardada encima del maletero. El maletero quedaba muy reducido y la utilización de la capota era muy sencilla. Se podía adquirir en los concesionarios de Opel con un sobreprecio de 180.000 pesetas.

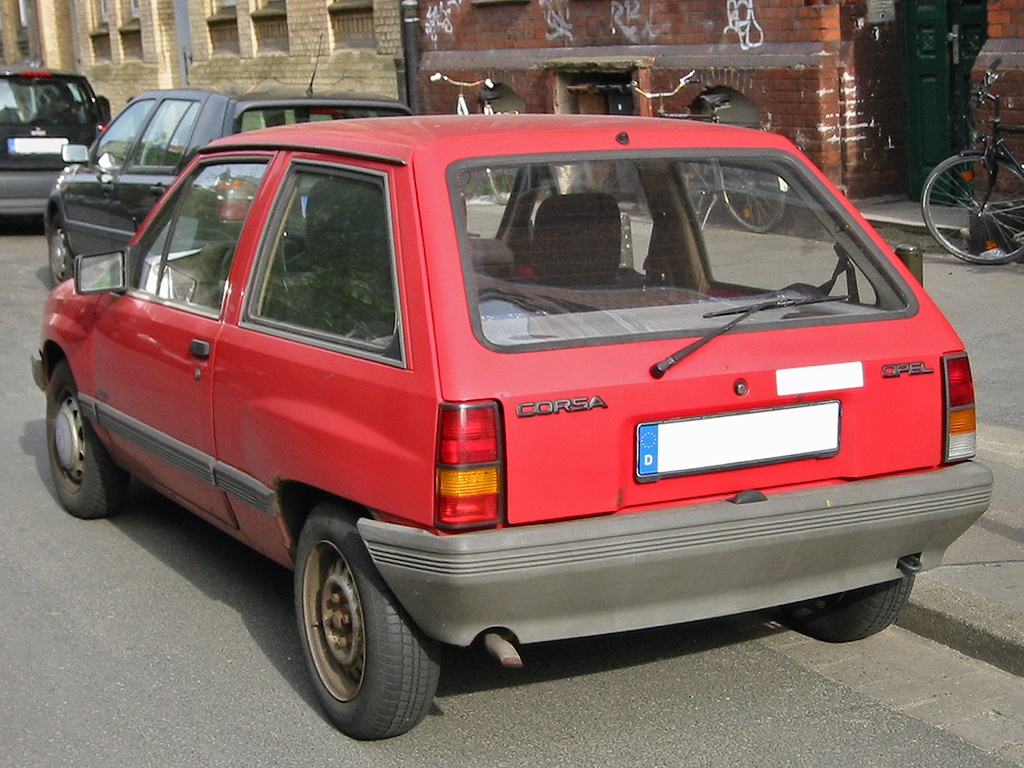
Vista trasera
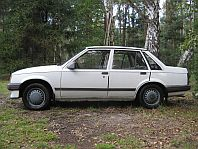
Sedán
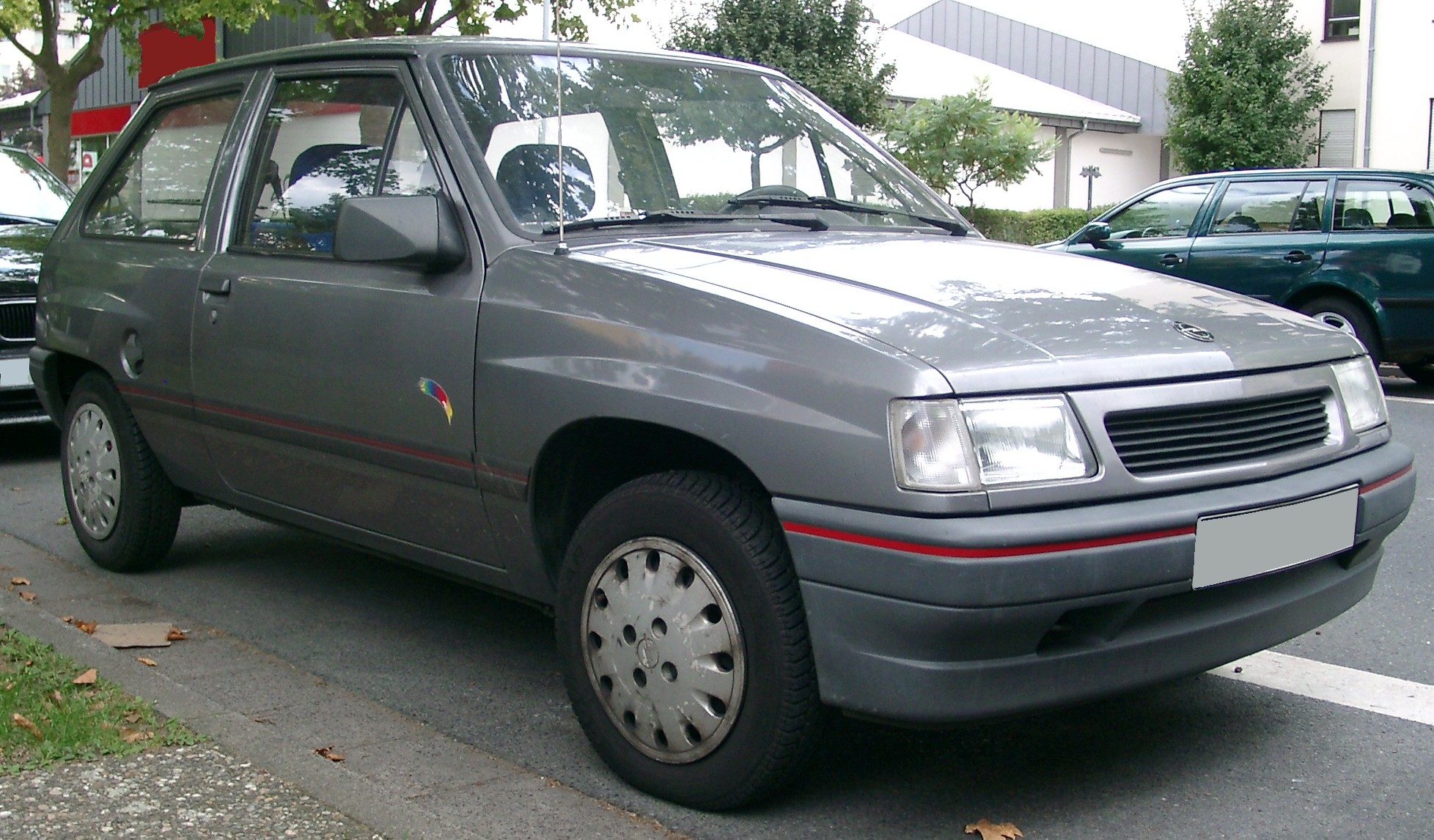
restyling (nuevo frontal)
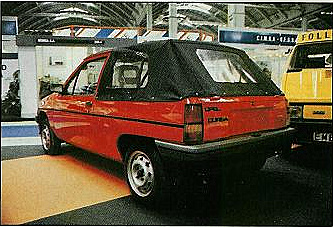
pick-up
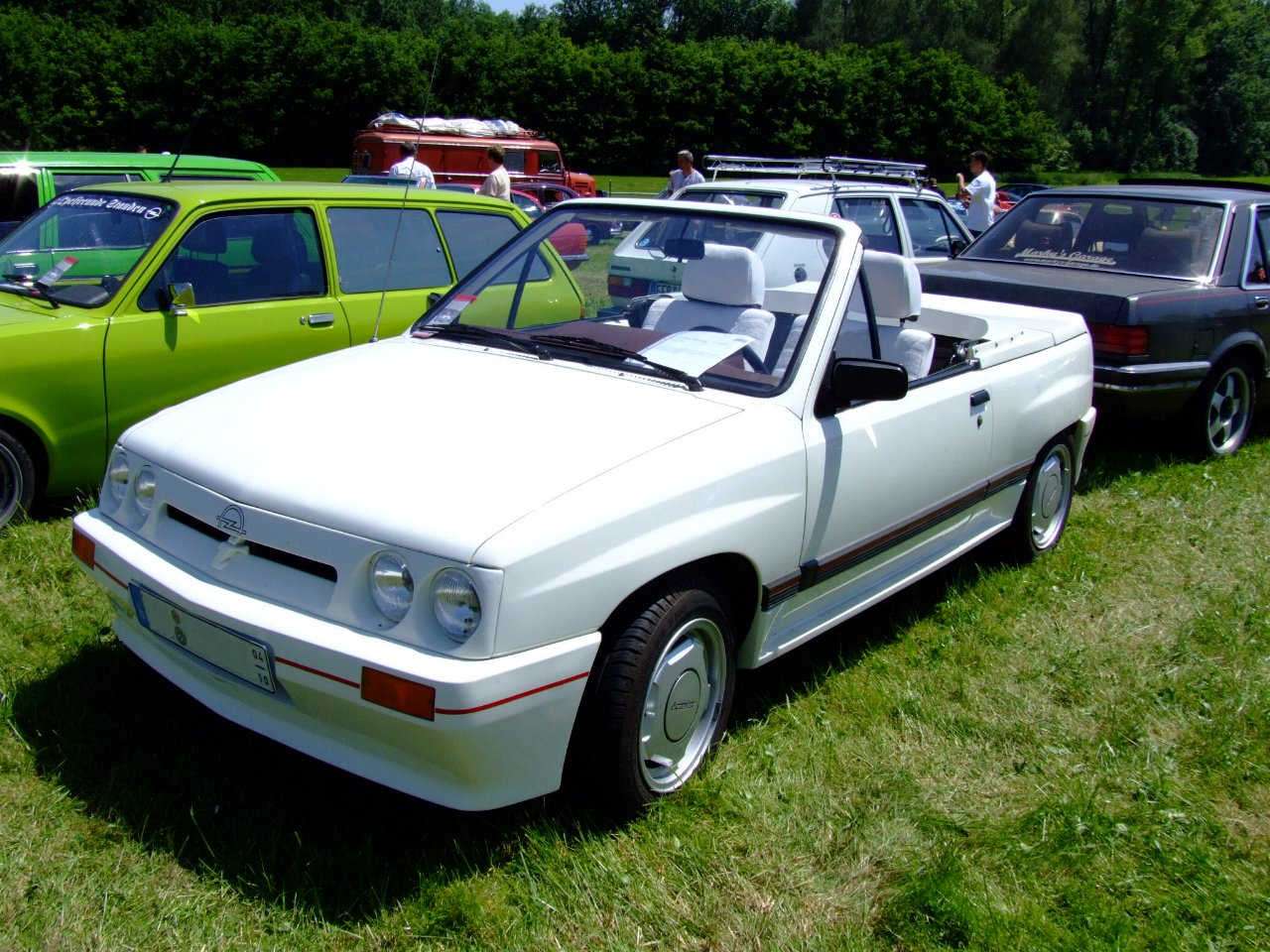
descapotable

### Prototipos
En 1982 aparecería como prototipo en versión descapotable denominado Opel Corsa Spider Concept.
Opel Corsa Sprint Gr.B Prototype (1983).

## Segunda generación (1993-2000)
La segunda generación, el Corsa B, se lanzó a la venta en 1993 y en el año 2000 llegaría su relevo, el Corsa C; sin embargo en países como México le dieron un lavado de cara al exterior en 2004 y en 2009, produciéndose así hasta agosto de 2011. En la planta de Figueruelas (Zaragoza) en España y de Bochum (Arnsberg), Alemania, se produce solo hasta el año 2000. A diferencia de la generación anterior, el Corsa B entra en Europa con fuerza y obtiene cifras de ventas bastante buenas, convirtiéndolo hasta hoy en uno de los coches más populares del mundo.
Para Europa la versión deportiva del Corsa corre a cargo de la denominación GSi 16v, con un motor C16XE de 4 cilindros, 1598 cc y 16 válvulas y 5 velocidades atmosféricos con inyección electrónica de combustible y doble árbol de levas en cabeza y 4 ocupantes que proporcionaban entre 115 CV y 120 CV, por encima de los 109 CV estipulados en la ficha técnica. Por eso, a mediados de los 90 salió el nuevo motor X16XE, con algunas novedades, como la gestión de motor, antes con caudalimetro de hilo caliente ahora con sensor map. También cambiarían los tubos de admisión, sustituyendo el plástico por aluminio, y se añadió el EGR y AIR para que emitiera menos gases, redujera el consumo y alcanzase los caballos estipulados en la ficha técnica, 106 CV. El GSi 16v solo estaba disponible con carrocería de tres puertas, y su acabado se distinguía por el alerón trasero, parrilla, taloneras y paragolpes específicos. Se comercializaba con un completo equipamiento, incluyendo faros antiniebla, llantas de aleación específicas, coleta de escape, techo solar, cierre centralizado en todas las puertas, alarma, elevalunas eléctrico, asientos deportivos en cuero, tapizados interiores, velocímetro hasta 220 km, disco de frenos ventilados y dos insignias GSi 16v  en la defensa delantera y el maletero.
El Corsa B fue reestilizado en 95-96 para el mercado europeo. Se rediseñó estéticamente, cambiando la defensa delantera, trasera, molduras en las puertas, alerón opcional, techo solar opcional, nuevos cabezales para los asientos, llantas, volante con airbag, dirección asistida, ABS, aire acondicionado opcional, la parrilla y donde iba la insignia trasera y el acabado GSi 16v opcional.
El Opel Corsa entra al mercado latino, vendiéndose en toda América bajo la marca Chevrolet, donde reemplaza al Chevrolet Chevette. Guatemala, El Salvador, Costa Rica y Chile son los únicos países de América que los recibe bajo la marca alemana Opel. El Corsa B debuta en México y Centroamérica en 1993, donde se llama "Chevy" con el modelo único de 1,4 l en tres versiones de equipamiento: Swing, Pop y Joy.
En Brasil, donde el hatchback se fabricaba desde 1994, se añadieron las carrocerías sedán, familiar y pickup en 1995. Ese año también se comenzó a ensamblar en Colombia y Ecuador. En México se comienza a construir el Corsa en la planta de Ramos Arizpe, Coahuila, incluyendo el sedán, al cual se le llamó Chevy Monza, con el motor de 1,6 l que también se extendió al resto de la línea, así como la opción de caja automática, siendo exportado a Centroamérica y Colombia. Argentina se sumó a la fabricación del sedán y familiar en octubre de 1994; desde allí se exportó a Italia desde 1999. 
En 1997, sale de Figueruelas, España la unidad 5.000.000 del Corsa.
En el Salón del Automóvil de San Pablo de 1999, se presentó el Corsa 1.0 de cuatro válvulas por cilindro, que aprovechaba las ventajas impositivas para los automóviles de esas cilindrada. El modelo del mercado sudamericano se rediseña en 2000, introduciendo modificaciones en los parachoques, faros y tapas de ruedas. Este diseño es también tomado por las filiales de la India y Sudáfrica.
Renovación de motores en América: para el Corsa hecho en Brasil aparecen en serie los motores 1,0 L 16v con 70 hp de potencia y se relanza el 1,6 16v con 102 hp. En Argentina debuta el motor Diésel 1,7 L atmosférico de origen Isuzu, con 60 hp. GM Sudáfrica relanza un Corsa GSi con el diseño nuevo hecho en Brasil, con un motor 1,6 l de 100hp. En 2009 y hasta la actualidad, se incorpora en Argentina una nueva mecánica 1.4 8 válvulas con 91 hp.
En junio de 2000 se lanzó el Chevrolet Celta, un automóvil de bajo costo desarrollado en Brasil sobre la base del Corsa. Sin embargo, el Corsa B se siguió fabricando en Latinoamérica bajo la marca Chevrolet con escasas modificaciones hasta el año 2012. Excepto en México donde fue rediseñado tanto estética como funcionalmente, aumentando de potencia, versiones. Siendo uno de los autos más exitosos en el mercado mexicano. GM México expande este mercado a algunos países de Hispanoamérica como Colombia, Venezuela, entre otros.
Para más información sobre el Corsa B bajo el nombre de Chevrolet Chevy en México, véase la sección "Chevy (México)".

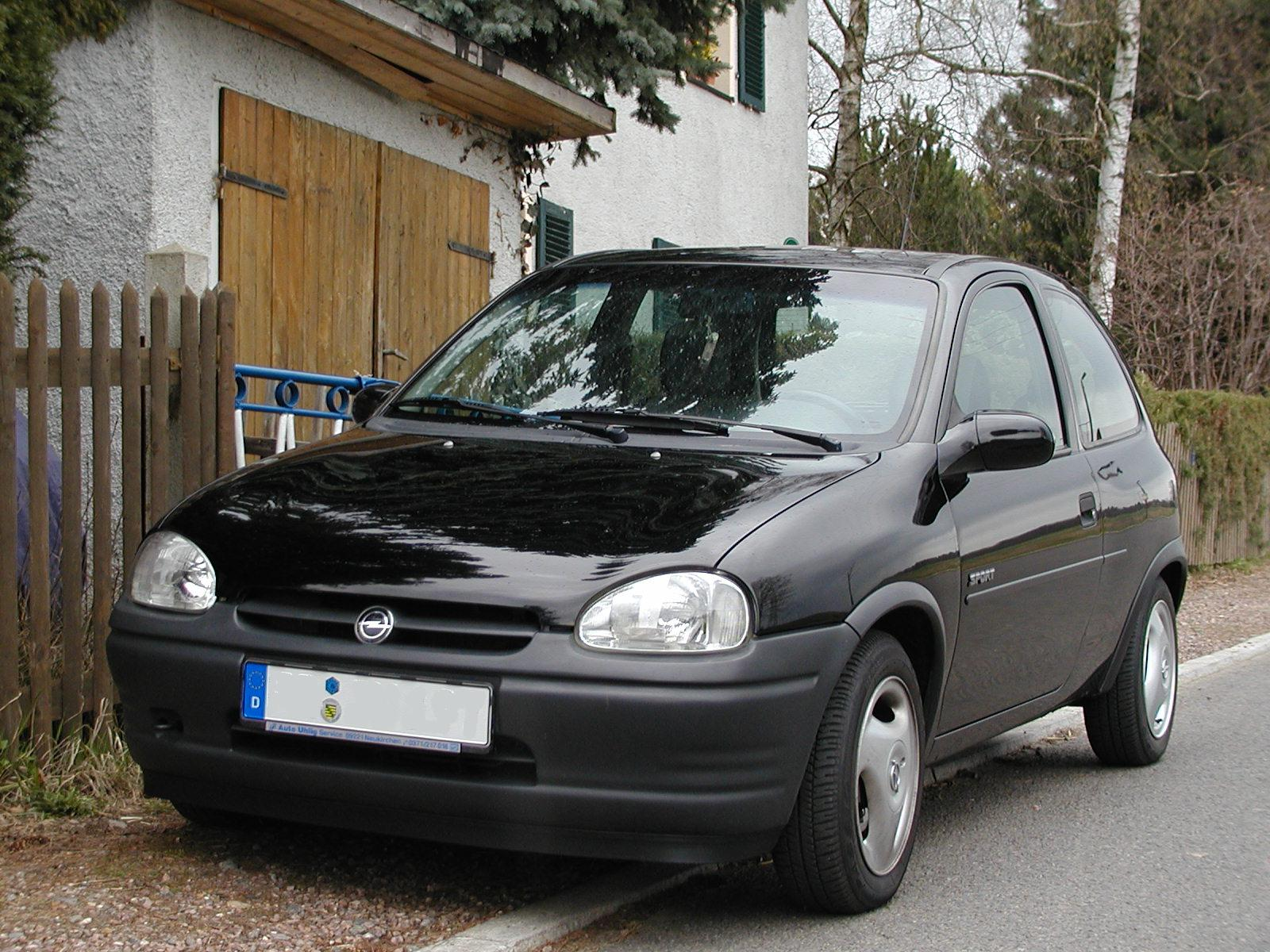
Corsa B Sport
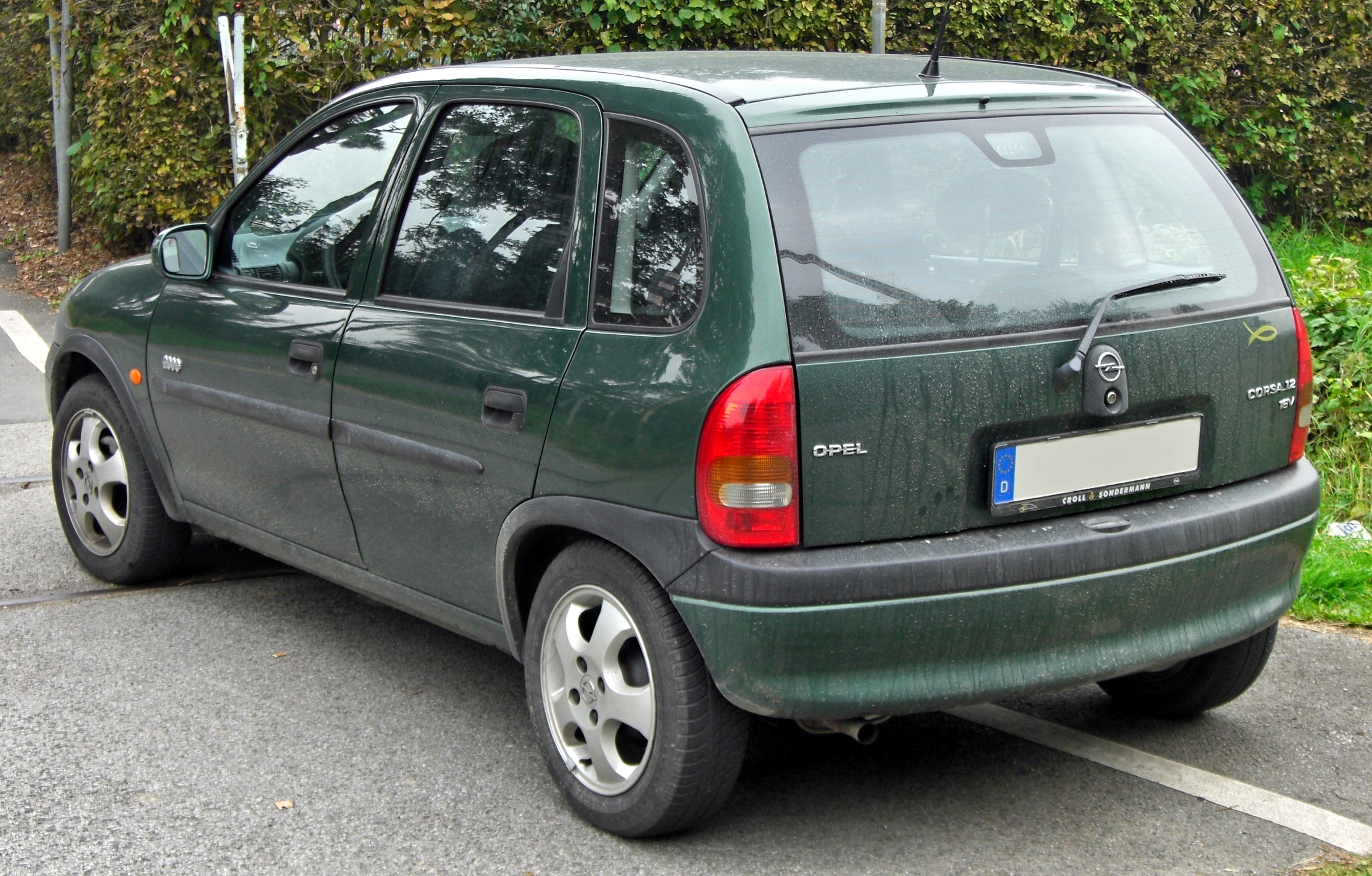
Vista trasera 5 puertas
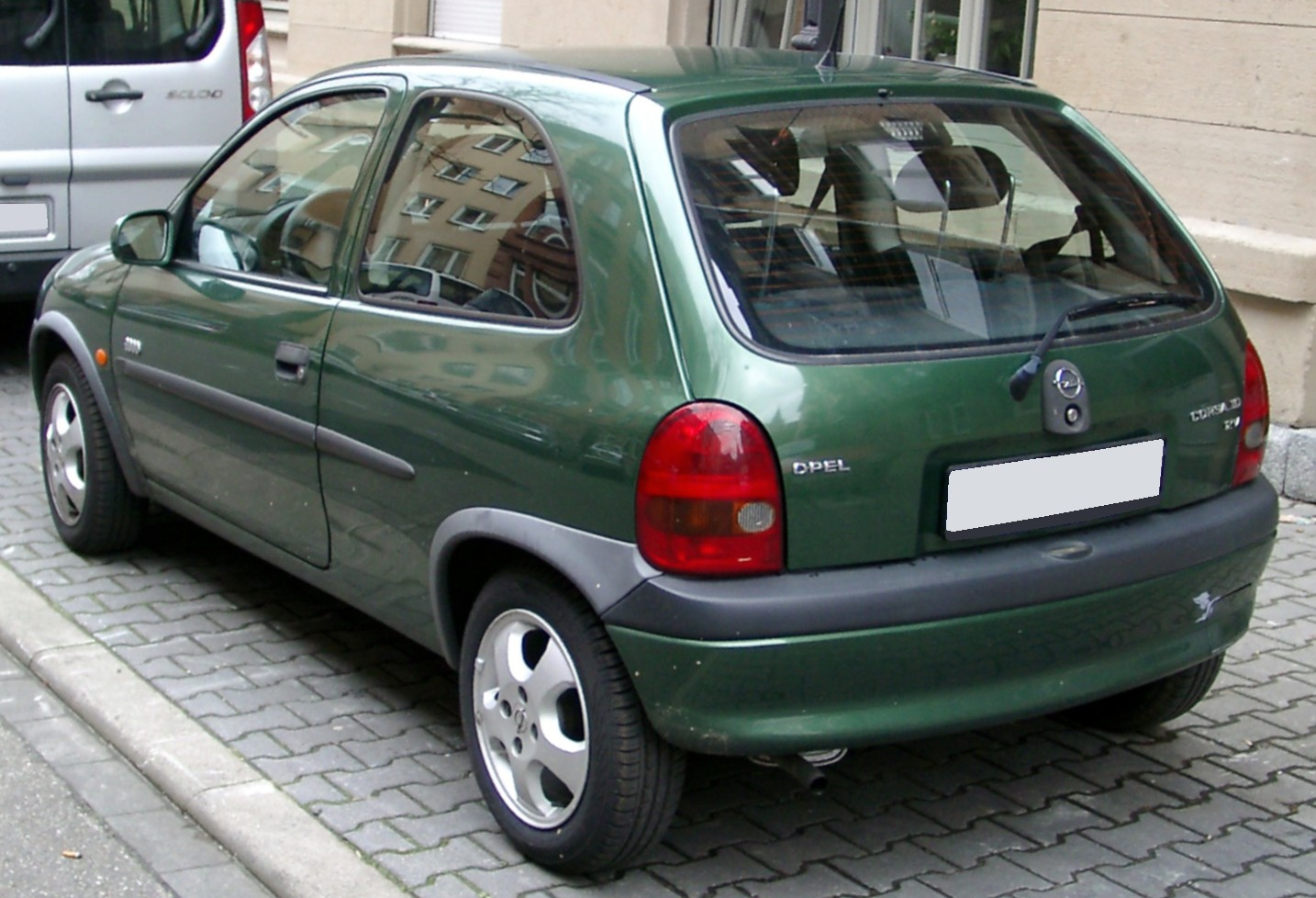
Vista trasera 3 puertas
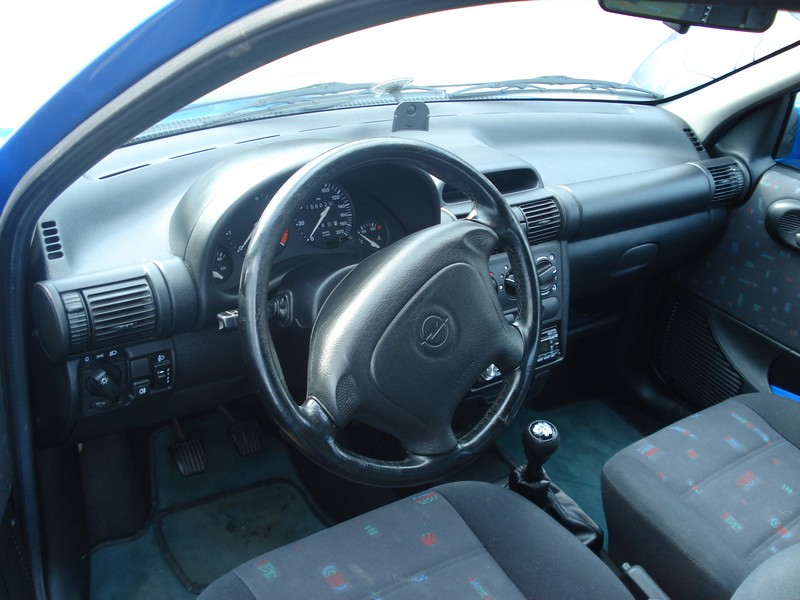
Interior
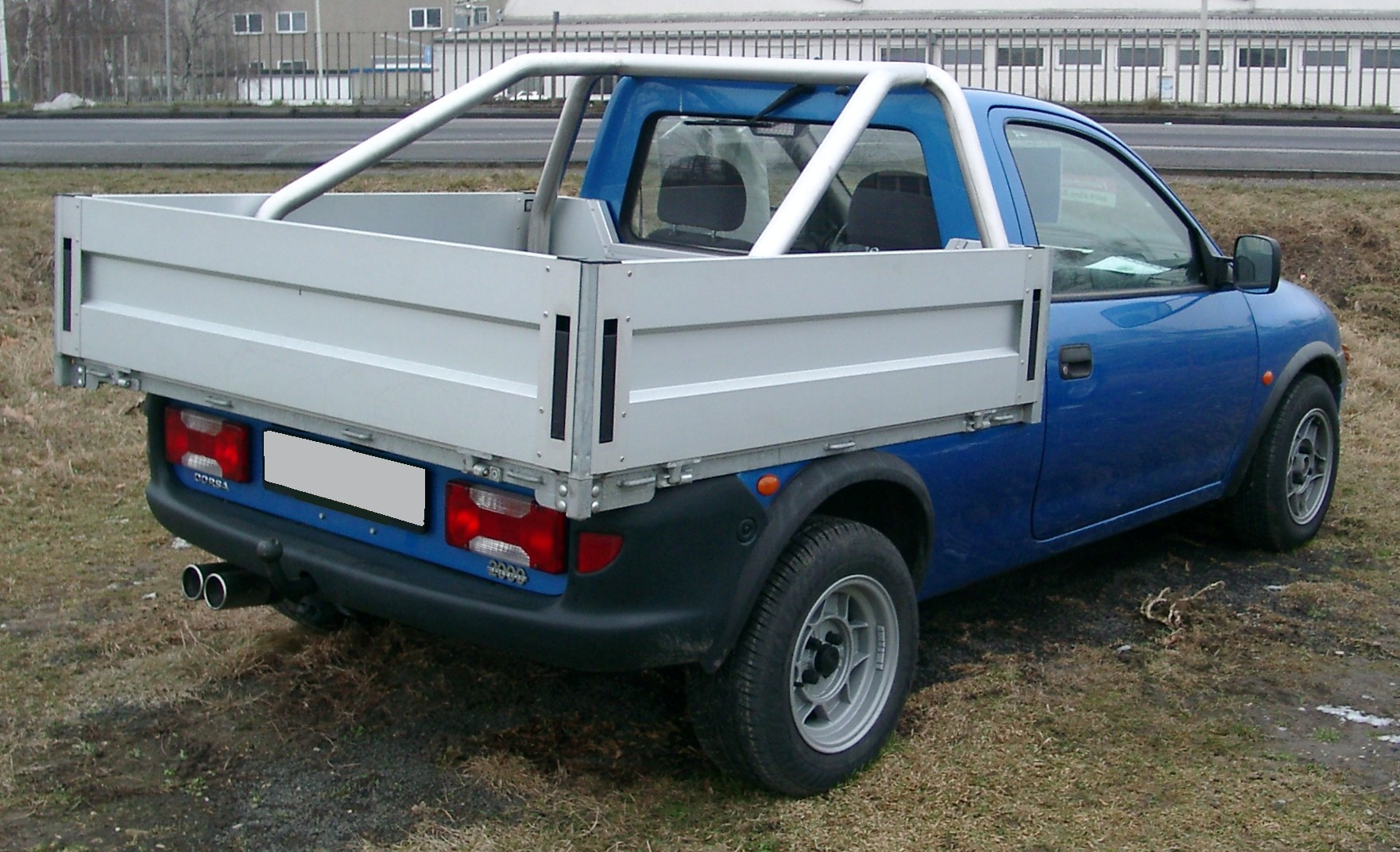
Opel Corsa B pick-up

### Motorizaciones
Los motores, antes de la renovación eran el 1.0i tres cilindros, 1.2i, 1.4i, 1.4 sport, 1.4 SI y las válvulas variaban desde los 8v, 12v, 16v,  el 1.6i, 1.6 GSi16v gasolina la potencia iba desde los 50 CV, 65 CV, 75 CV, 80 CV, 85 CV,  102 CV y 109 CV. A partir de la renovación salieron los nuevos motores denominados ECOTEC y diésel, con las mismas cilindradas que antes pero con más válvulas y algo más de potencia, menos consumo y emisiones serían los siguientes, los diésel 1.5 65 CV y 1.7 75 CV. Los gasolina 1.0 12v 55 CV, 1.2 16v 75 CV, 1.4 16v 85 CV, 1.4 16v sport 90 CV, 1.4 16v SI 95 CV y el 1.6 16v 106 CV. A partir de la renovación el GSi 16v solo sería un acabado y 5 ocupantes y con el motor 1.6 16v 106 CV. Los 1.0 no tenían cuenta revoluciones hasta la renovación.
| Motores de gasolina            | Motores de gasolina   | Motores de gasolina   | Motores de gasolina   | Motores de gasolina   | Motores de gasolina   | Motores de gasolina   | Motores de gasolina   | Motores de gasolina   | Motores de gasolina   | Motores de gasolina   | Motores de gasolina   | Motores de gasolina   | Motores de gasolina   | Motores de gasolina   | Motores de gasolina   | Motores de gasolina   | Motores de gasolina   | Motores de gasolina   | Motores de gasolina   |                       |
|                                | 1.0 12v               | 1.2 8v                | 1.2 8v                | 1.2 16v               | 1.4 8v                | 1.4 8v                | 1.4 8v                | 1.4 16v               | 1.6 16v (GSi)         | 1.6 16v (GSi)         |                       |                       |                       |                       |                       |                       |                       |                       |                       |                       |
| ------------------------------ | --------------------- | --------------------- | --------------------- | --------------------- | --------------------- | --------------------- | --------------------- | --------------------- | --------------------- | --------------------- | --------------------- | --------------------- | --------------------- | --------------------- | --------------------- | --------------------- | --------------------- | --------------------- | --------------------- | --------------------- |
| Periodo                        | 1997-2000             | 1994-1998             | 1994-1995             | 1998-2000             | 1994-1996             | 1996-1998             | 1994-1996             | 1994-2000             | 1994-2000             | 1994-1995             |                       |                       |                       |                       |                       |                       |                       |                       |                       |                       |
| Identificación del motor       | X10 XE                | X12 SZ                | C12 NZ                | X12 XE                | C14 NZ                | X14 SZ                | C14 SE                | X14 XE                | X16 XE                | C16 XE                |                       |                       |                       |                       |                       |                       |                       |                       |                       |                       |
| Tipo de motor                  | L3 12v                | L4 8v                 | L4 8v                 | L4 16v                | L4 8v                 | L4 8v                 | L4 8v                 | L4 16v                | L4 16v                | L4 16v                |                       |                       |                       |                       |                       |                       |                       |                       |                       |                       |
| Diámetro x carrera             | 72.5 mm × 78.6 mm     | 72.0 mm × 73.4 mm     | 72.0 mm × 73.4 mm     | 72.5 mm × 72.6 mm     | 77.6 mm × 73.4 mm     | 77.6 mm × 73.4 mm     | 77.6 mm × 73.4 mm     | 77.6 mm × 73.4 mm     | 79.0 mm × 81.5 mm     | 79.0 mm × 81.5 mm     |                       |                       |                       |                       |                       |                       |                       |                       |                       |                       |
| Cilindrada                     | 973 cm³               | 1196 cm³              | 1196 cm³              | 1199 cm³              | 1389 cm³              | 1389 cm³              | 1389 cm³              | 1389 cm³              | 1598 cm³              | 1598 cm³              |                       |                       |                       |                       |                       |                       |                       |                       |                       |                       |
| Relación de compresión         | 10.1: 1               | 10.0: 1               | 9.0: 1                | 10.1: 1               | 9.4: 1                | 9.6: 1                | 9.8: 1                | 10.5: 1               | 10.5: 1               | 10.5: 1               |                       |                       |                       |                       |                       |                       |                       |                       |                       |                       |
| Potencia máxima: CV (kW) @ rpm | 54 CV (40 kW) @ 5600  | 45 CV (33 kW) @ 4600  | 45 CV (33 kW) @ 5000  | 65 CV (48 kW) @ 5600  | 60 CV (44 kW) @ 5200  | 60 CV (44 kW) @ 5400  | 82 CV (60 kW) @ 5800  | 90 CV (66 kW) @ 6000  | 106 CV (78 kW) @ 6000 | 108 CV (70 kW) @ 6000 |                       |                       |                       |                       |                       |                       |                       |                       |                       |                       |
| Par máximo: Nm @ rpm           | 82 Nm @ 2800          | 88 Nm @ 2800          | 88 Nm @ 2400          | 110 Nm @ 4000         | 103 Nm @ 2800         | 106 Nm @ 3000         | 114 Nm @ 3400         | 125 Nm @ 4000         | 148 Nm @ 4000         | 150 Nm @ 3800         |                       |                       |                       |                       |                       |                       |                       |                       |                       |                       |
| Tracción                       | Delantera             | Delantera             | Delantera             | Delantera             | Delantera             | Delantera             | Delantera             | Delantera             | Delantera             | Delantera             | Delantera             | Delantera             | Delantera             | Delantera             | Delantera             | Delantera             | Delantera             | Delantera             | Delantera             | Delantera             |
| Transmisión                    | Manual, 5 velocidades | Manual, 5 velocidades | Manual, 5 velocidades | Manual, 5 velocidades | Manual, 5 velocidades | Manual, 5 velocidades | Manual, 5 velocidades | Manual, 5 velocidades | Manual, 5 velocidades | Manual, 5 velocidades | Manual, 5 velocidades | Manual, 5 velocidades | Manual, 5 velocidades | Manual, 5 velocidades | Manual, 5 velocidades | Manual, 5 velocidades | Manual, 5 velocidades | Manual, 5 velocidades | Manual, 5 velocidades | Manual, 5 velocidades |
| Peso                           | 930 kg                | 800 kg                | 800 kg                | 875 kg                | 870 kg                | 870 kg                | 875 kg                | 977 kg                | 1015 kg               | 960 kg                |                       |                       |                       |                       |                       |                       |                       |                       |                       |                       |
| Aceleración 0–100 km/h         | 18.0 s                | 19.5 s                | 19.5 s                | 14.0 s                | 15.0 s                | 15.0 s                | 12.5 s                | 11.0 s                | 9.8 s                 | 9.5 s                 |                       |                       |                       |                       |                       |                       |                       |                       |                       |                       |
| Velocidad máxima               | 150 km/h              | 145 km/h              | 145 km/h              | 163 km/h              | 155 km/h              | 155 km/h              | 173 km/h              | 180 km/h              | 192 km/h              | 190 km/h              |                       |                       |                       |                       |                       |                       |                       |                       |                       |                       |
| Consumo combinado (L/100 km)   | 6.1                   | 6.6                   | 6.6                   | 6.8                   | 6.6                   | 6.6                   | 6.9                   | 7.9                   | 7.3                   | 7.2                   |                       |                       |                       |                       |                       |                       |                       |                       |                       |                       |

| Periodo                        | 1994-1996             | 1994-1996             | 1994-1996             | 1996-2000             | 1996-2000             |                       |                       |
| Identificación del motor       | 15 D                  | 15 DT                 | X15 DT                | X17 D                 |                       |                       |                       |
| Tipo de motor                  | L4 8v                 | L4 8v, turbo          | L4 8v, turbo          | L4 8v                 |                       |                       |                       |
| Diámetro x carrera             | 76.0 mm × 82.0 mm     | 76.0 mm × 82.0 mm     | 76.0 mm × 82.0 mm     | 79.0 mm × 86.0 mm     |                       |                       |                       |
| Cilindrada                     | 1488 cm³              | 1488 cm³              | 1488 cm³              | 1686 cm³              |                       |                       |                       |
| Relación de compresión         | 23.0: 1               | 22.0: 1               | 22.0: 1               | 23.0: 1               | 23.0: 1               |                       |                       |
| Potencia máxima: CV (kW) @ rpm | 50 CV (37 kW) @ 4800  | 67 CV (49 kW) @ 4600  | 67 CV (49 kW) @ 4600  | 60 CV (44 kW) @ 4500  |                       |                       |                       |
| Par máximo: Nm @ rpm           | 90 Nm @ 2400          | 132 Nm @ 2600         | 132 Nm @ 2600         | 112 Nm @ 2650         |                       |                       |                       |
| Tracción                       | Delantera             | Delantera             | Delantera             | Delantera             | Delantera             | Delantera             | Delantera             |
| Transmisión                    | Manual, 5 velocidades | Manual, 5 velocidades | Manual, 5 velocidades | Manual, 5 velocidades | Manual, 5 velocidades | Manual, 5 velocidades | Manual, 5 velocidades |
| Peso                           | 880 kg                | 910 kg                | 910 kg                | 920 kg                |                       |                       |                       |
| Aceleración 0–100 km/h         | 19.5 s                | 14.5 s                | 14.5 s                | 16.5 s                |                       |                       |                       |
| Velocidad máxima               | 150 km/h              | 165 km/h              | 165 km/h              | 152 km/h              |                       |                       |                       |
| Consumo combinado (L/100 km)   | 5.3                   | 5.3                   | 5.3                   | 5.6                   | 5.6                   |                       |                       |

### Variantes

#### Chevrolet
El Corsa B también se fabricó en Yantai, China y en Shandong China inicialmente como el Buick Sail, luego con el corbatín de la Chevrolet. Se comercializó contando con versiones en carrocerías sedán y familiar, versión que fue exportada a Chile desde 2008 donde fue comercializado como Chevrolet Corsa Plus. En Chile (a partir de 2009) las versiones del Corsa y el Corsa Plus fueron remplazadas por la versión mexicana del Corsa, conocida como Chevrolet Chevy, siendo renombradas ambas como New Corsa. 
El Chevrolet Sail en su rediseño de 2005 (GM4200) dispuso de más equipamiento de seguridad, gracias a su doble AirBag frontal y frenos ABS en las 4 ruedas. El 11 de enero de 2010 se presentó en China la segunda generación del Sail siendo este un desarrollo completamente nuevo y distinto al Corsa B. hasta 2015 en la planta de GM en Brasil, y hasta octubre de 2016 en la Argentina se produjo el último rediseño de la primera generación del Sail con los agregados en seguridad detallados anteriormente.

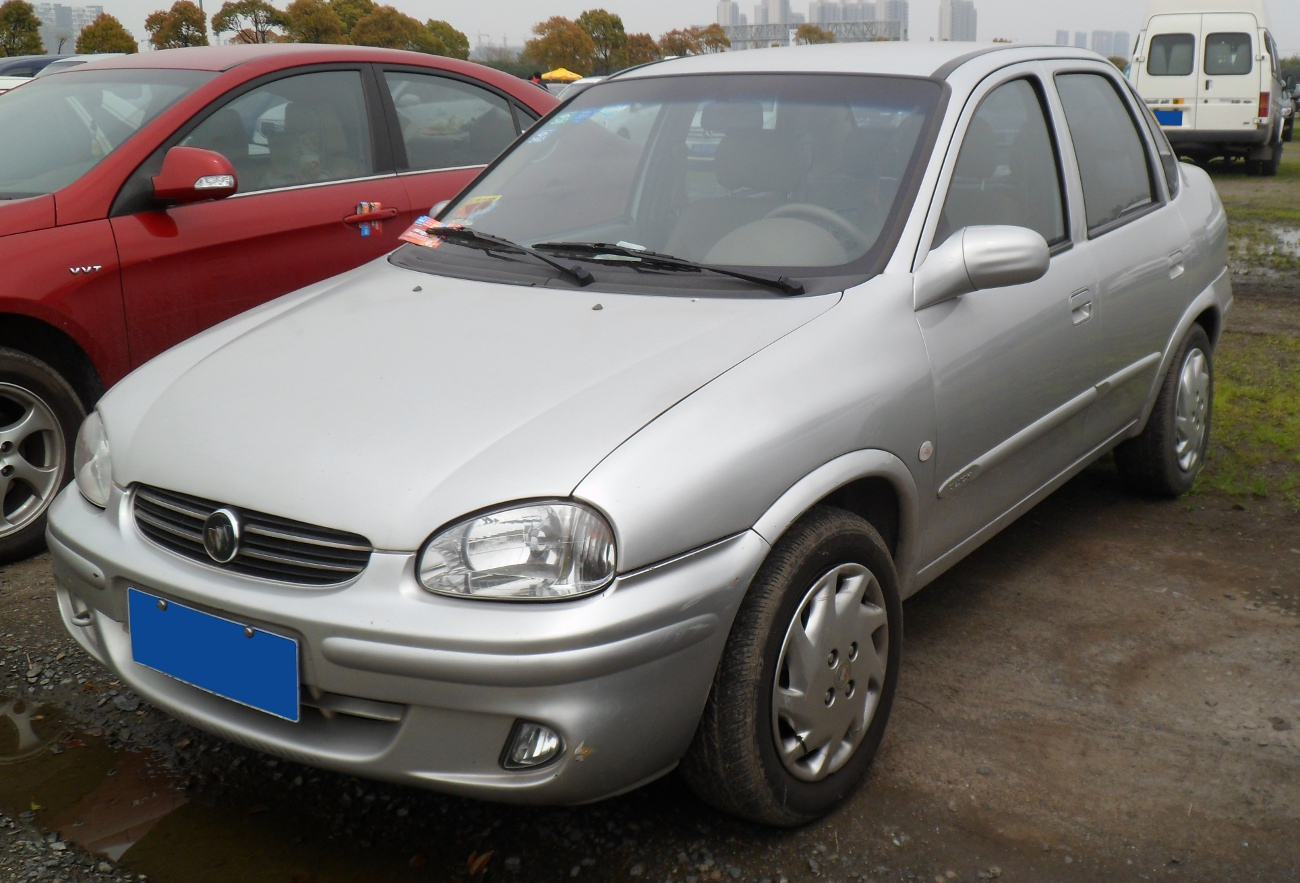
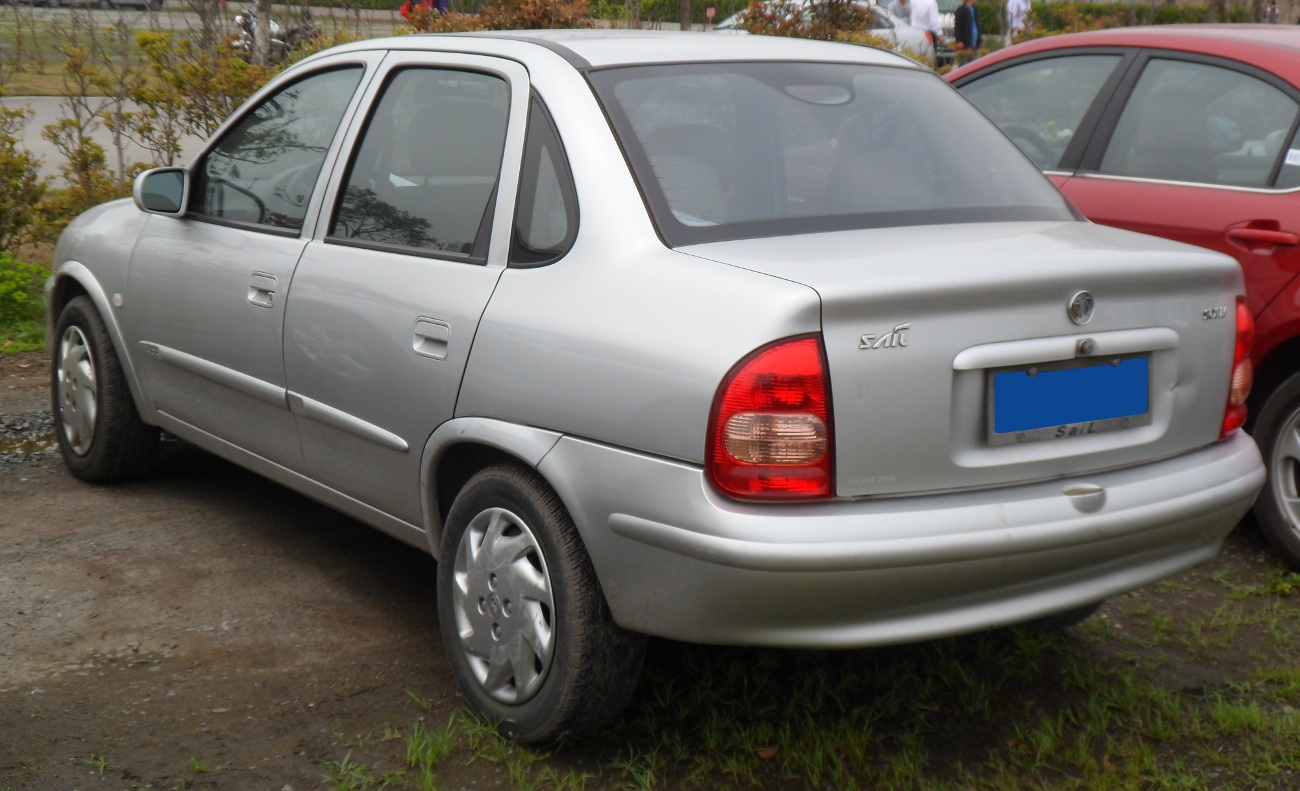

#### Chevrolet Classic
Lanzado durante 2010 como rediseño del entonces "Corsa Classic", y adoptando casi en integridad el diseño exterior del Buick/Chevrolet Sail pero manteniendo el interior inalterado, General Motors produce al renombrado ahora como Chevrolet Classic en las plantas que posee en Alvear, provincia de Santa Fe, Argentina, (hasta octubre de 2016) y hasta finales de 2013 en la de São Jose dos Pinhais donde la línea de montaje fue luego utilizada para el proyecto Ónix/Prisma. A pesar de esto continuó comercializado en Brasil importado desde Argentina hasta agosto de 2016 cuando fue quitado definitivamente del catálogo de la marca. 
Se comercializó también en varios países de Latinoamérica, equipando según el mercado las dos históricas motorizaciones: 1.0 VHC-E Flex Power y la 1.4 MPFI (con modificaciones en el múltiple de admisión/escape y acelerador electrónico, entre otras). Además de variar las versiones entre las entradas de gama LS y las tope LT, con algunas series especiales (Spirit y Advantage) donde se destacan (según el modelo/año) hasta cuatro alzacristales eléctricos, cierre centralizado de puertas, estéreo con bluetooth CD/MP3/USB, llantas de aleación R14, entre otros.
Cabe destacar que en 2013 y ante la legislación local que imponía nuevos requisitos a la hora de fabricar automóviles, el Chevrolet Classic pasó a equipar doble airbag frontal de serie al igual que frenos con ABS y repartidor electrónico de frenada.

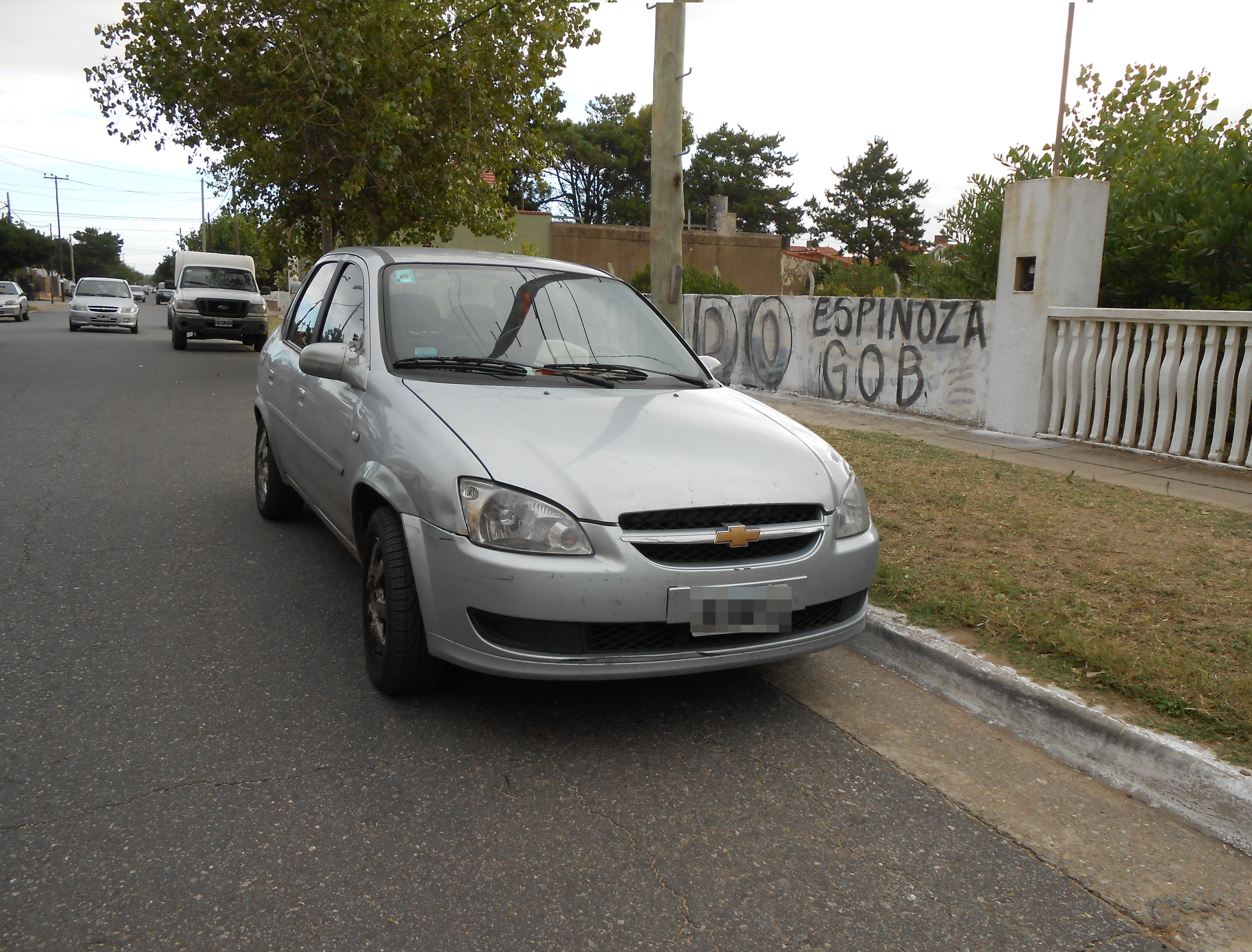
Chevrolet Classic
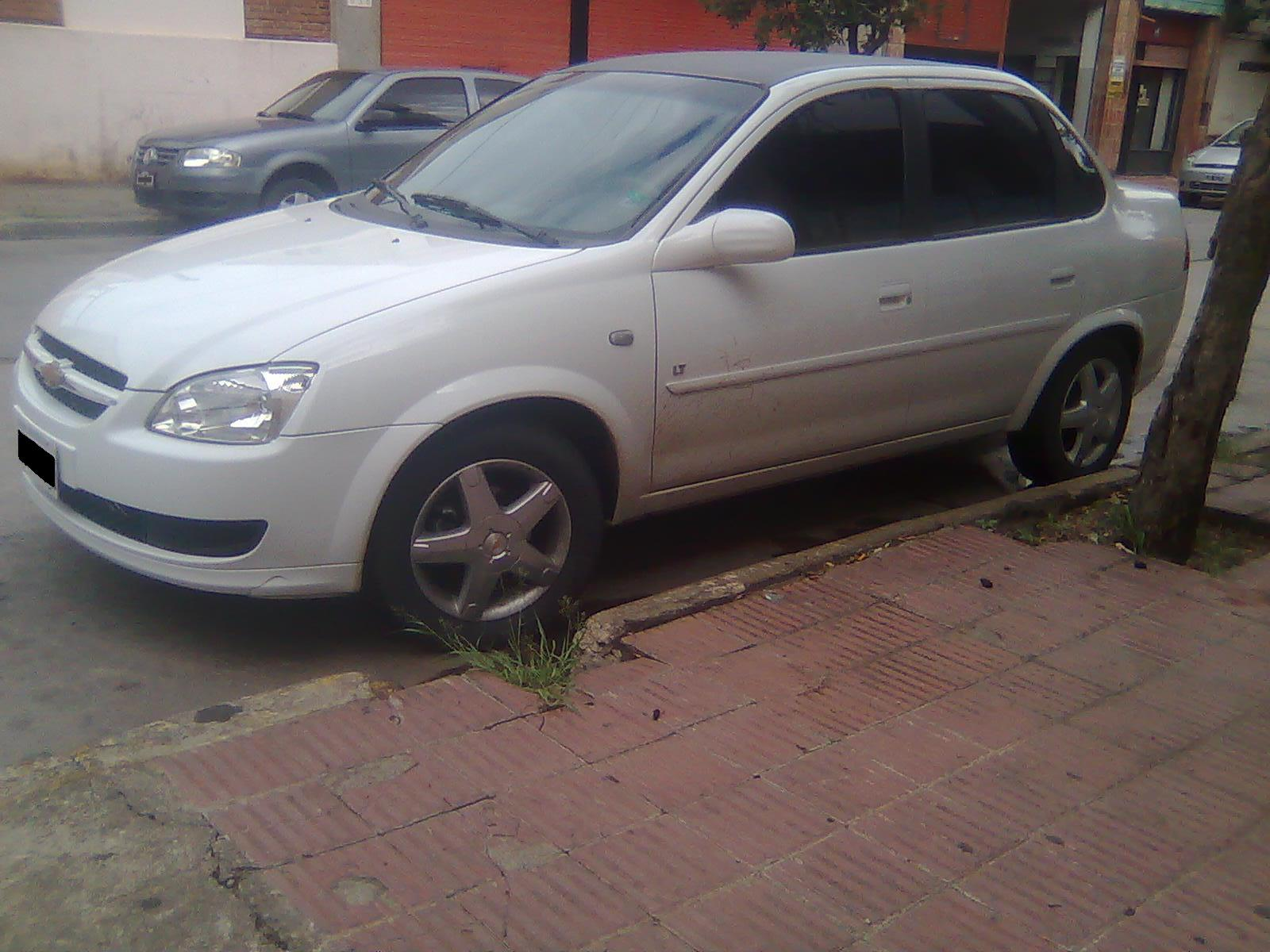
Chevrolet Classic LT
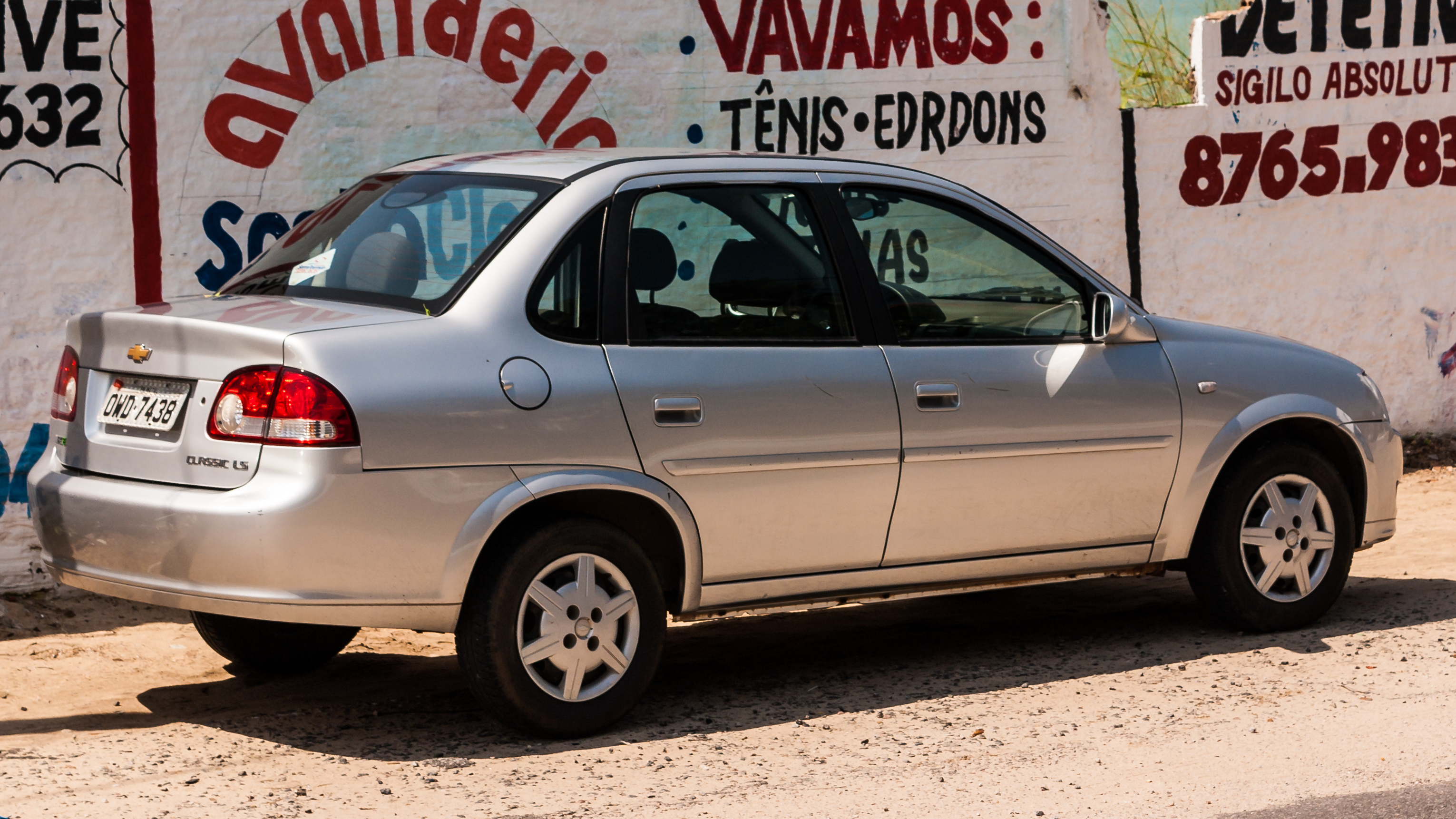
Chevrolet Classic LS

- Récords (Argentina):

En producción como Chevrolet Corsa (B) desde diciembre de 1997 y luego desde 2010 como Classic hasta octubre de 2016, por casi 19 años, en la planta de Alvear, provincia de Santa Fe, Argentina, se totalizaron 919 972 unidades fabricadas (se incluyen todos los restylings del Corsa B) Se convierte así, en el automóvil de mayor producción de la industria automotriz argentina. A su vez también marcó un hito para la marca en cuanto a unidades vendidas, alcanzando más de 500 000 unidades patentadas en el país.

#### Chevrolet Tigra
En 1997, Chevrolet presentó en Brasil el Chevrolet Tigra. Se trataba de un pequeño cupé 2+2 derivado del modelo español Opel Tigra, que fue proyectado sobre una plataforma reformada del Opel Corsa. El Chevrolet Tigra, era un pequeño automóvil del segmento A, creado con varios elementos del Corsa, como la motorización 1.6 16 válvulas de 108 CV derivada del modelo GSi, o también sus elementos de consola. Otra versión más económica del Tigra estaba motorizada con un motor de 1.4 L de 90 CV. Su llegada al mercado brasileño tuvo como objetivo eclipsar al Ford Ka, su principal rival de segmento. Si bien, había atributos que ponían al Tigra por encima de su hermano mayor Corsa, había otros que lo ponían en desventaja. El primero, al ser una reformulación de la carrocería del Corsa para poder incursionar en el segmento A, el Tigra presentaba un habitáculo altamente reducido en sus dimensiones. La enorme curvatura del parabrisas, que le daba su toque deportivo, restaba un gran espacio de altura para los ocupantes de las plazas delanteras, mientras que al reformular la parte trasera, las butacas quedaban algo embutidas en el baúl, lo que prácticamente imposibilitaba el acceso de dos personas de gran talla en las mismas. El Tigra sin embargo, fue vendido con cierto éxito durante casi un año. El Tigra 1.6 GSi fue presentado en agosto de 1998, siendo el modelo más poderoso de la gama. Sin embargo, con la continua depreciación del real, fue descontinuado en enero de 1999. En enero de 1998, el Tigra también fue importado a Argentina, donde se lo conoció como Corsa Tigra, y era presentado como un modelo más de la gama Corsa.

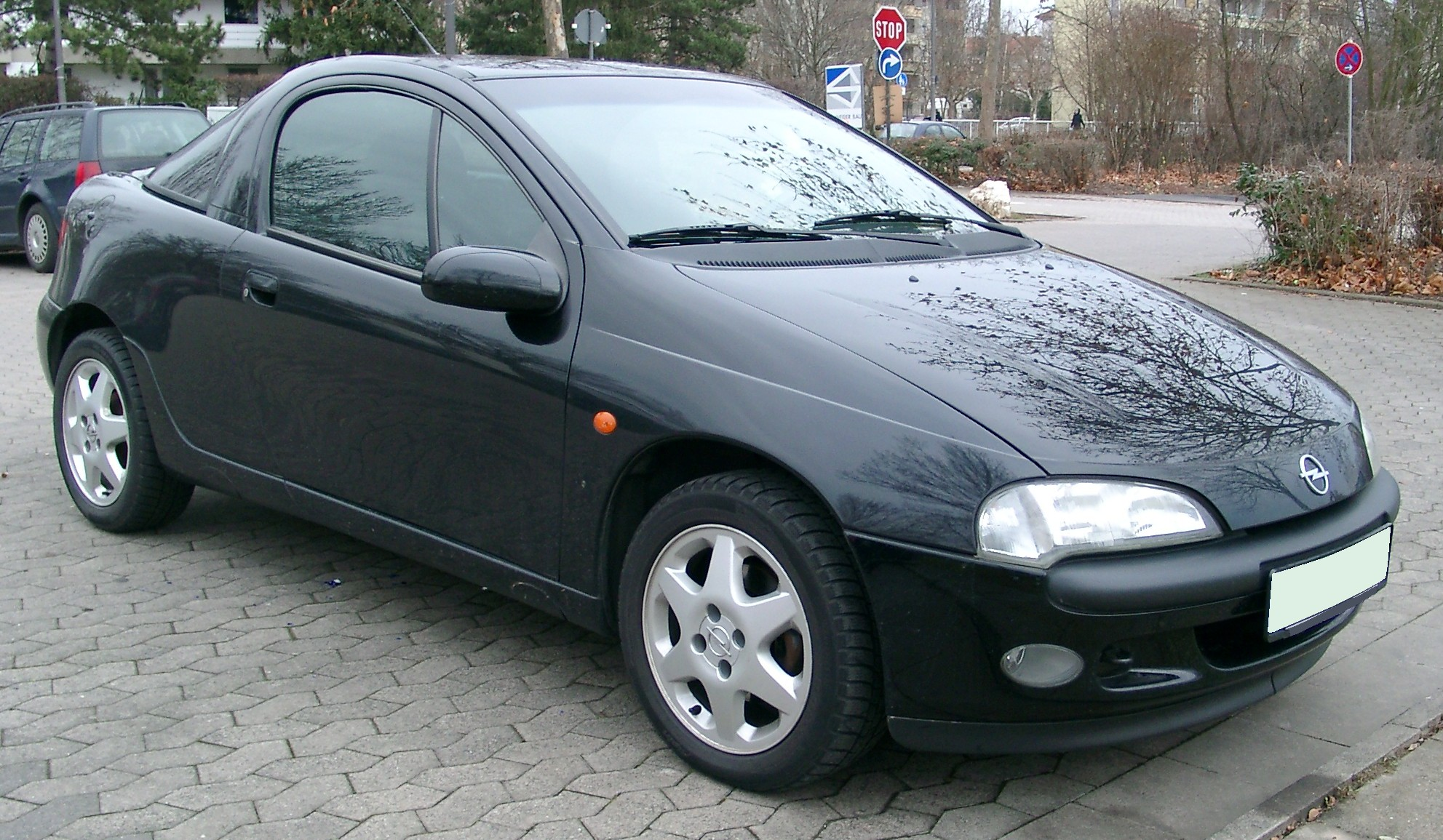
Chevrolet Tigra. Automóvil derivado del Corsa
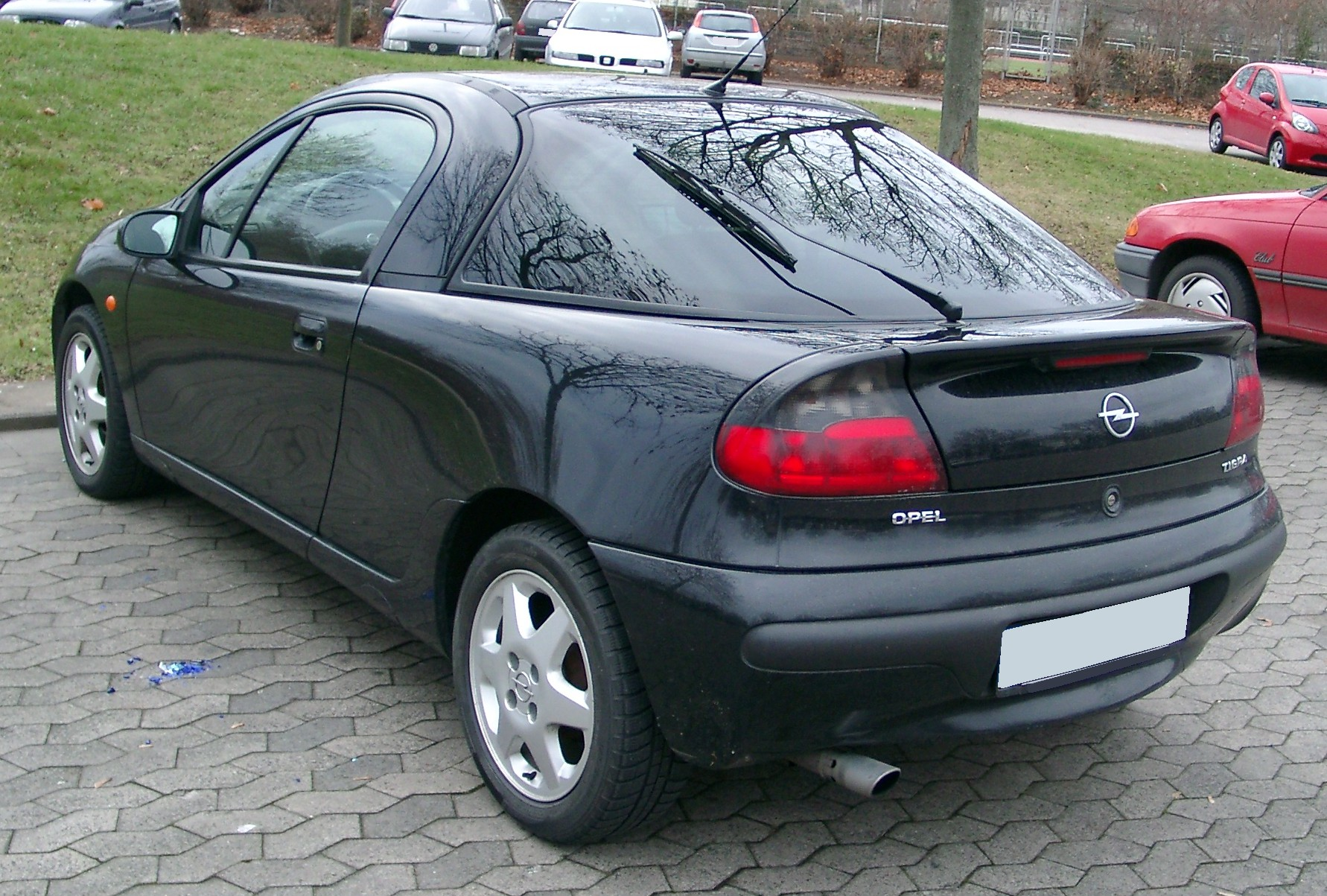
Chevrolet Tigra sector posterior

#### Chevrolet Agile
Artículo principal: Chevrolet Agile
Producido por el fabricante estadounidense General Motors sobre la plataforma del Corsa B en Argentina, a través de su subsidiaria GM-Mercosur, para la marca Chevrolet desde 2009 hasta 2016.
Se trató del primer modelo de la plataforma “Viva”, desarrollado íntegramente en la región, y el inicio de una nueva etapa "family feeling" de la marca. Fue desarrollado en el Centro de Diseño de GM-Mercosur en São Paulo (Brasil), y fue fabricado en la planta que Chevrolet posee en la localidad de Alvear (Argentina). Se fabricaron 347.054 unidades.

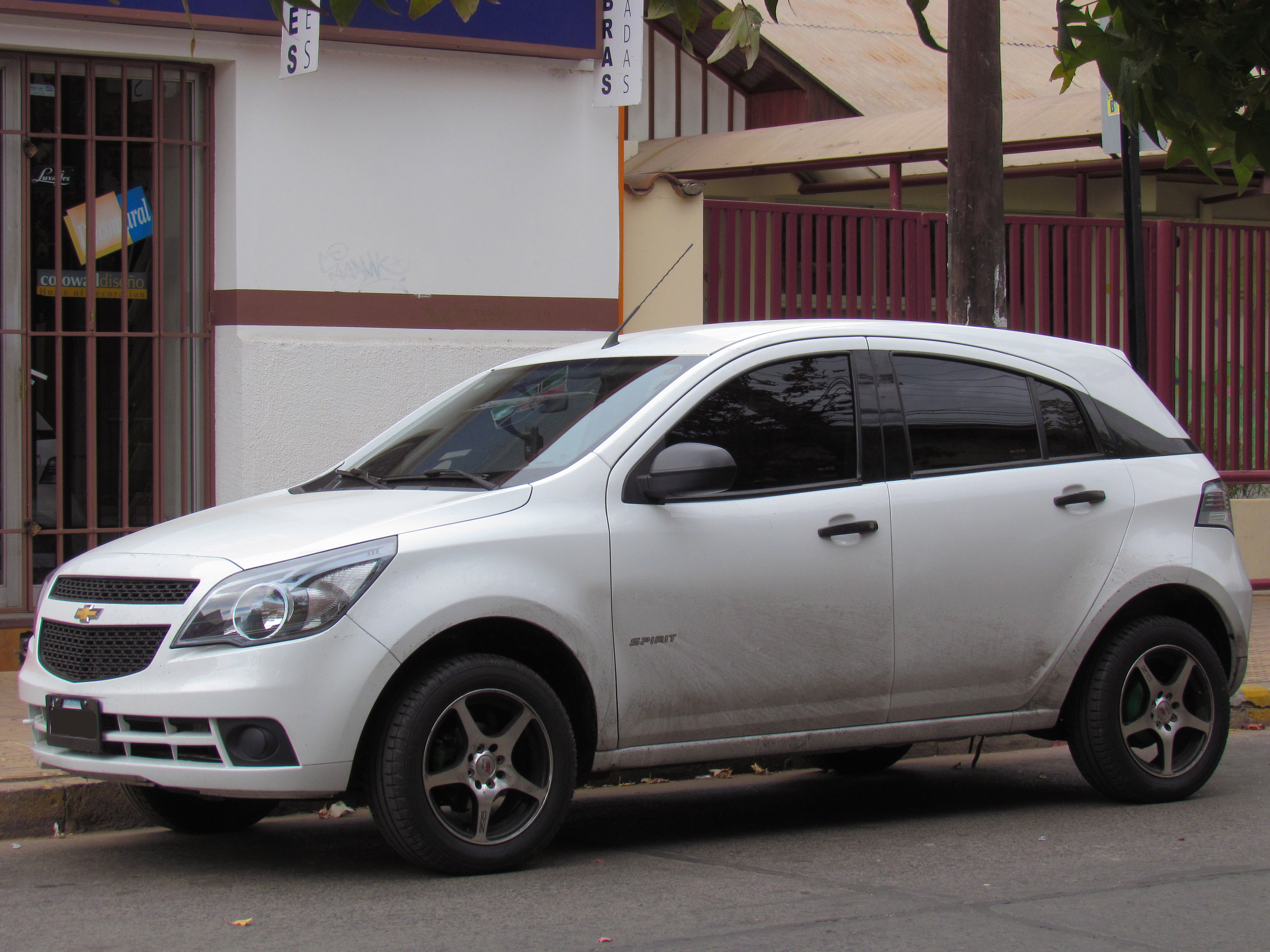
Chevrolet Agile
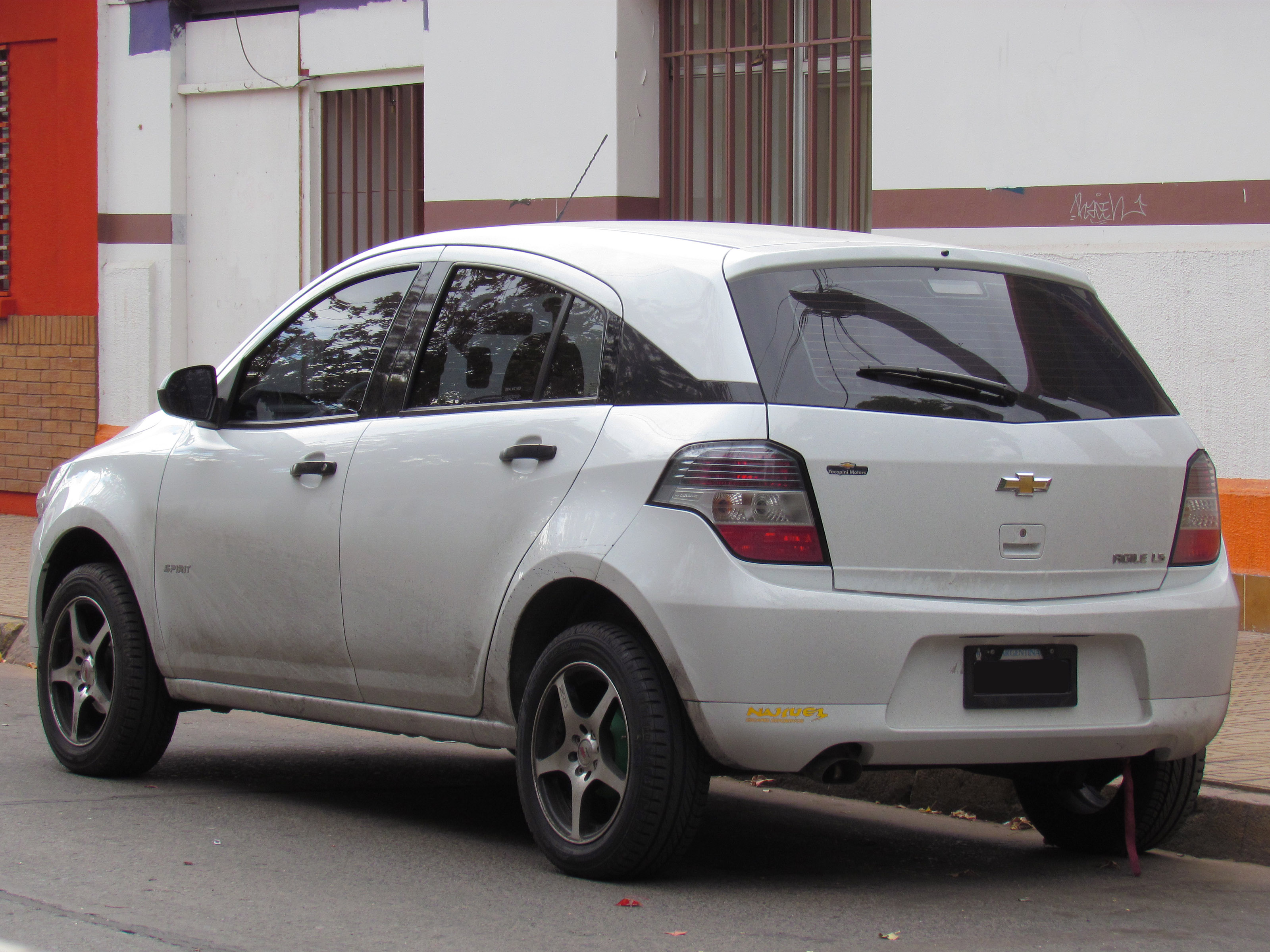
Chevrolet Agile

#### Chevrolet Celta
Artículo principal: Chevrolet Celta
En el año 2000, Chevrolet presentó en el Brasil un modelo derivado del Corsa llamado Chevrolet Celta. Este automóvil, que fue el primer modelo de General Motors creado en Sudamérica, fue presentado con el fin de ocupar la vacante dejada por el Chevrolet Tigra en el segmento de autos de bajo consumo, aunque el Celta era un coche de segmento B. Inicialmente, el Celta se presentó en versión hatchback de tres puertas con motor de 1.0 L, mientras que la versión de cinco puertas fue presentada en 2002. El Celta, era básicamente un Corsa hatchback de primera generación con una fuerte reestilización en su diseño y economización en la producción (reducción de costos). En el mismo, se destaca el ligero ensanche recibido en su línea de cintura, a la altura de sus guardabarros delanteros y traseros. También en lo que hace al diseño de las áreas vidriadas de la versión tres puertas, las reformas fueron muy radicales. El vidrio trasero, pasaba a tener una sección curva en la parte superior más pronunciada que en el Corsa original, mientras que el marco de las puertas, dejaban de lado el diseño rectilíneo, pasando a tomar un diseño curvo como los marcos de las puertas del Tigra. El modelo de 5 puertas, copiaba la silueta del de tres puertas, no dando lugar a ventiletes traseros, como en el Corsa. A simple vista, es bastante similar a los Fiat Palio. El Celta fue lanzado con un motor de gasolina de 1.0 L de cilindrada y 60 CV de potencia máxima. En 2002 el cinco puertas se puso a la venta, y se llevó la potencia máxima a 70 CV. Un 1.4 L de 85 CV se agregó en el año 2003. En el año 2004 comenzó su importación a la Argentina, donde fue rebautizado como Suzuki Fun, debido a que en ese país no hay instalado un segmento de automóviles económicos, y una posible irrupción del Chevrolet Celta implicaría la desaparición del Corsa. Finalmente con la alianza GM-Suzuki comprometida cesó la importación del modelo bajo la marca Suzuki y Chevrolet Argentina decidió posicionar al Celta como entrada de gama, quedando por debajo del Chevrolet Corsa Classic (y posteriormente Classic). Además, con este renombramiento (FUN), General Motors buscó darle a Suzuki mayor participación en el mercado automotor argentino.

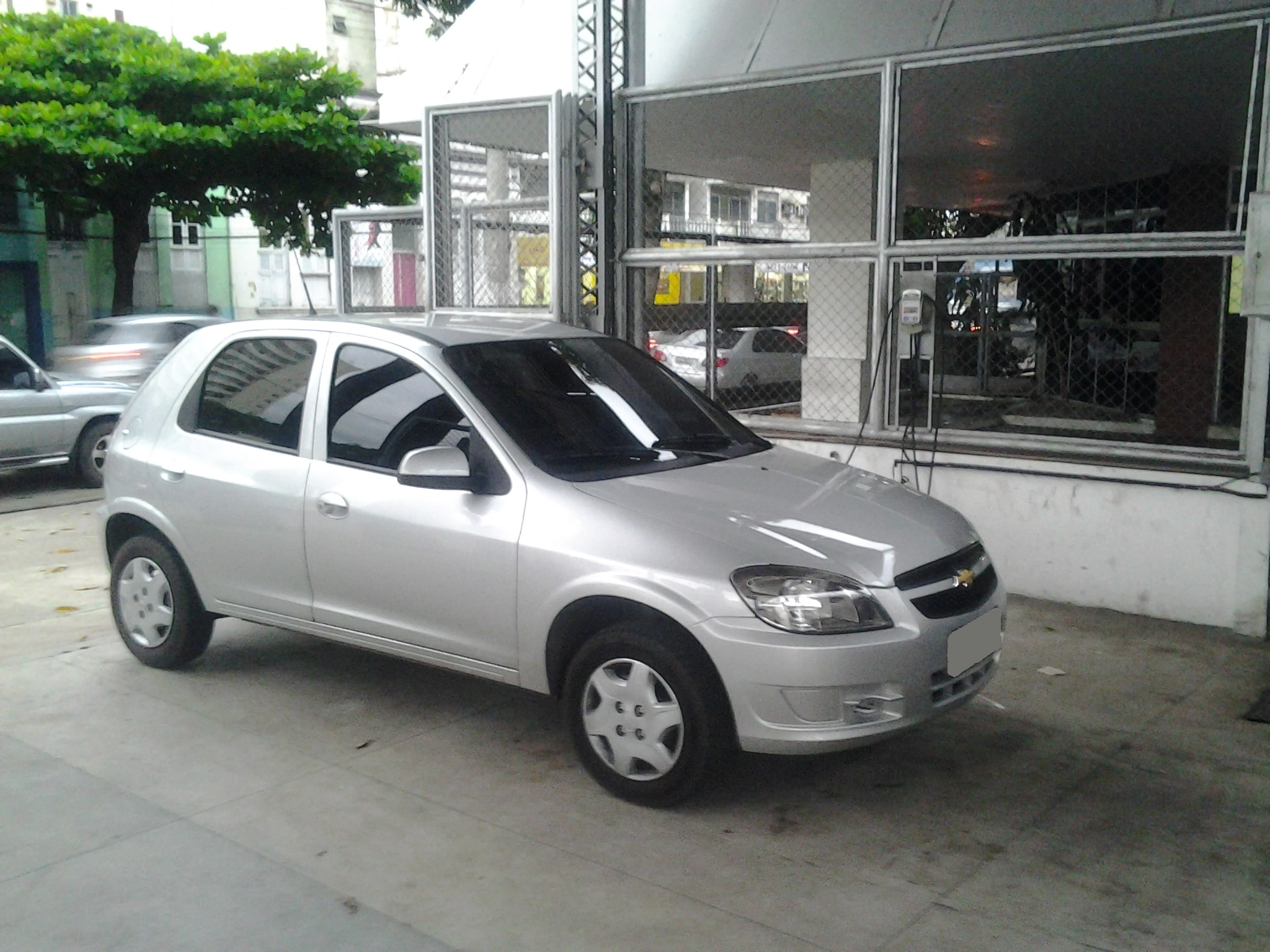
Chevrolet Celta, derivado del Corsa creado en Sudamérica
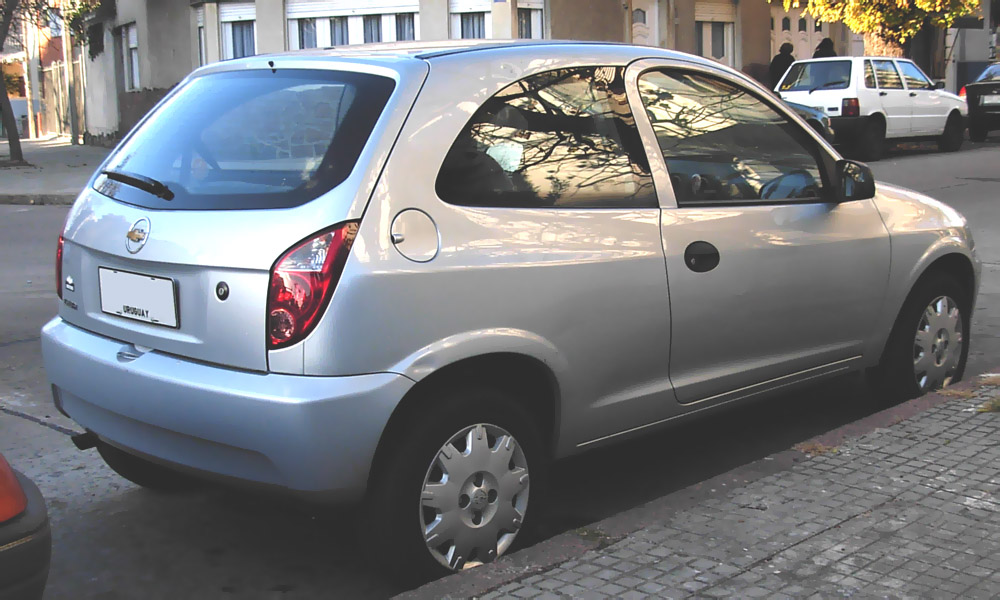
Chevrolet Celta 3 Pts. Sector posterior

#### Chevrolet Prisma
Artículo principal: Chevrolet Prisma MKI
En el año 2006, el Chevrolet Celta recibió una reestilización óptica profunda en su frente y trasera, pasando a llevar faros más angostos en su parte trasera y un nuevo diseño en su parrilla que lo dejaba similar a la tercera generación del Chevrolet Vectra brasileño. El diseño incluía los faros similares al Vectra y una parrilla en la que se alojaba un enorme moño dorado en el caso del Celta o una enorme S plateada en el caso del Suzuki Fun. A todo esto, la novedad principal fue el lanzamiento de un nuevo modelo sedán de cuatro puertas derivado del Celta, que fue bautizado como Chevrolet Prisma.
El Chevrolet Prisma, fue lanzado en Brasil en noviembre de 2006 y fue pensado para suceder al Corsa Classic. Sin embargo, el éxito que siempre supuso el Corsa hizo que el Prisma esté relegado al segmento de los coches de bajo consumo. El Prisma es la versión tricuerpo del Chevrolet Celta y está equipado con las mismas motorizaciones, es decir un 1.0 L a gasolina y un 1.4 L Flexpower, denominación utilizada por Chevrolet en Brasil para identificar a sus motores de funcionamiento alterno a gasolina o gasohol. El equipamiento, básicamente es el mismo que el Chevrolet Celta. Y en cuanto a su producción y venta, el Prisma es producido en Brasil, en las factorías de GM en Sao Caetano do Sul. Desde allí, es exportado hacia toda Sudamérica, siendo presentado como reemplazante de la línea Corsa II. Sus principales rivales de mercado son el Fiat Siena, el Ford Fiesta, el Volkswagen Gol y el Renault Clio.

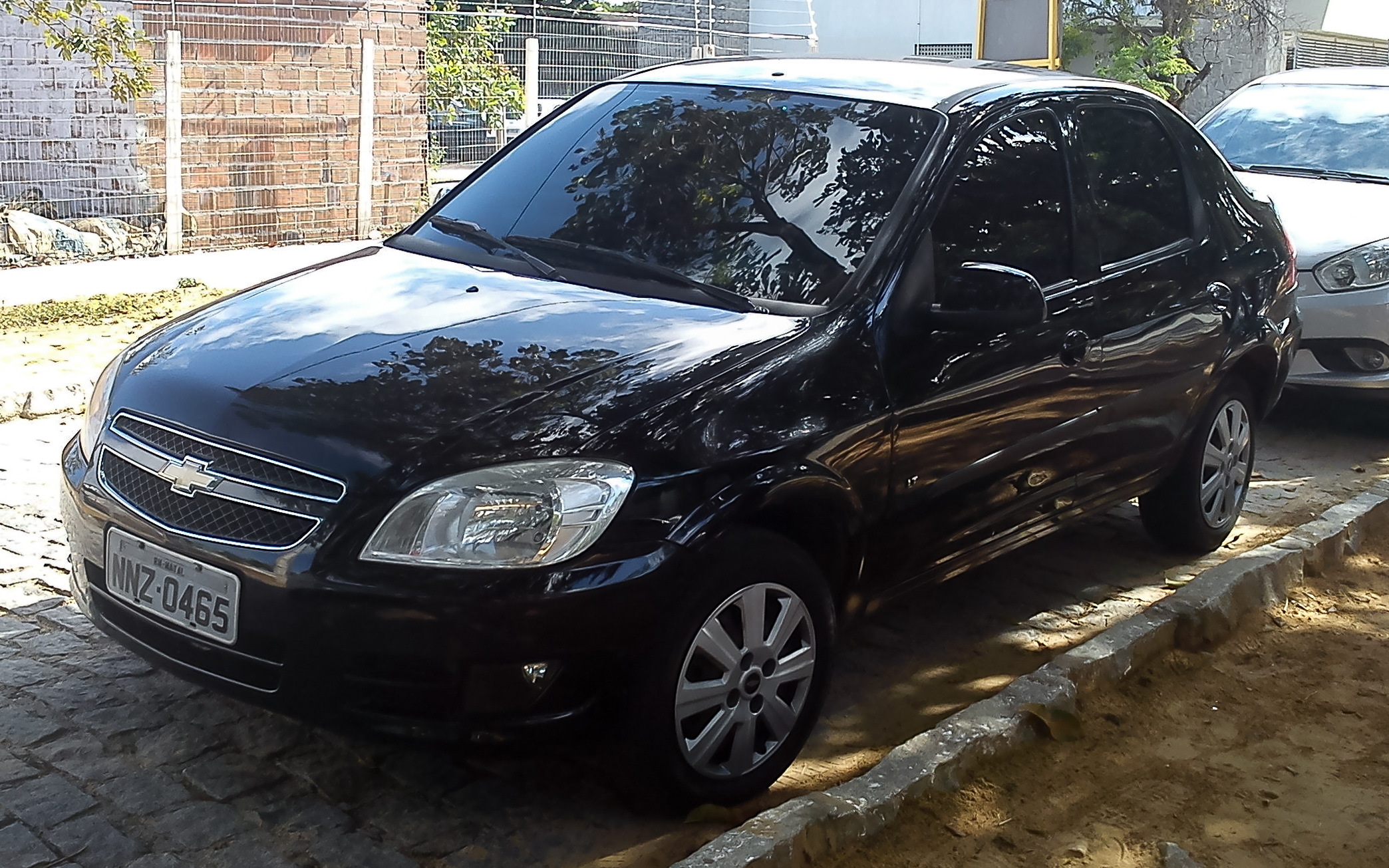
Chevrolet Prisma MKI
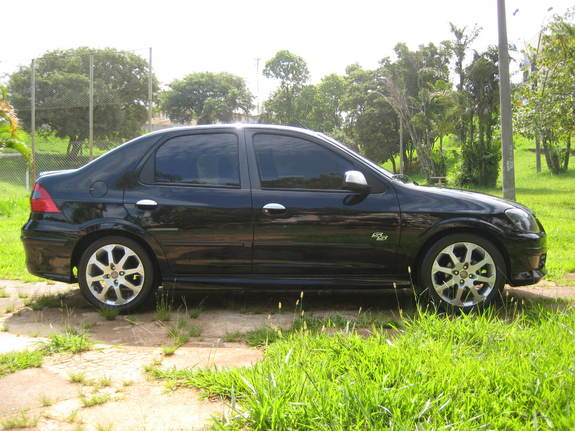
Chevrolet Prisma MKI, derivado del Celta.

#### Chevy (México)
El Opel Corsa B es introducido por General Motors de México en febrero de 1994 bajo el nombre de Chevy. En esta primera fase el Chevy fue importado desde España en carrocerías hatchback de tres y cinco puertas, con dos niveles de equipamiento. "Chevy Joy" y "Chevy Swing", disponibles con ambas carrocerías. De inmediato llamó fuertemente la atención del automovilista mexicano por sus llamativos colores, muy distintos a la oferta disponible en otros vehículos en el país y su novedosa línea redondeada, convirtiéndose en un éxito inmediatamente. Mecánicamente se ofrecía con un motor 1.4 l, de 60 CV con una caja de cambios manual de 5 velocidades.
Una vez superados los problemas técnicos debido a las altas temperaturas y bajas presiones atmosféricas (debido a la altitud sobre el nivel del mar tanto de la Ciudad de México como de todo el altiplano mexicano), el Chevy se comenzó a ofrecer con aire acondicionado en el mercado mexicano. A partir del año modelo 1996 comienza su producción en la planta de Ramos Arizpe, Coah. México. Para ello, el Chevy, que a partir de ahora comienza a llamarse "Chevy Joy" en 3 puertas o "Chevy Swing" en 5 puertas independientemente de su nivel de equipamiento, recibe un nuevo motor de 1.6 l con 78 CV. En 1997 se introduce una nueva versión básica: El "Chevy Pop" o "Chevy Popular", esta nueva versión reducía su equipamiento al mínimo, sin embargo, al igual que las otras versiones del Chevy, comenzaba a ofrecerse en colores metálicos con un precio ligeramente mayor que el hasta entonces superventas de la época: El Volkswagen Sedán. La trascendencia del Chevy Pop es enorme en el mercado mexicano, al deplazar al querido "Vocho" de su eterno primer lugar de ventas, consiguiendo la preferencia del automovilista particular (por algunos años más, los taxistas siguieron siendo fieles al "Vocho"), ya que por un precio ligeramente mayor ofrecía un interior más amplio y cómodo, una concepción mucho más moderna, una mejor estética, y una consumo destacable de combustible gracias a su línea aerodinámica y su caja manual de 5 velocidades (algo insólito en el segmento en aquella época), comparable a la del campeón mexicano en ese rubro, el Nissan Tsuru. En ese mismo año se introduce el "Chevy Monza", versión sedán de 4 puertas hecho en México que incorpora partes hechas en Brasil en su fabricación; junto con este se comienza a vender el Chevy con transmisión automática junto con una nueva versión del motor 1.6 l, ahora de 95 CV; inicialmente se oferta en el Monza, incorporándose poco después en los Joy y Swing.
En 1998, con motivo del Mundial de Francia, fue lanzado una edición especial llamada Chevy World Cup 98.
Igualmente en 1999 es introducida la "Chevy Pick Up", con una capacidad de carga de 500 kg. En el año 2000 comienza la comercialización del "Chevy Wagon", un pequeño familiar importado de Argentina. Cabe destacar que estas dos últimas variantes son introducidas como respuesta al Volkswagen Pointer que comenzaba a tener mucha demanda en el mercado mexicano en sus variantes "Pointer Station Wagon" (Volkswagen Parati), y "Pointer Pick Up" (Volkswagen Saveiro). Durante este mismo año, se lanza la edición limitada "Chevy M2K" únicamente en 3 puertas, caracterizada por sus colores azul marino o verde metálico, tapones de rueda y vestiduras específicos, así como sus defensas pintadas en color champán. En 2002, por la necesidad de contar con vehículos adaptables para taxi en 4 puertas, son introducidos el "Chevy Pop 5 puertas" y el "Chevy Monza Pop", destinados a competir en aquel nicho con el Nissan Tsuru y el VW Pointer City, además de hacer más accesible el modelo en todas sus carrocerías en versión pop.
- Chevy C1

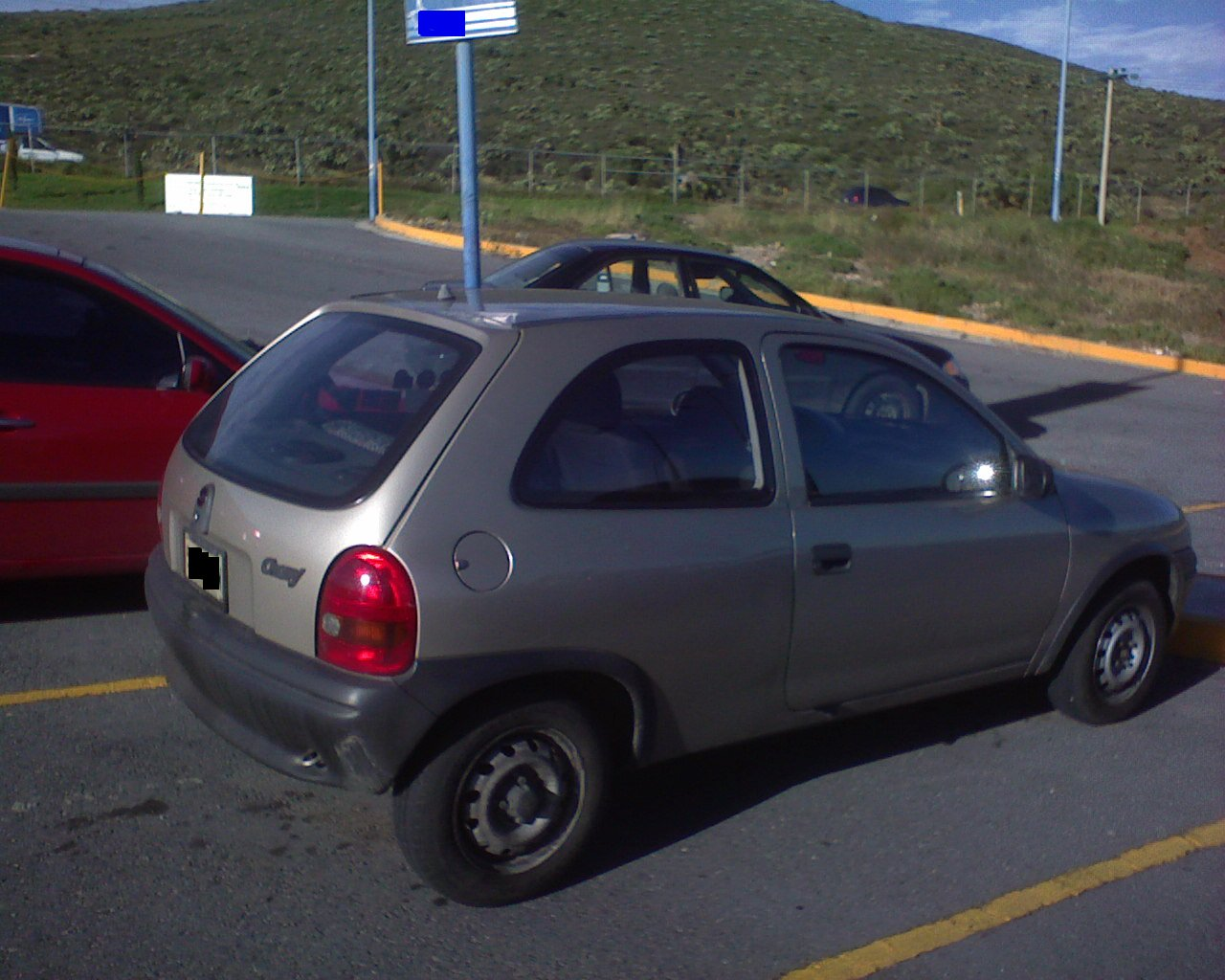
Chevy Pop 1994-2003. Este automóvil tiene el gran mérito de haber desplazado al Vocho de su eterno primer lugar de ventas.
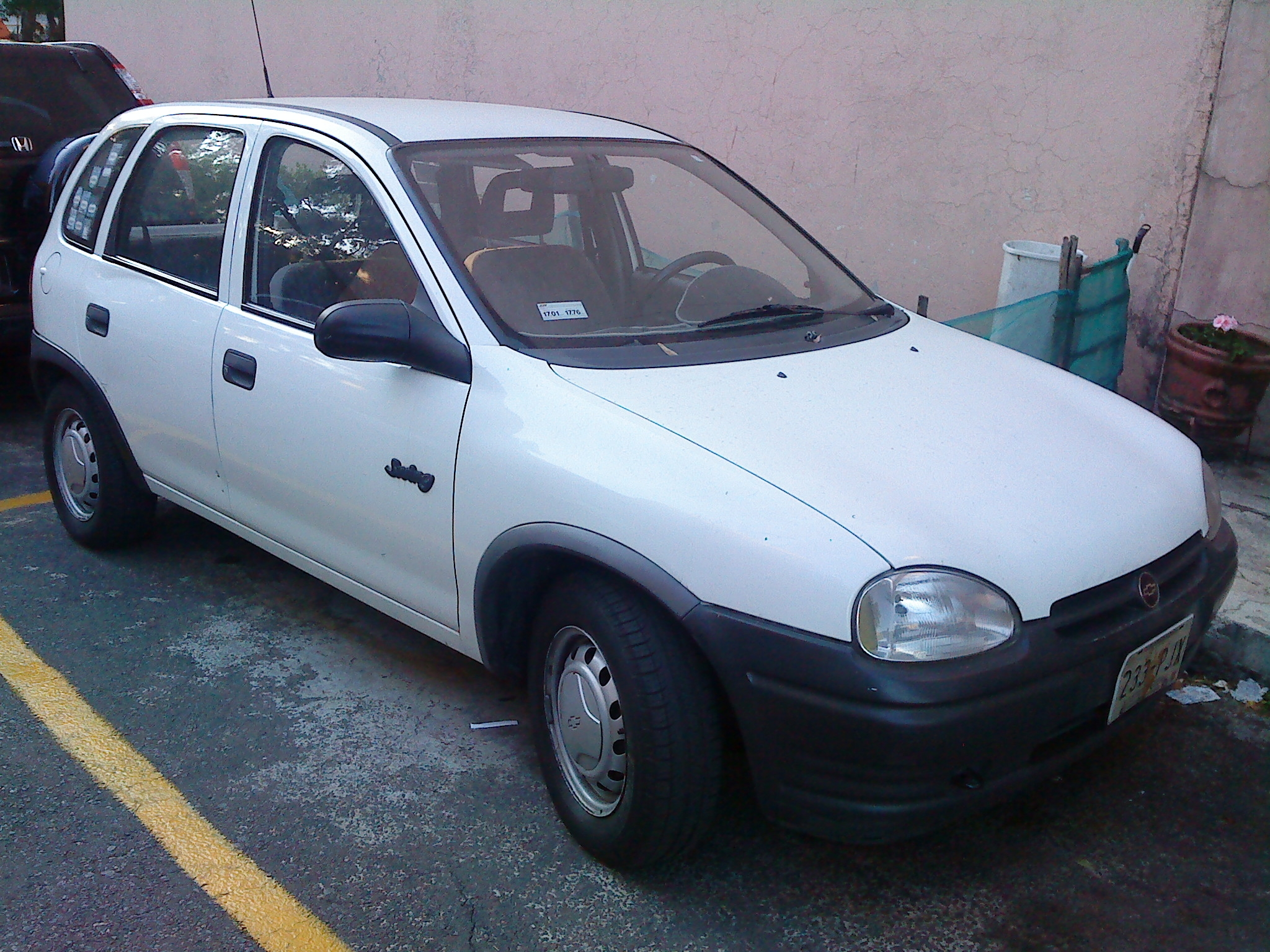
Chevy Swing 1994-2003. De las primeras unidades hechas en México, virtualmente idéntico a los importados desde España.
- Chevy Monza 1997-2003. En 1997 GM lanzó al mercado Mexicano al Chevy Monza. Un derivado del 5 puertas de Opel, diseñado en Brasil, llego a ser importado desde Brasil en versiónes equipadas, Algunos contaron con Vidrios electricos de agencia. 
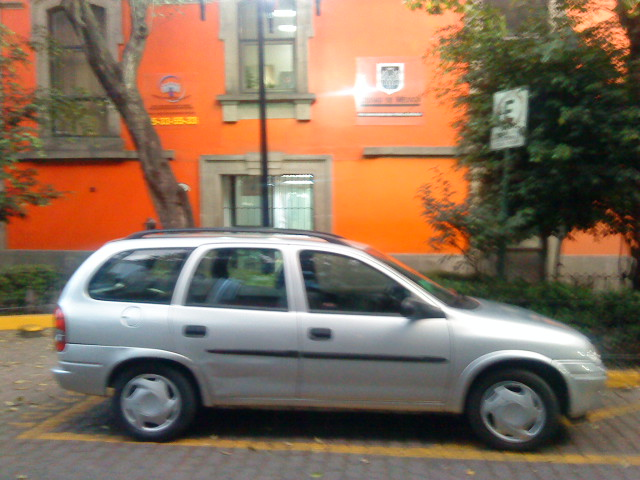
Chevy Wagon 2000-2003. Esta variante importada de Argentina no fue especialmente popular en México, sin embargo mantuvo un nivel de ventas aceptable a pesar de su baja aceptación.
- Chevy Pop 1997
- Chevy Swing 1996
- Chevy Wagon 2000

- Chevy C2 (2004)

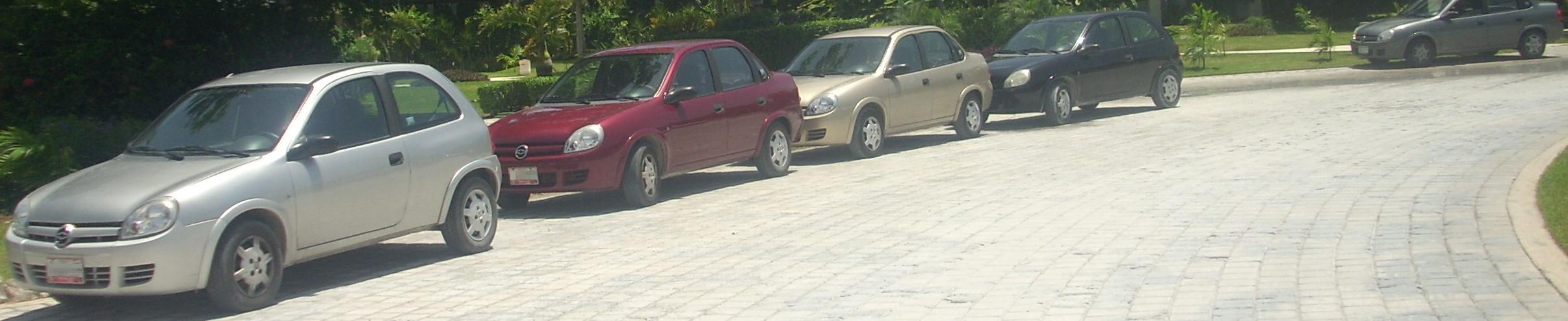
Chevy C2 de 2006-2008

En el año 2004, el Chevy es rediseñado por General Motors de México pasándose a llamar "Chevy C2", en alusión a que sería una "segunda generación" del Chevy. En esta nueva entrega, el Chevy C2 está disponible con carrocerías sedán y hatchback tanto en tres como en cinco puertas, mientras que el Chevy Wagon fue reemplazado por la Chevrolet Meriva importada de Argentina, y el Chevy Pick Up fue reemplazado por el "Chevrolet Tornado" (conocida como "Chevrolet Montana" en América del Sur), una nueva pick up basada en el Chevrolet Corsa C, que comenzaba a ser importado igualmente desde Brasil como un escalón superior al Chevy. El Chevy C2 tiene un frontal más redondeado y alargado, mientras que en la parte posterior cuenta con luces traseras con elementos redondos y el portaplacas, que fue reubicado en la defensa trasera. El Chevy Pop pasa a llamarse "Chevy básico", mientras que las versiones más equipadas pasan a llamarse "Chevy Comfort".
En 2005, el Chevy C2 recibe un nuevo motor de 1,6 L de 100 hp y se comienza a ofrecer nuevamente con la caja automática de 4 velocidades, además de contar con una nueva llave de encendido con inmovilizador (chip) el cual aumenta la seguridad de robo total contra sus competidores, también se lanza una versión especial limitada llamada "Chevy C2S", únicamente en 3 puertas. En 2006 el Chevy C2 recibe un nuevo motor LLQ con inyección de combustible secuencial (1.6l SFI) y modificaciones en las relaciones de la caja de velocidades, además el arnés eléctrico y la ECU del automóvil también cambia de posición, dicho automóvil tiene un mayor desempeño, aunque también aumenta el consumo de combustible. En 2007, una versión "Chevy C2 MP3" sustituye como edición limitada al Chevy C2S. El último Chevy C2 se comercializa en 2008 en tres versiones, el paquete "B" es el más básico con un precio de 80.000 pesos mexicanos, sin dirección hidráulica, sin AC, sin audio (solo cableado interno), sin vidrios entintados; el paquete "M" con vidrios entintados, aire acondicionado, medallón trasero con desempañante, alarma y dirección hidráulica; finalmente la versión paquete "C" o comfort, cuenta con el equipamiento del paquete "M" más rines de aluminio de 14" vistas a los lados del color de la carrocería así como los retrovisores, faros de niebla, autoestero con CD mp3/wma, soporte para memoria USB con MP3, entrada auxiliar, y radio AM/FM.
- Chevy C3 (2009)

Este rediseño hecho en México, conserva el interior del Chevy C2, cambiando únicamente la vestidura y los colores del interior. El nuevo Chevy recibe una parrilla más grande y angulosa, con el corbatín de Chevrolet en dorado, sin el círculo alrededor como en los modelos previos. Este nuevo frontal está inspitado en modelos recientes de la casa como el Chevrolet Malibu. La parte posterior de este nuevo Chevy luce ligeramente más angular que los modelos anteriores, aunque sin cambiar radicalmente como el frente. El nuevo Chevy conserva las mismas variantes de carrocerías y equipamiento del Chevy C2.
Para el modelo 2010, se introduce una edición limitada "Chevy 75 Aniversario" caracterizada principalmente por sus faros delanteros de máscara negra, conmemorando junto a la Chevrolet Suburban Diamond Edition los 75 años de General Motors de México. A finales de ese año, y debido a la introducción al mercado mexicano del Chevrolet Spark y al comienzo de la venta del Matiz como Chevrolet (anteriormente se había comercializado bajo el sello Pontiac en este mercado), se descontinúa el Chevy 5 puertas, quedando únicamente las versiones 3 y 4 puertas en producción. En octubre de 2011, General Motors de México anuncia que durante el primer trimestre de 2012 el Chevy cesará su producción, ya que las líneas de producción de Ramos Arizpe, serán utilizadas para la producción destinada para el mercado mexicano y su exportación a países de Latinoamérica del Chevrolet Sonic. Cabe destacar que el Chevrolet Matiz ocupará el lugar del Chevrolet Chevy en cuanto al precio se refiere; siendo el precio de aproximadamente 90 mil pesos en su versión más básica (poco menos de 20 mil pesos que el Chevrolet Chevy) lo que lo convierte en el auto más barato de Chevrolet y de México.
En marzo de 2012 se introduce la última edición del Chevy, que retoma la denominación "Chevy Joy", el cual consiste en un Chevy 3 puertas con accesorios deportivos como Kit aerodinámico discreto, Rines de acero con diseño especial para esta versión en específico, faros con fondo al color de la carrocería, franjas deportivas decorativas y emblemas ad-hoc,interiores especialmente terminados, Pedales deportivos de aluminio, Portalentes, Radio AM/FM/CD/MP3/Ipod/USB/Bluetooth,Aire Acondicionado entre otras amenidades. Teniendo la misma motorizacion consistente en un 4 cil. SFI(Inyección Secuencial de Combustible) que eroga 100 hp y 102 lb./pie. de torque acoplado a una transmisión manual de 5 vel. siendo así cerrado el ciclo de producción del vehículo desde su introducción en 1994.

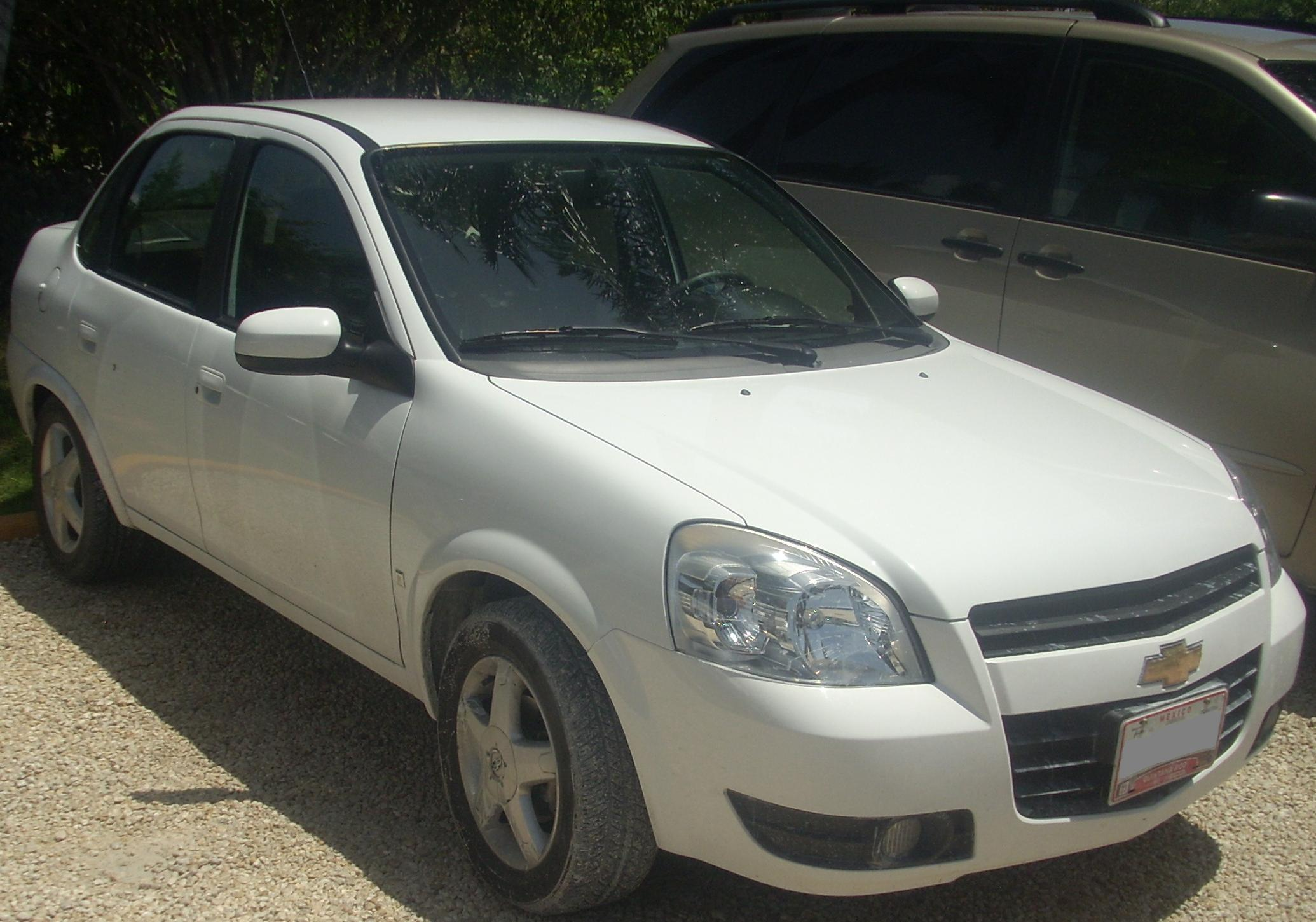
Chevy 4 puertas (2009-2012)
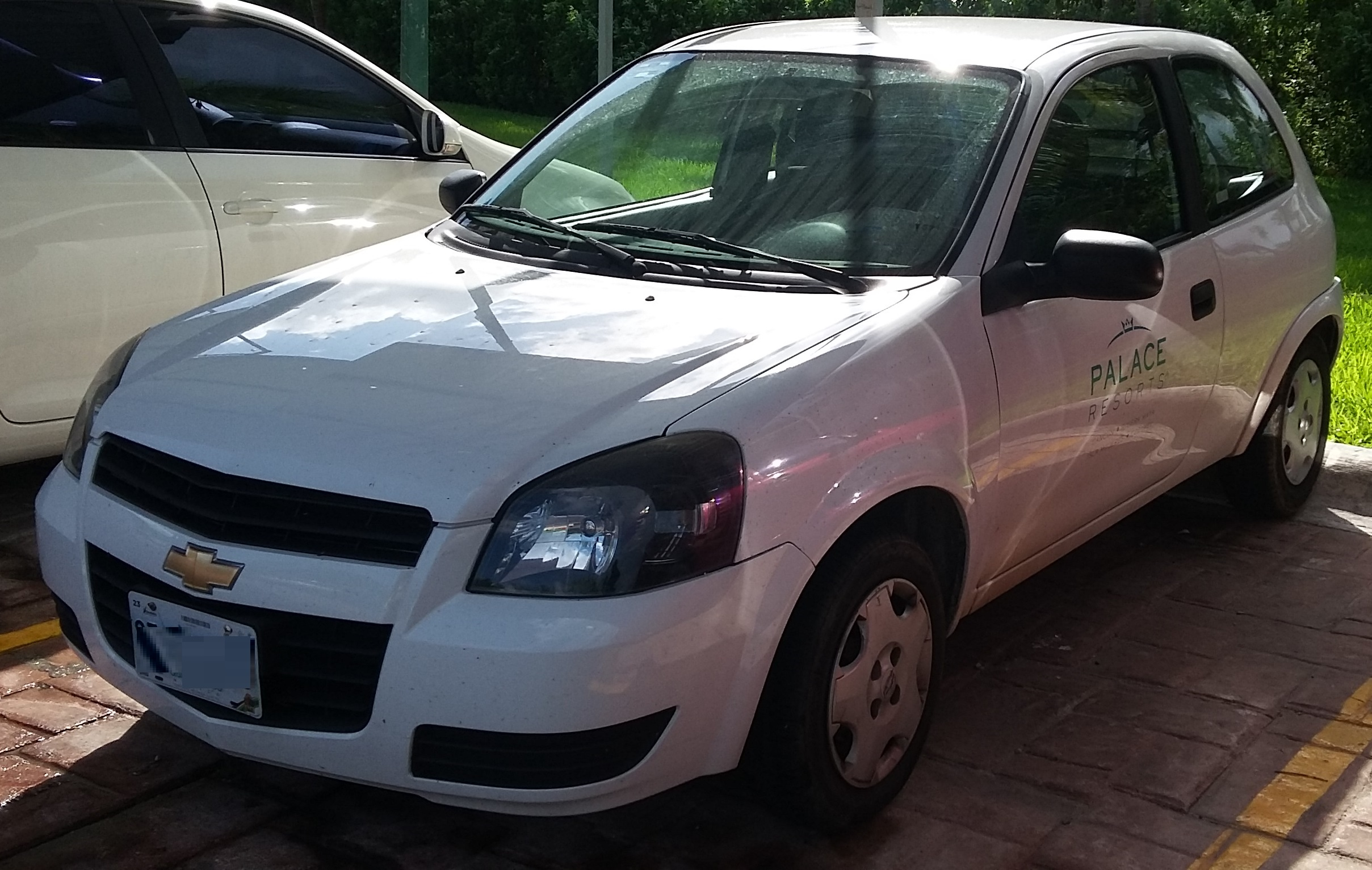
Chevy C3 3 puertas
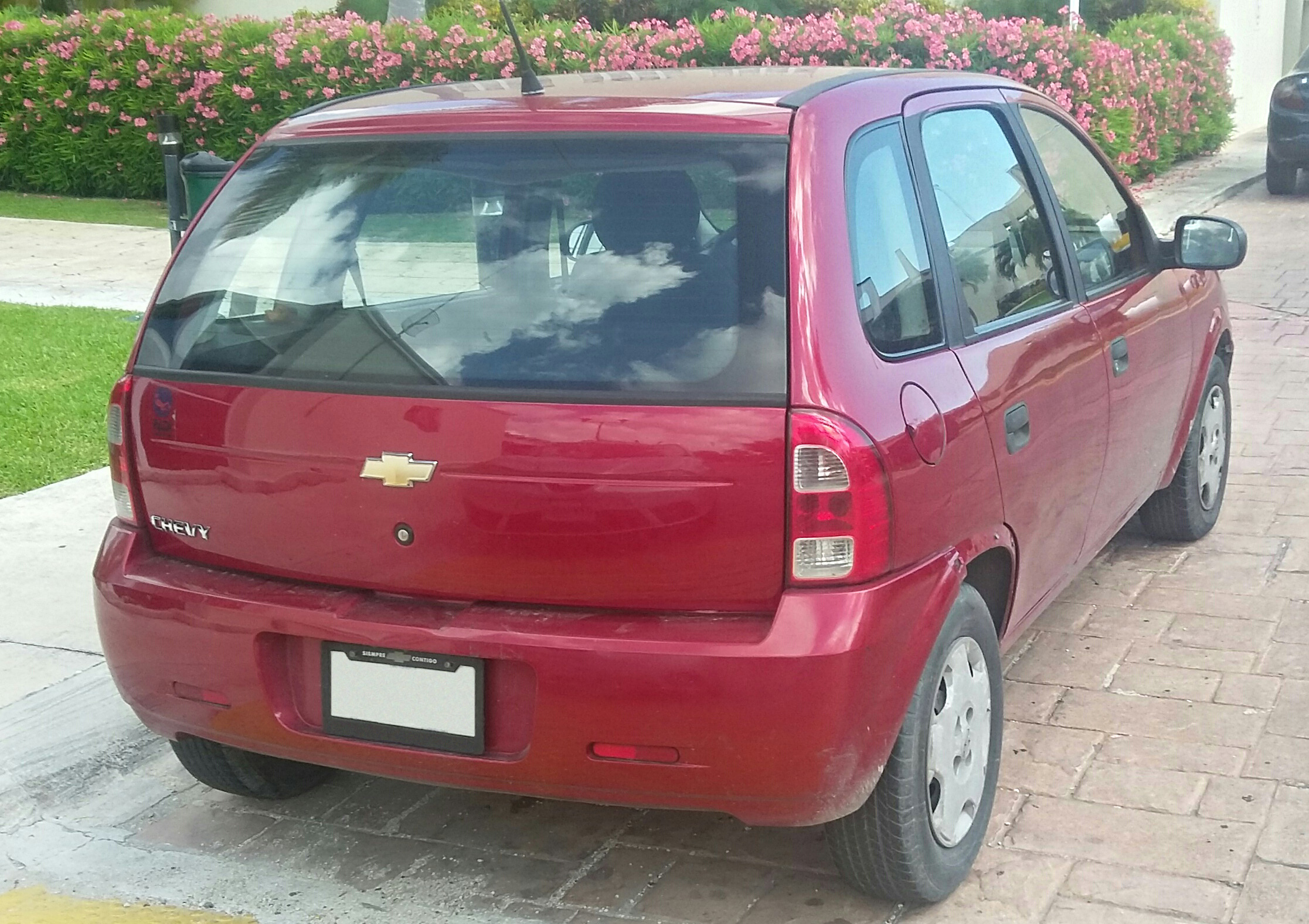
Chevy C3 5 puertas

## Tercera generación (2000-2006)

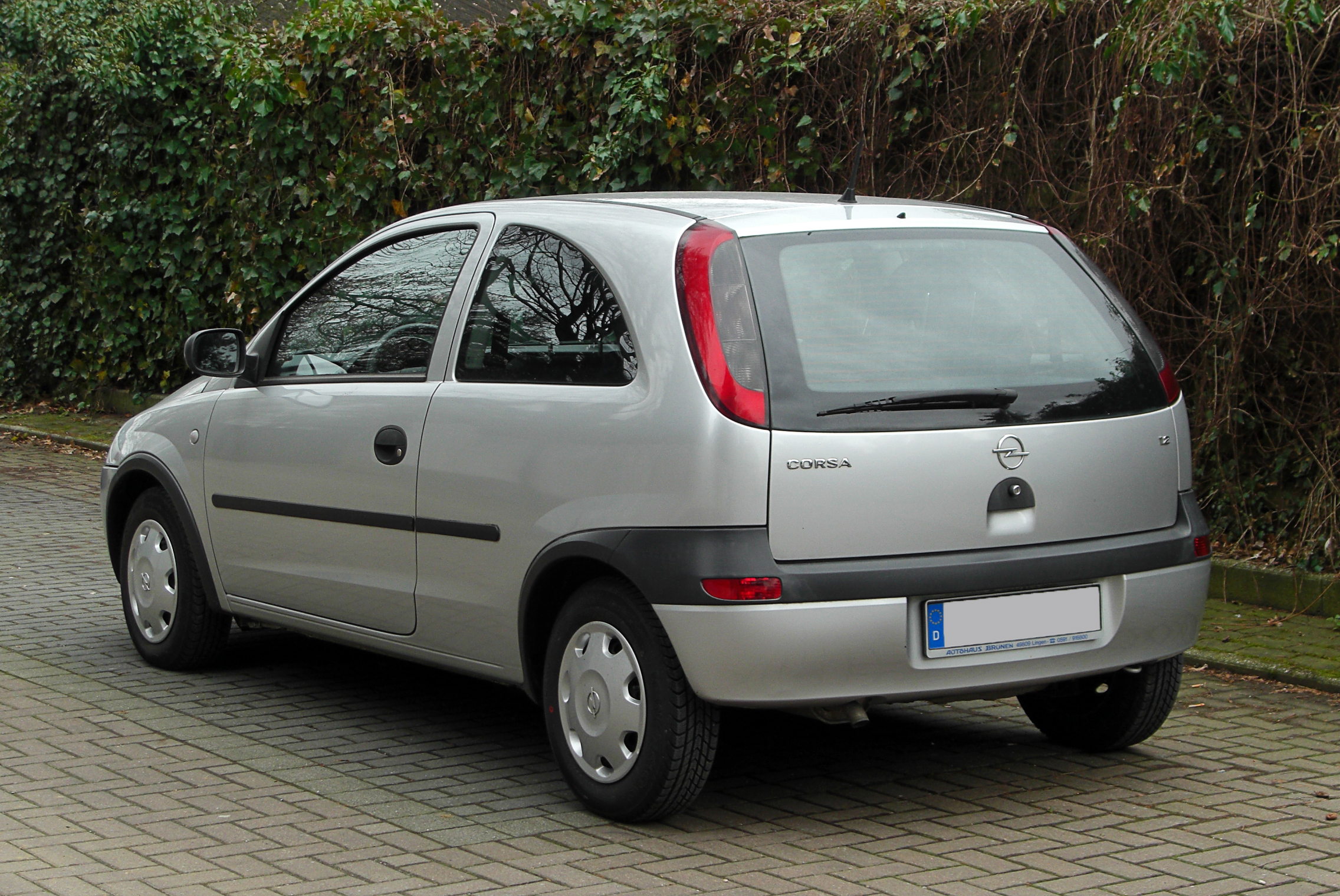
Vista trasera

El Corsa de tercera generación salió a la venta en el año 2000, si bien este auto era nuevo por su aspecto no le ganaba en relación con el diseño de sus hermanos (Opel Astra y el Opel Vectra). Desapareció la carrocería familiar, mientras que se mantiene la genética de 3 y 5 puertas, para algunos países dispone de la variante pickup, llamada Chevrolet Corsa Utility para Sudáfrica (originalmente se vendió bajo marca Opel), Chevrolet Montana en América del Sur y Chevrolet Tornado en México.
Como novedades hay que contar el desplazamiento de los pilares y una distancia entre ejes mayor los cuales daban mayor espacio interior, una evolución clara de los motores para que cumplan con las normas anticontaminación vigentes, el Opel Corsa C Cumplía con la normativa Euro 3 y algunos motores con la normativa Euro 4.
En esta generación no se añaden grandes cambios respecto al anterior, pero destaca el poder incluir navegador y grandes avances en materia de seguridad, haciendo de esta generación mucho más segura que la precedente, en las pruebas de impacto obtiene 4 estrellas de 5 posibles frente a las 2 estrellas del modelo anterior, además incluye airbags laterales, jaula de protección y otros elementos de seguridad activa.
El retorno del Opel Corsa GSi, lo hace con una variante más potente, es un nuevo propulsor de 1,8 L y 16 válvulas que eroga 125 CV, además de chasis rebajado, espejos cromados, y una suspensión más rígida, todos estos cambios hacen del Corsa normal, una versión mucho más potente y divertida.
Los lugares en los que se ha fabricado son o han sido:
- Zaragoza, España;
- Eisenach, Alemania;
- Sao José do Campos, Brasil;
- 6 October City, Egipto;
- Port Elisabeth, Sudáfrica;
- Quito, Ecuador;
- Alvear, pvcia. de Santa Fe, Argentina.

El Opel Corsa también inaugura una nueva transmisión robotizada, denominada Easytronic de 5 marchas, con esto Opel quiere dejar de lado la caja automática de 4 marchas, aunque esta se siga comercializando sin mucho éxito a excepción del Reino Unido donde la clásica caja automática de 4 marchas se antepone en ventas a la moderna Easytronic.
Esta nueva plataforma abre la opción de estudio de un Opel Corsa OPC Concept (Similar al Opel Astra OPC), el concepto poseía un motor 1,6 L 16V de 150 CV, poseía una estética radical, y elementos de conceptos que fueron traspasados fielmente al Corsa OPC de actual generación (2006-2008)

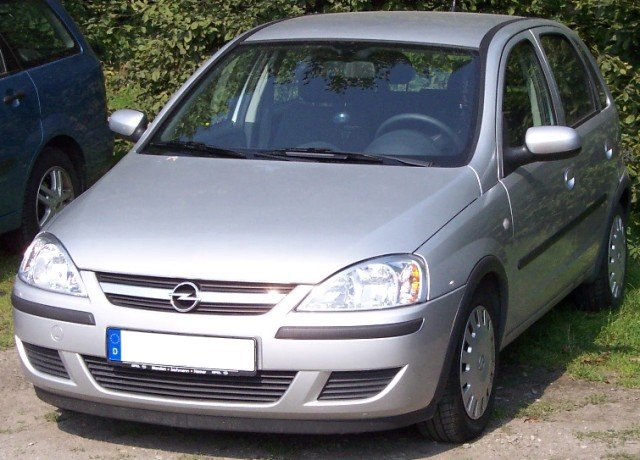
Modelo 2004 plateado
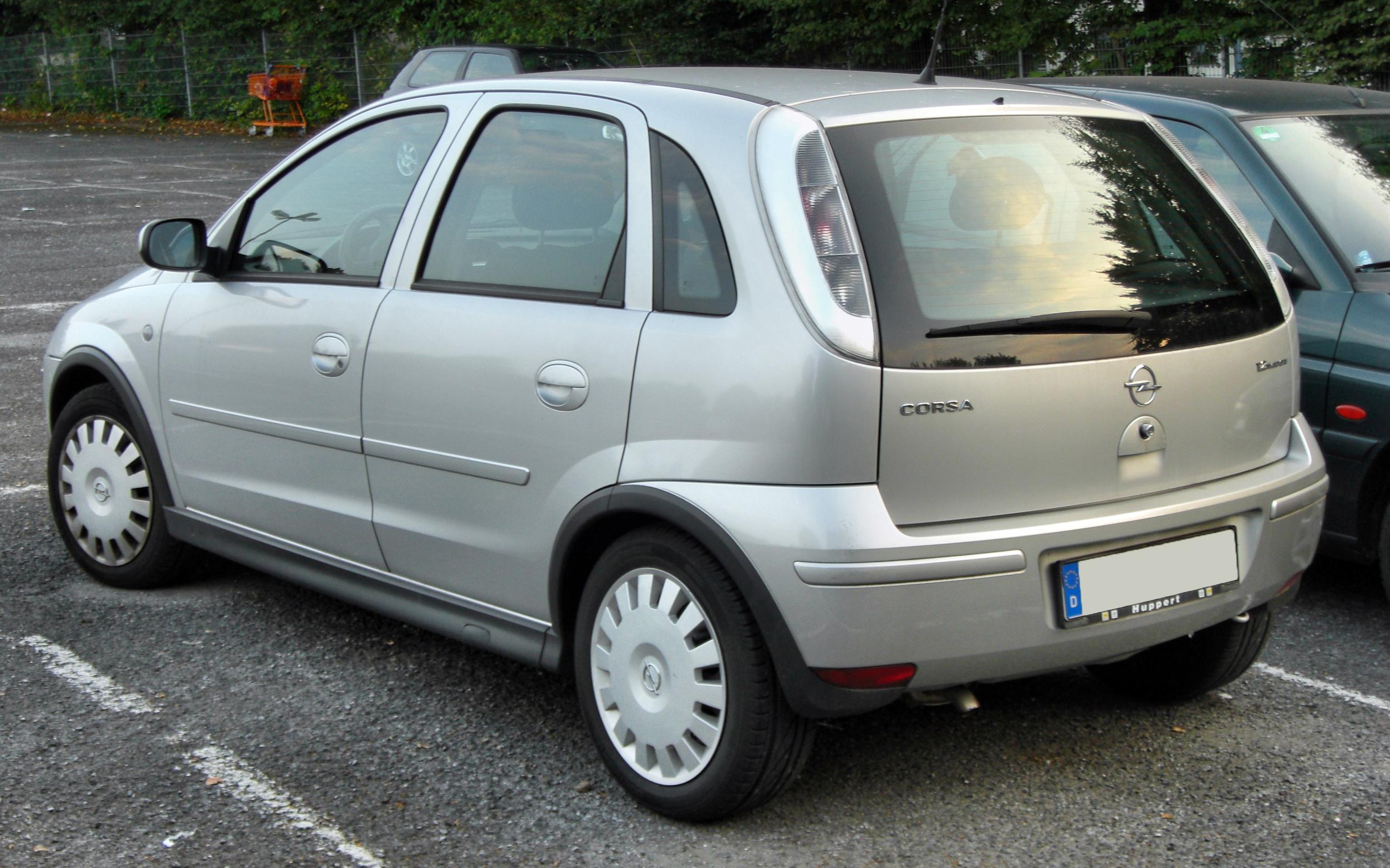
Cista trasera del rediseño
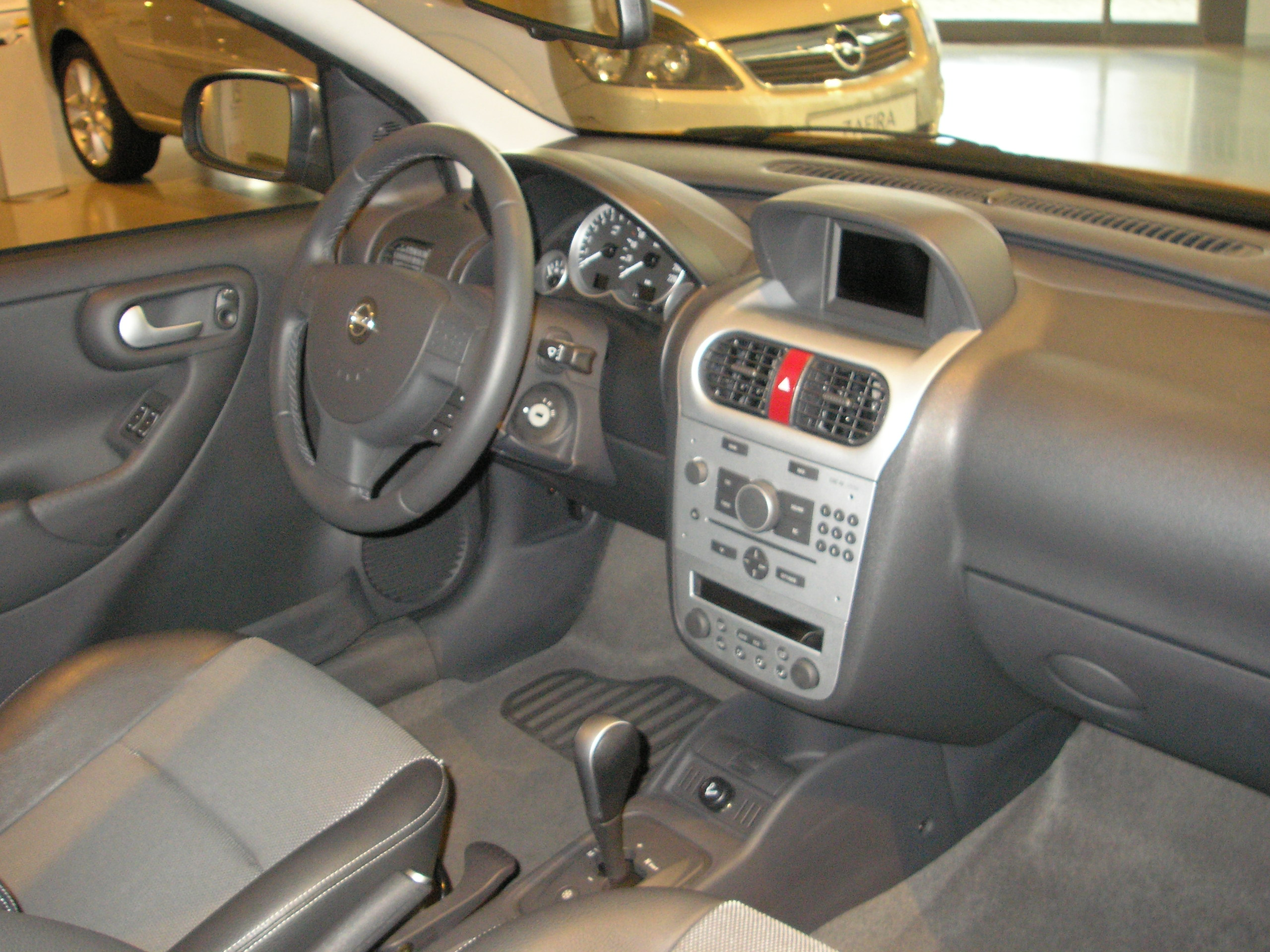
Interior
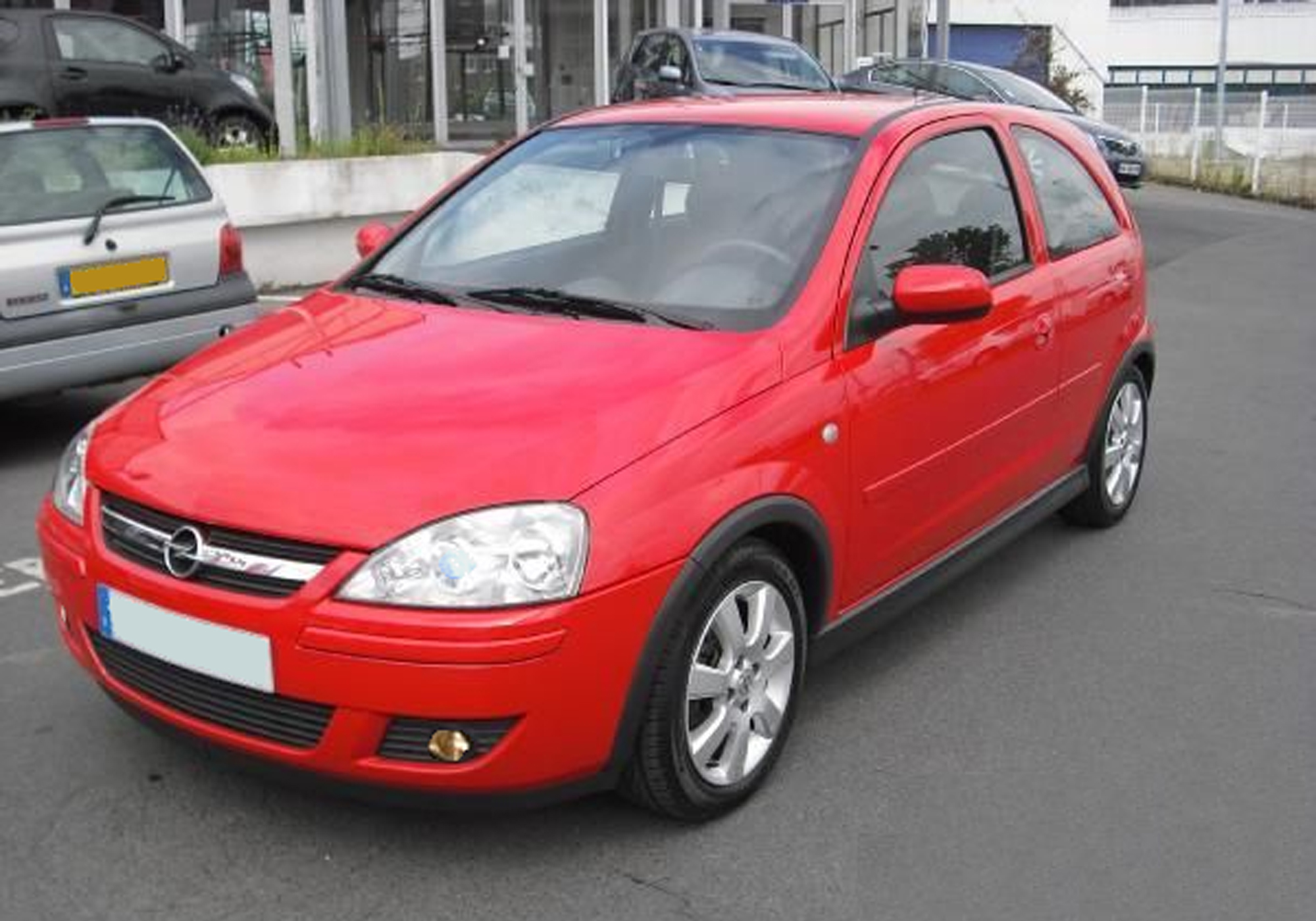
Corsa CC

### Motorizaciones
La oferta de motores, siempre con inyección, arrancaba con el pequeño 1.0i 12v de 58 CV. Era muy justo para mover con soltura la carrocería del polivalente (3,81 m), pero tuvo relativo éxito como opción básica en flotas de alquiler. Los verdaderos súper-ventas en esta generación fueron los 1.2i 16v, primero con 75 CV y posteriormente con 80 CV. Ambos podían llevar la nueva caja robotizada Easytronic. En diésel por fin llegó la inyección directa, con el 1.7Di de 65 CV como opción básica. Más tarde la oferta se completaría con los 1.7 DTi de 75 CV. Con la introducción del common-rail, la gama experimentó una importante mejora en prestaciones y consumos. Los veteranos bloques fueron sustituidos por los 1.3 CDTI de 70 CV y el interesante 1.7 CDTI de 100 CV.
| Motores de gasolina            | Motores de gasolina   | Motores de gasolina   | Motores de gasolina   | Motores de gasolina   | Motores de gasolina   | Motores de gasolina   | Motores de gasolina   | Motores de gasolina   | Motores de gasolina   | Motores de gasolina | Motores de gasolina | Motores de gasolina | Motores de gasolina | Motores de gasolina | Motores de gasolina | Motores de gasolina | Motores de gasolina | Motores de gasolina | Motores de gasolina |           |
|                                | 1.0 12v               | 1.0 12v               | 1.2 16v               | 1.2 16v               | 1.4 16v               | 1.4 16v               | 1.8 16v (GSi)         |                       |                       |                     |                     |                     |                     |                     |                     |                     |                     |                     |                     |           |
| ------------------------------ | --------------------- | --------------------- | --------------------- | --------------------- | --------------------- | --------------------- | --------------------- | --------------------- | --------------------- | ------------------- | ------------------- | ------------------- | ------------------- | ------------------- | ------------------- | ------------------- | ------------------- | ------------------- | ------------------- | --------- |
| Periodo                        | 2000-2003             | 2003-2006             | 2000-2004             | 2004-2006             | 2000-2003             | 2003-2006             | 2001-2006             |                       |                       |                     |                     |                     |                     |                     |                     |                     |                     |                     |                     |           |
| Identificación del motor       | Z10 XE                | Z10 XEP               | Z12 XE                | Z12 XE                | Z14 XE                | Z14 XEP               | Z18 XE                |                       |                       |                     |                     |                     |                     |                     |                     |                     |                     |                     |                     |           |
| Tipo de motor                  | L3 12v                | L3 12v                | L4 16v                | L4 16v                | L4 16v                | L4 16v                | L4 16v                |                       |                       |                     |                     |                     |                     |                     |                     |                     |                     |                     |                     |           |
| Diámetro x carrera             | 72.5 mm × 78.6 mm     | 73.4 mm × 78.6 mm     | 72.5 mm × 72.6 mm     | 73.4 mm × 72.6 mm     | 77.6 mm × 73.4 mm     | 73.4 mm × 80.6 mm     | 80.5 mm × 88.2 mm     |                       |                       |                     |                     |                     |                     |                     |                     |                     |                     |                     |                     |           |
| Cilindrada                     | 973 cm³               | 998 cm³               | 1199 cm³              | 1229 cm³              | 1389 cm³              | 1364 cm³              | 1796 cm³              |                       |                       |                     |                     |                     |                     |                     |                     |                     |                     |                     |                     |           |
| Relación de compresión         | 10.1: 1               | 10.5: 1               | 10.1: 1               | 10.5: 1               | 10.5: 1               | 10.5: 1               | 10.5: 1               |                       |                       |                     |                     |                     |                     |                     |                     |                     |                     |                     |                     |           |
| Potencia máxima: CV (kW) @ rpm | 58 CV (43 kW) @ 5600  | 60 CV (44 kW) @ 5600  | 75 CV (55 kW) @ 5600  | 80 CV (59 kW) @ 5600  | 90 CV (66 kW) @ 6000  | 90 CV (66 kW) @ 5600  | 125 CV (92 kW) @ 6000 |                       |                       |                     |                     |                     |                     |                     |                     |                     |                     |                     |                     |           |
| Par máximo: Nm @ rpm           | 85 Nm @ 3800          | 88 Nm @ 3800          | 110 Nm @ 4000         | 110 Nm @ 4000         | 125 Nm @ 4000         | 125 Nm @ 4000         | 145 Nm @ 4600         |                       |                       |                     |                     |                     |                     |                     |                     |                     |                     |                     |                     |           |
| Tracción                       | Delantera             | Delantera             | Delantera             | Delantera             | Delantera             | Delantera             | Delantera             | Delantera             | Delantera             | Delantera           | Delantera           | Delantera           | Delantera           | Delantera           | Delantera           | Delantera           | Delantera           | Delantera           | Delantera           | Delantera |
| Transmisión                    | Manual, 5 velocidades | Manual, 5 velocidades | Manual, 5 velocidades | Manual, 5 velocidades | Manual, 5 velocidades | Manual, 5 velocidades | Manual, 5 velocidades | Manual, 5 velocidades | Manual, 5 velocidades |                     |                     |                     |                     |                     |                     |                     |                     |                     |                     |           |
| Peso                           | 905 kg                | 905 kg                | 935 kg                | 935 kg                | 975 kg                | 960 kg                | 1010 kg               |                       |                       |                     |                     |                     |                     |                     |                     |                     |                     |                     |                     |           |
| Aceleración 0–100 km/h         | 17.0 s                | 16.0 s                | 13.0 s                | 12.5 s                | 11.5 s                | 11.5 s                | 9.0 s                 |                       |                       |                     |                     |                     |                     |                     |                     |                     |                     |                     |                     |           |
| Velocidad máxima               | 155 km/h              | 156 km/h              | 170 km/h              | 175 km/h              | 180 km/h              | 179 km/h              | 202 km/h              |                       |                       |                     |                     |                     |                     |                     |                     |                     |                     |                     |                     |           |
| Consumo combinado (L/100 km)   | 5.9                   | 5.2                   | 6.6                   | 6.1                   | 7.5                   | 6.2                   | 8.3                   |                       |                       |                     |                     |                     |                     |                     |                     |                     |                     |                     |                     |           |

| Periodo                        | 2003-2006                                                  | 2000-2003                        | 2000-2003                                     | 2003-2006                                                  | 2000-2007                                                  |                       |                       |
| Identificación del motor       | Z13 DT                                                     | Y17 DTL                          | Y17 DT                                        | Z17 DTH                                                    | R F9Q                                                      |                       |                       |
| Tipo de motor                  | L4 16v, inyección directa, Common-Rail, turbo, intercooler | L4 16v, inyección directa, turbo | L4 16v, inyección directa, turbo, intercooler | L4 16v, inyección directa, Common-Rail, turbo, intercooler | L4 16v, inyección directa, Common-Rail, turbo, intercooler |                       |                       |
| Diámetro x carrera             | 69.6 mm × 82.0 mm                                          | 79.0 mm × 86.0 mm                | 79.0 mm × 86.0 mm                             | 79.0 mm × 86.0 mm                                          |                                                            |                       |                       |
| Cilindrada                     | 1248 cm³                                                   | 1686 cm³                         | 1686 cm³                                      | 1686 cm³                                                   |                                                            |                       |                       |
| Relación de compresión         | 18.0: 1                                                    | 18.4: 1                          | 18.4: 1                                       | 18.4: 1                                                    |                                                            |                       |                       |
| Potencia máxima: CV (kW) @ rpm | 70 CV (51 kW) @ 4000                                       | 65 CV (48 kW) @ 4500             | 75 CV (55 kW) @ 4400                          | 101 CV (74 kW) @ 4400                                      |                                                            |                       |                       |
| Par máximo: Nm @ rpm           | 170 Nm @ 1750-2500                                         | 130 Nm @ 2000-3000               | 165 Nm @ 1800                                 | 240 Nm @ 2300                                              |                                                            |                       |                       |
| Tracción                       | Delantera                                                  | Delantera                        | Delantera                                     | Delantera                                                  | Delantera                                                  | Delantera             | Delantera             |
| Transmisión                    | Manual, 5 velocidades                                      | Manual, 5 velocidades            | Manual, 5 velocidades                         | Manual, 5 velocidades                                      | Manual, 5 velocidades                                      | Manual, 5 velocidades | Manual, 5 velocidades |
| Peso                           | 960 kg                                                     | 1020 kg                          | 1040 kg                                       | 1005 kg                                                    |                                                            |                       |                       |
| Aceleración 0–100 km/h         | 14.5 s                                                     | 14.5 s                           | 13.5 s                                        | 11.5 s                                                     |                                                            |                       |                       |
| Velocidad máxima               | 165 km/h                                                   | 162 km/h                         | 170 km/h                                      | 188 km/h                                                   |                                                            |                       |                       |
| Consumo combinado (L/100 km)   | 4.7                                                        | 4.9                              | 4.9                                           | 5.1                                                        |                                                            |                       |                       |

### Variantes

#### Opel Meriva
Artículo principal: Chevrolet Meriva
La primera generación de Meriva se fabricó desde agosto de 2002 hasta agosto de 2012 en São Caetano do Sul, Brasil para los mercados de América Latina, y desde finales de 2002 hasta 2012 en Figueruelas (Zaragoza), España para Europa. Usaba la plataforma y algunos motores del Opel Corsa C y Opel Zafira primera generación.

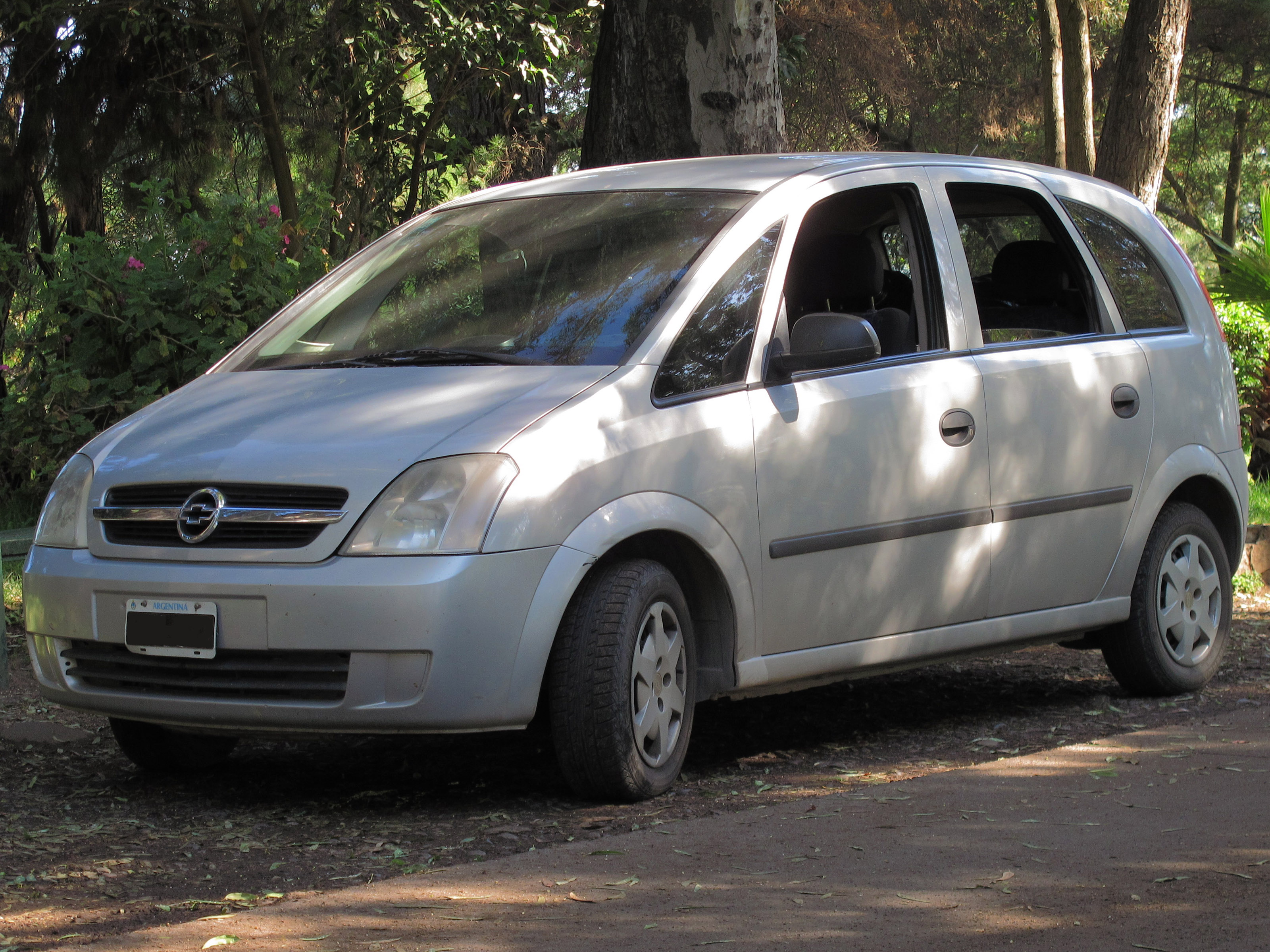
Chevrolet Meriva GL
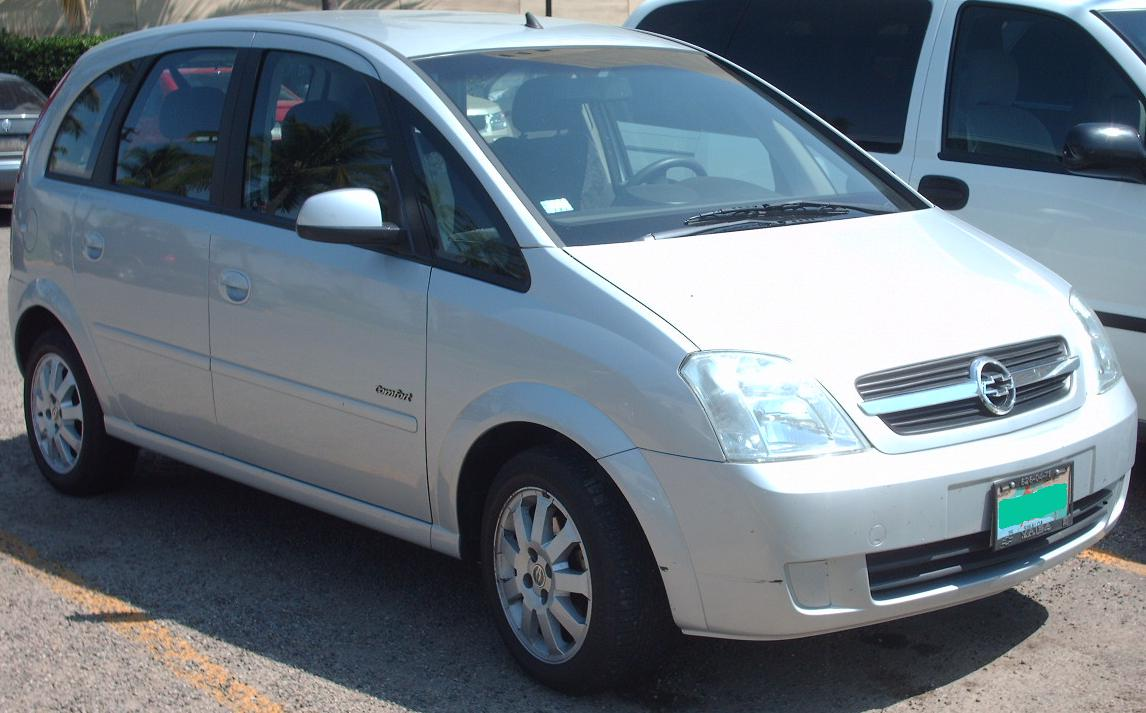
Chevrolet Meriva Comfort
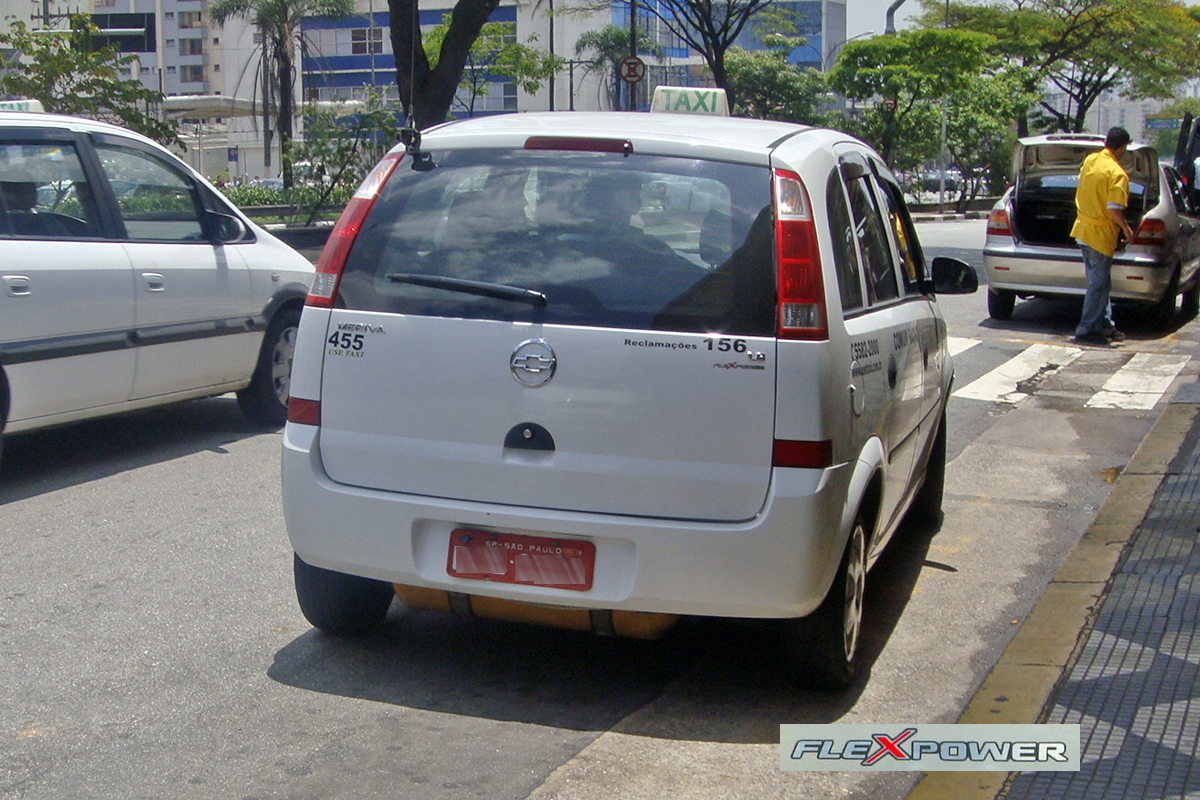
Chevrolet Meriva Flex

#### Chevrolet Corsa II
En Argentina, el Corsa C, fue presentado como Chevrolet Corsa II y fue puesto a la venta junto al Chevrolet Corsa Classic, que era el viejo modelo Opel Corsa B, que fuera vendido hasta ese entonces como Chevrolet Corsa y que fue rebautizado para no generar confusiones en los compradores. Esta estrategia, se debió a la alta aceptación que tiene el Corsa B en el mercado argentino. Estos coches comparten la línea de producción que tiene Chevrolet en la ciudad argentina de Rosario. Así mismo, el Chevrolet Corsa Classic, es exportado al Brasil donde se lo llama simplemente Chevrolet Classic, para diferenciarlo 100% del Corsa, así como se emplea.

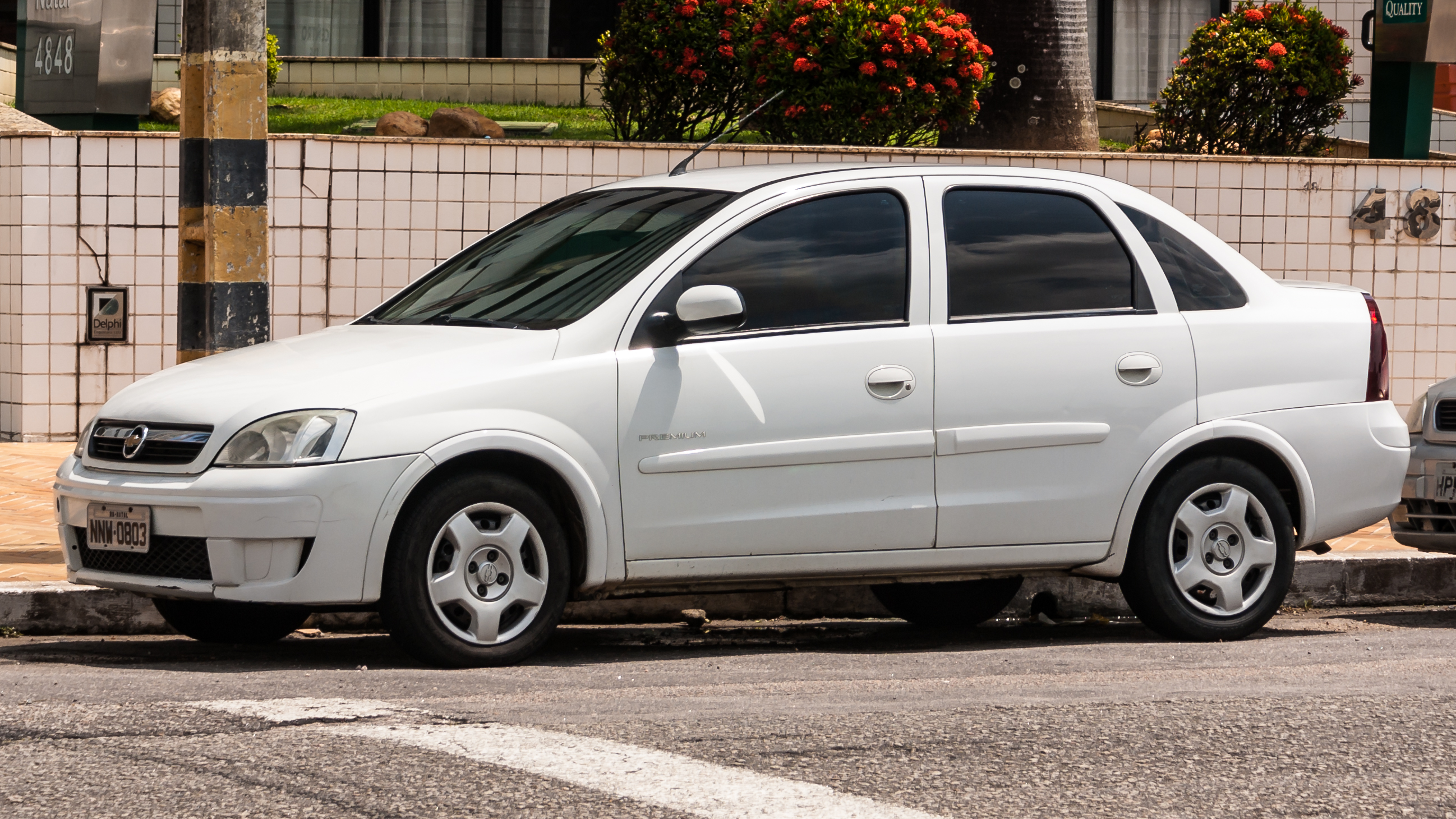
Chevrolet Corsa II vista Frontal
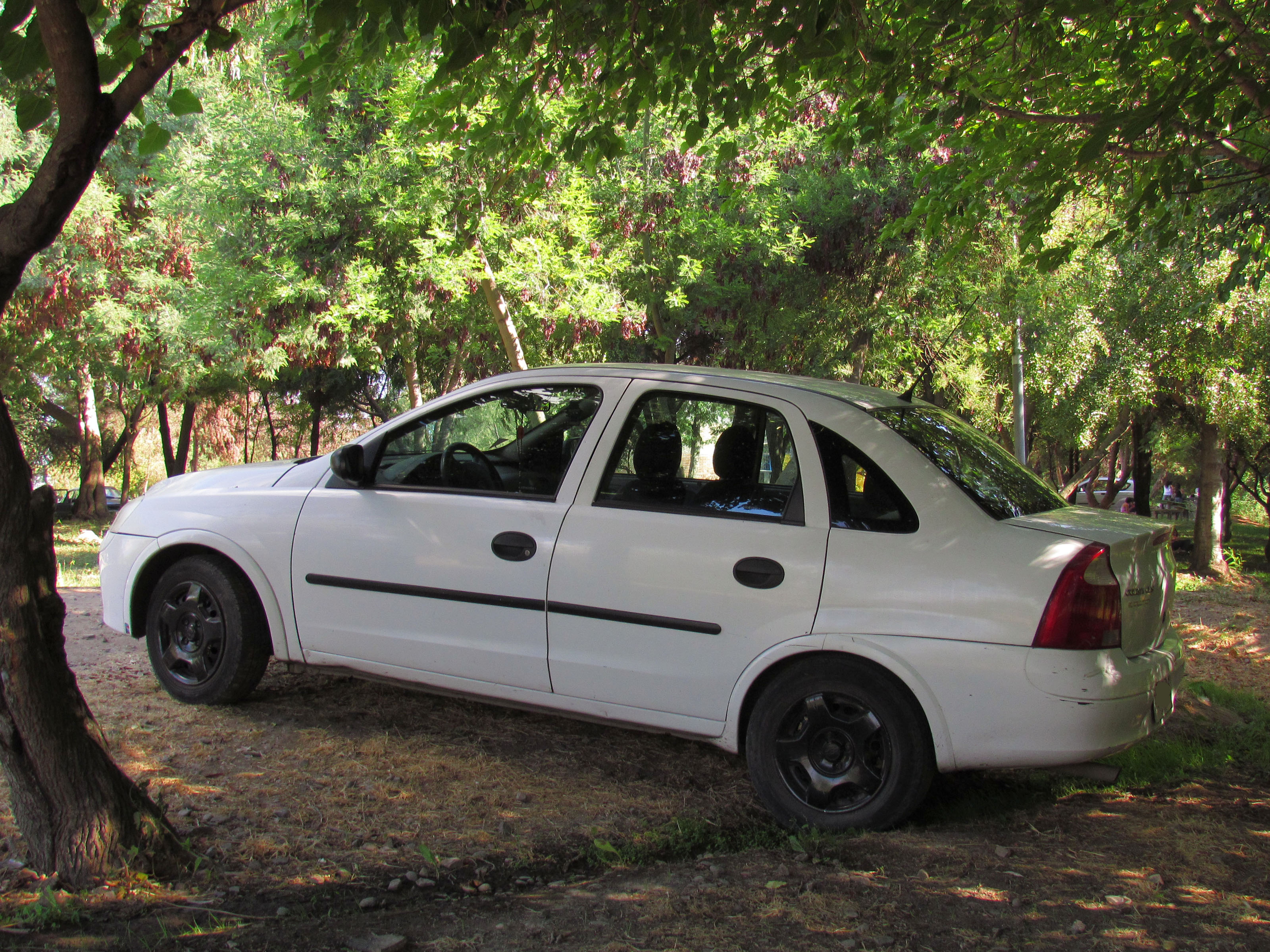
Chevrolet Corsa II vista Lateral
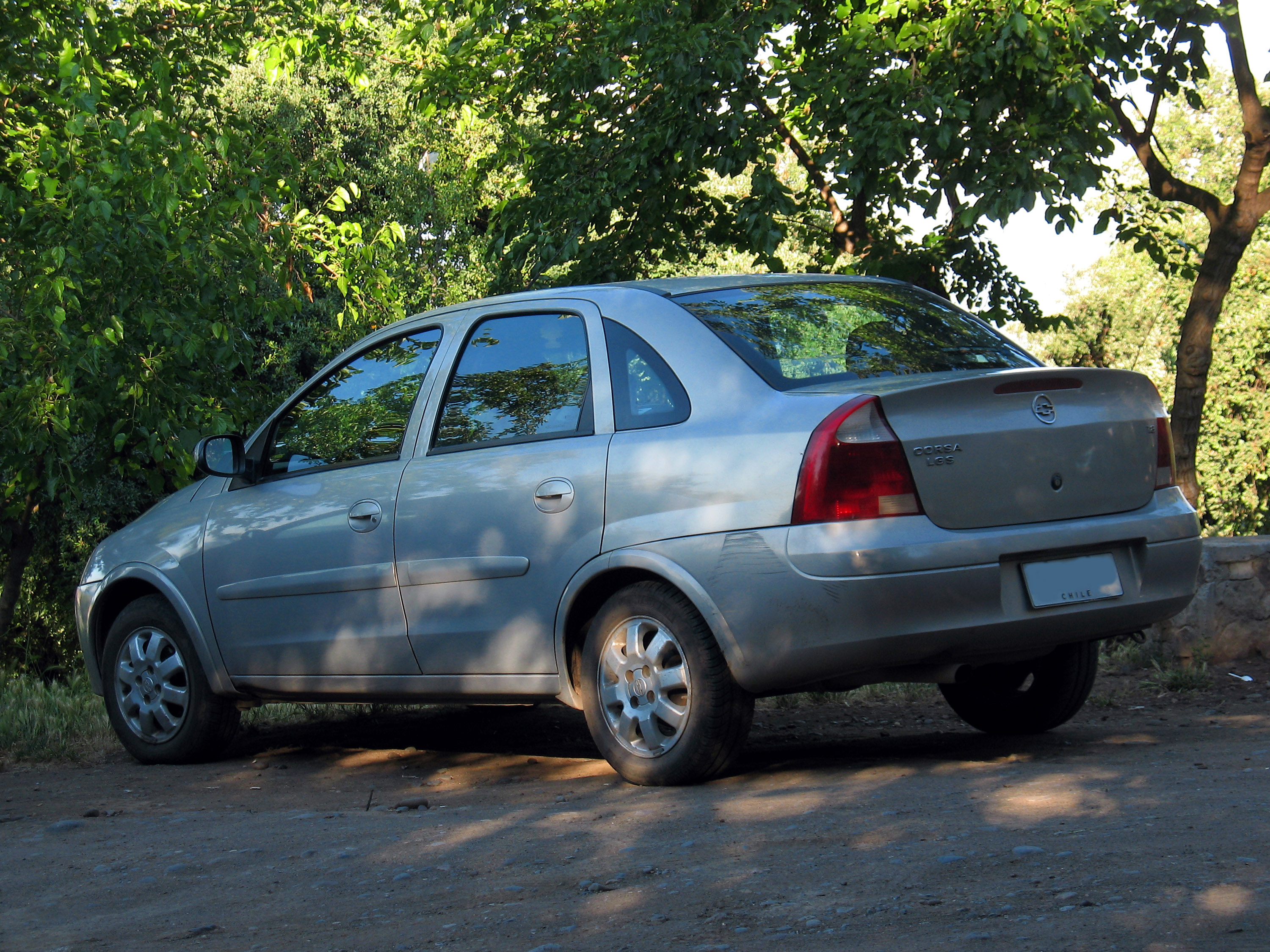
chevrolet Corsa II vista trasera

#### Chevrolet Corsa (México)
En México, como arriba se menciona, el "Opel Corsa B" es llamado Chevy, mientras que el "Opel Corsa C" es conocido como "Chevrolet Corsa". El Corsa se introdujo al mercado mexicano en 2002, colocándose en la gama por encima del Chevy, en su primer año, el Chevrolet Corsa comercializado en México estuvo disponible únicamente como hatchback de 5 puertas importado desde España, diferenciándose del Vauxhall Corsa para el Reino Unido solamente por el cambio de emblemas Vauxhall a Chevrolet. El año siguiente es presentado el sedán 4 puertas, importado desde Brasil, al tiempo que el hatchback comienza a ser importado desde Argentina. Estos Corsa presentan un frontal distinto al modelo importado de Europa.

## Cuarta generación (2006-2014)
La cuarta generación del Corsa se presentó en el Salón del Automóvil de Londres de 2006 con una gran puesta en escena, de hecho su primera aparición la hizo volando (colgado de helicópteros) una presentación del cantante jamaicano Sean Paul. Se vende desde octubre de ese año. Toma prestada la plataforma del Fiat Grande Punto. Se ofrece únicamente con carrocerías hatchback de tres y cinco puertas; el diseño de la parte posterior es diferenciado, como ocurría en el Corsa B.
Con el Corsa D, Opel se adelanta camino hacia sus rivales directos, con un vehículo que ha mejorado de aspecto y calidad, cuando fue presentado en Londres, el coche suponía una renovación del diseño juvenil.
Acorde a sus hermanos, el más cercano, el compacto Opel Astra, esta generación se acerca mucho en diseño y equipamiento como el navegador, faros adaptativos AFL, Control de estabilidad ESP, airbags de cortina, climatizador, botón sport, techo solar panorámico, frenos de disco y múltiples detalles que hacen que el Corsa se asemeje al Astra.
Un gran salto son los motores disponibles en esta generación, la mayoría de ellos con turbocompresor y en el caso de los diésel con inyección directa common-rail y DPF (Filtro de partículas diésel), la gama está compuesta por:
Gasolina
| Modelo                            | Motorización | Cilindrada | Potencia                  | Par                  | Denominación       | Emisiones CO2 (g/km) |
| --------------------------------- | ------------ | ---------- | ------------------------- | -------------------- | ------------------ | -------------------- |
| 1.0i                              | 3 en línea   | 998 cc     | 60 CV/PS/HP @5600 rpm     | 88Nm @3800 rpm       | ECOflex            | 134                  |
| 1.2i                              | 4 en línea   | 1229 cc    | 80-85 CV/PS/HP @5600 rpm  | 110Nm @4400 rpm      | ECOtec             | 139                  |
| 1.4i                              | 4 en línea   | 1364 cc    | 90-100 CV/PS/HP @5600 rpm | 125Nm @4400 rpm      | ECOtec             | 139                  |
| 1.6 Turbo                         | 4 en línea   | 1598 cc    | 150 CV/PS/HP @5000 rpm    | 210Nm @1850-5000 rpm | GSi                | 189                  |
| 1.6 Turbo OPC                     | 4 en línea   | 1598 cc    | 192 CV/PS/HP @5000 rpm    | 250Nm @1980-5800 rpm | OPC                | 190                  |
| 1.6 Turbo OPC Nurburgring Edition | 4 en línea   | 1598 cc    | 210 CV/PS/HP @5000 rpm    | 280Nm @1980-5800 rpm | OPC Nurburgring Ed | 190                  |

Diésel
| Modelo   | Motorización | Cilindrada | Potencia               | Par                  | Denominación | Emisiones CO2 (g/km) |
| -------- | ------------ | ---------- | ---------------------- | -------------------- | ------------ | -------------------- |
| 1.3 CDTI | 4 en línea   | 1248 cc    | 75 CV/PS/HP @4000 rpm  | 170Nm @1750-2500 rpm | ECOflex      | 119                  |
| 1.3 CDTI | 4 en línea   | 1248 cc    | 90 CV/PS/HP @4000 rpm  | 170Nm @1750-2500 rpm | ECOtec       | 119                  |
| 1.7 CDTI | 4 en línea   | 1686 cc    | 110 CV/PS/HP @4000 rpm | 200Nm @1750-2500 rpm | ECOflex      | 125                  |
| 1.7 CDTI | 4 en línea   | 1686 cc    | 125 CV/PS/HP @4000 rpm | 280Nm @2300 rpm      | GSi          | 130                  |

La gama de transmisiones queda compuesta por:
- Manual 5 marchas
- Manual 6 marchas
- Automática 4 marchas
- Easytronic 5 marchas
- Easytronic 6 marchas

Para terminar el alarde de la bien recibida 4.ª generación del Corsa, Opel lanzó en 2007 la versión más radical hasta 2011, el Opel Corsa OPC, únicamente en carrocería de 3 puertas, que recibió buenas críticas debido a sus altas prestaciones, con el clásico motor 1,6 l de 16 válvulas pero rejuvenecido y repotenciado gracias al turbo, su potencia se dispara casi a los 200 CV (192 CV exactamente). Posee una estética muy agresiva, con paragolpes, espejos, estribos, calandra, máscara, volante, llantas de hasta 19", asientos deportivos Recaro (al mismo estilo del Astra) y otra serie de elementos como chasis deportivo y rebajado, salida de escape central con deflector aerodinámico, Botón Sport, etc. Eodo eso hace que este Corsa sea capaz de erogar 192 CV y alcanzar los 100 km/h en solo 7 segundos.
Algunos le consideran algo extremo comparando potencia/dimensiones, pero hasta la fecha ha tenido buena aceptación y también se ha consagrado como algo más exclusivo, debido a que un poco más abajo está el Corsa GSi con dos motorizaciones, el mismo 1,6 l de 16V pero con 150 CV y un 1,7CDTI en diésel con 125 CV, el Corsa GSi de la actual generación también cambia estéticamente, básicamente es un Corsa Sport con un Kit de carrocería y llantas específicas
Desde 2010, el Opel corsa sufrió un reestiling donde cambia algunos elementos de carrocería y los motores de gasolina 1.2 16v de 80 cv pasan a tener 85 cv y el 1.4 16v incrementa su potencia desde los 90 cv hasta los 100 cv, amén de aparecer en 2011 el Opel Corsa OPC Nurburgring Edition, pasando de los 192 cv del OPC anterior hasta los 210 cv.
El Corsa OPC Nurburgring edition lanzado en 2011 ofrece un aumento de potencia sustancial para un coche de su tamaño, ya que su motor 1.6 Turbo pasa de los 192 CV a 210 CV gracias a mejoras en la gestión electrónica, gestión de turbo y cambios en la línea de escape. Además, el motor del Opel Corsa OPC Nürburgring Edition se ha adaptado para funcionar con gasolina de 100 octanos y es capaz de hacer el 0-100 en 6,2 segundos. En cuanto al chasis, ofrece mejoras respecto al OPC, incorporando mejor suspensión y reparto de pesos para ganar estabilidad en el paso por curva.

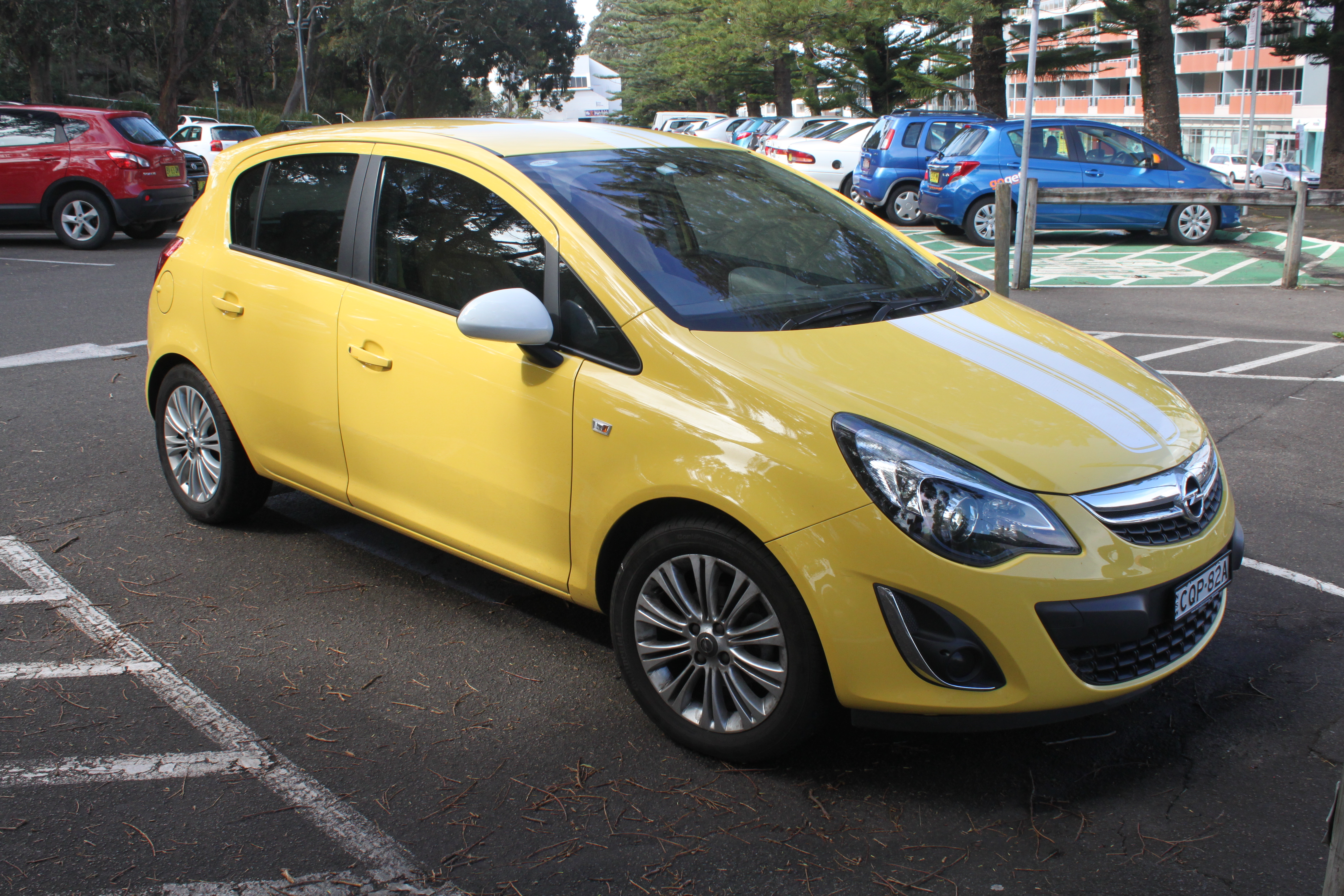
Corsa D
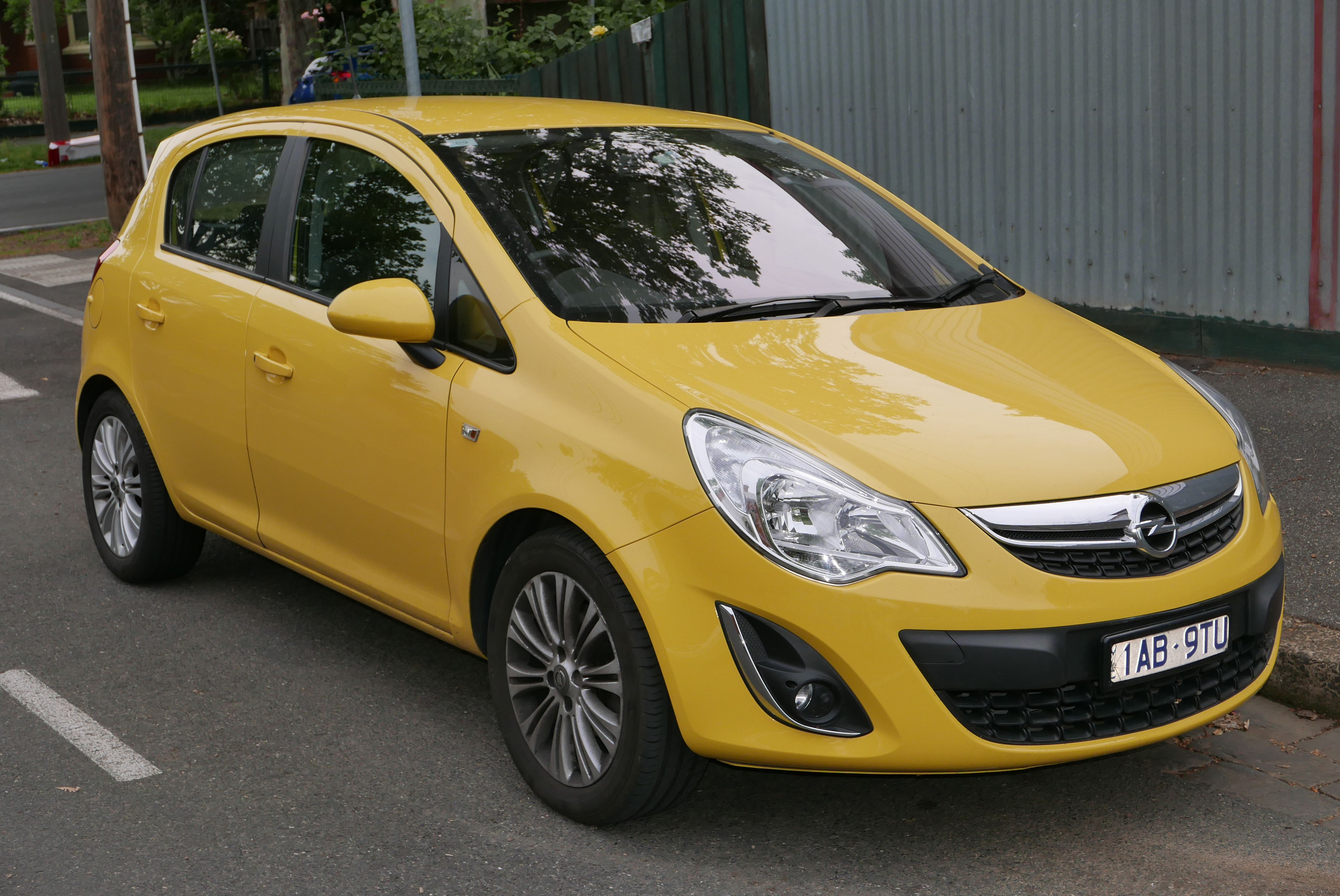
Corsa (CO) Enjoy hatchback de 5 puertas
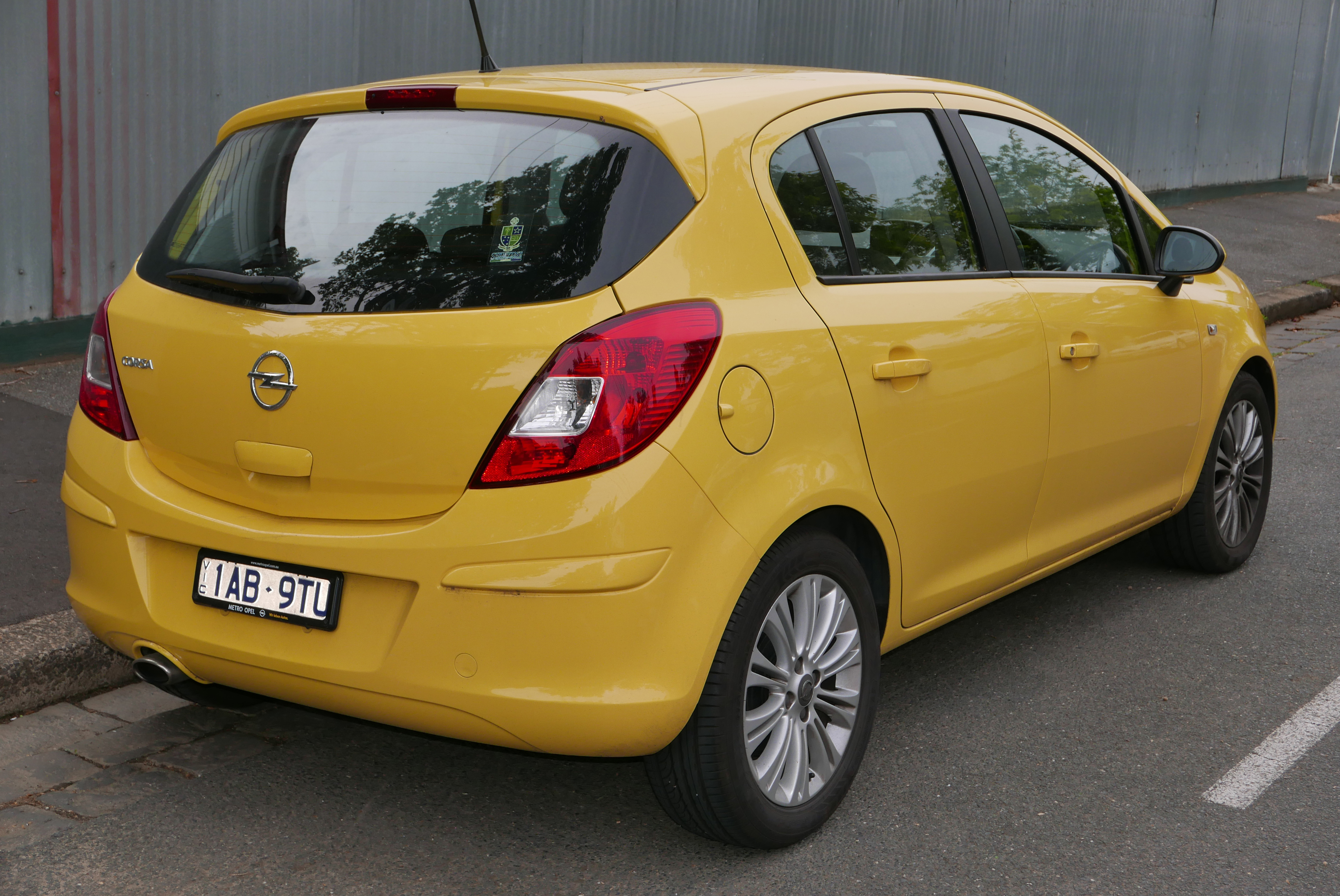
Vista trasera
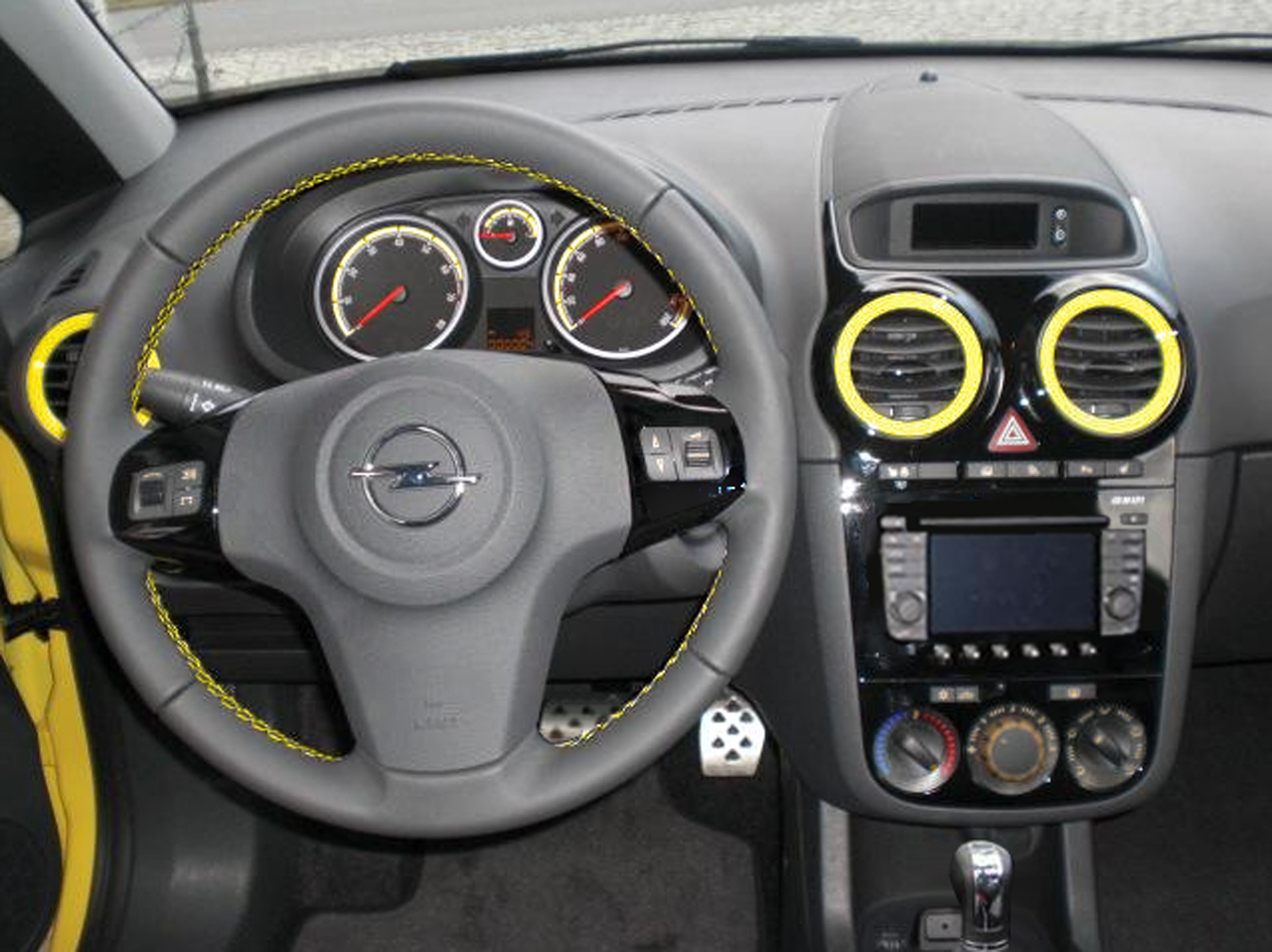
Tablero de mandos del Opel Corsa de 2012
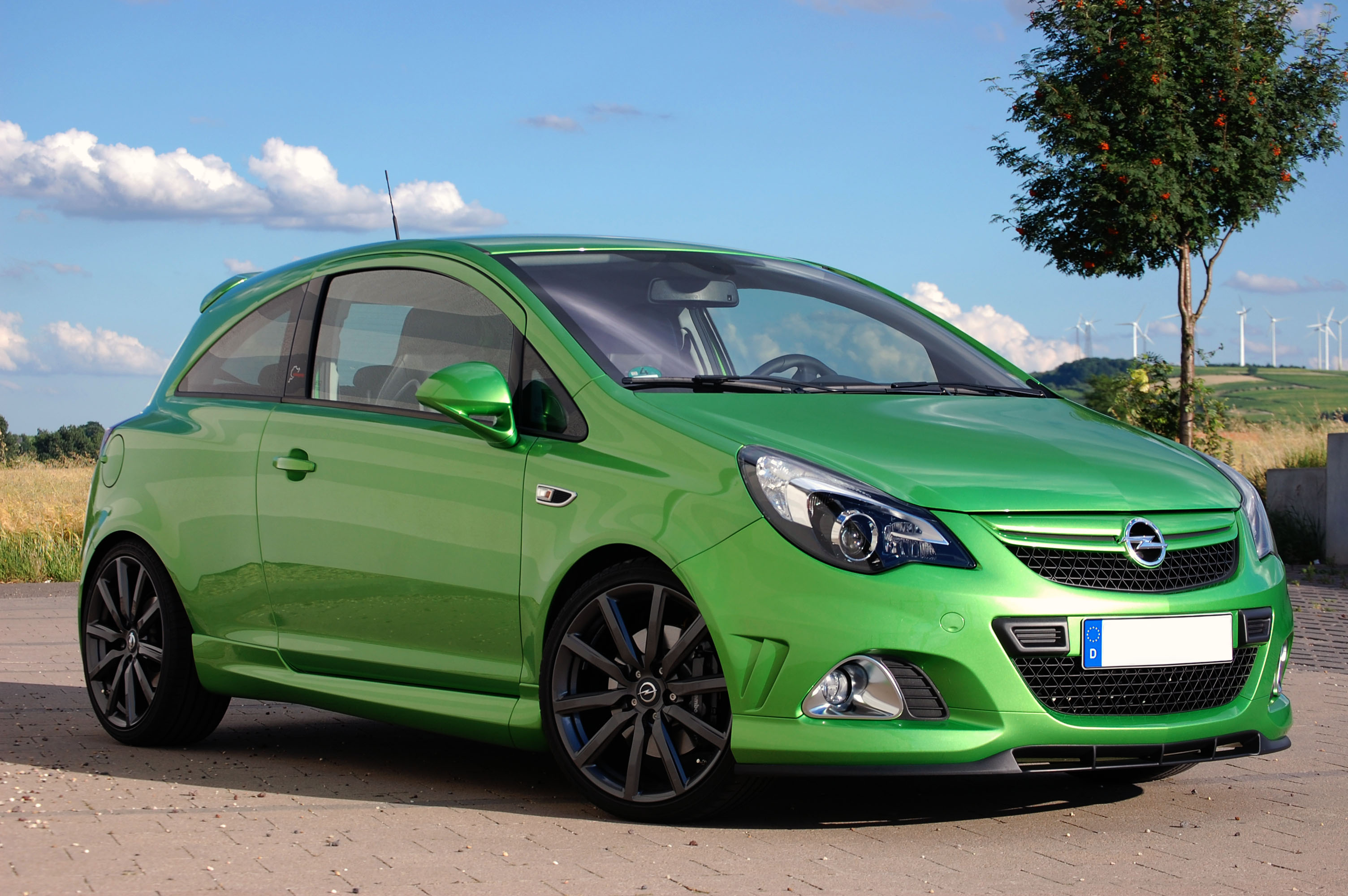
Corsa OPC Nürburgring Edition (04/2011)

## Quinta generación (2014-2019)

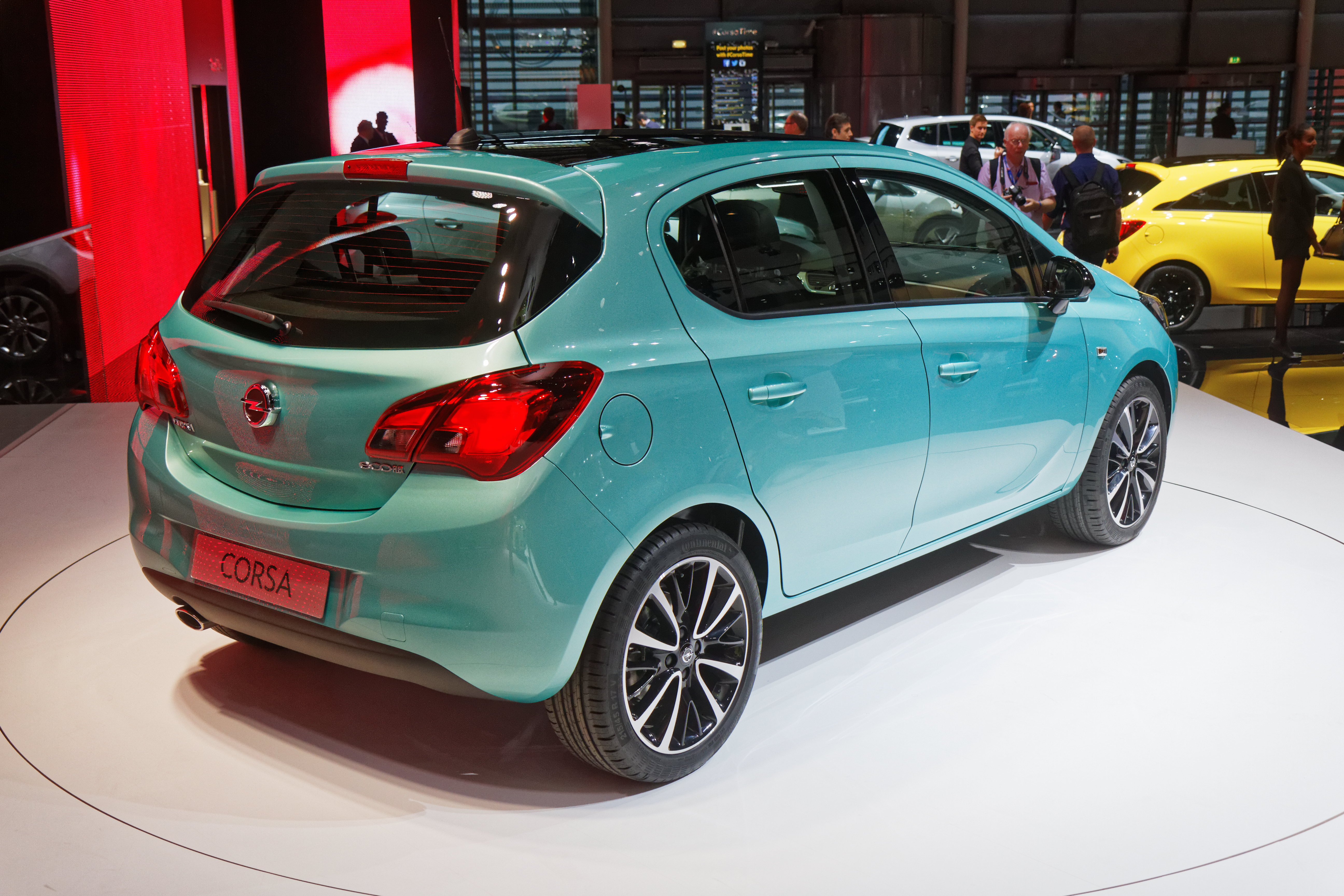
En el Salón del Automóvil de París de 2014

El nuevo Opel Corsa se Presentó en el salón de 2014 con un nuevo diseño con un frontal parecido al Opel Adam.
Actualmente el Opel Corsa se comercializa en Europa en cuatro acabados diferentes: Expression, Selective, Color Edition y Excellence.

### Motorizaciones
- Gasolina

1.2 69cv 5v (no vendido en España)
1.4 75cv 5v (solo en acabado Expression)
1.4 90cv 5v
1.4 GLP 90cv
1.4T s/s 100cv 6v
1.4T s/s 150Cv 6v (GSI)
1.0T s/s 90cv 6v (3cil.) 
1.0T s/s 115cv 6v (3cil.)
1.6T 207cv 6v (OPC)
- Diésel

1.3 CDTI 75cv
1.3 CDTI s/s 95cv
(En 2018 ya no fabrican motores diésel en Europa)

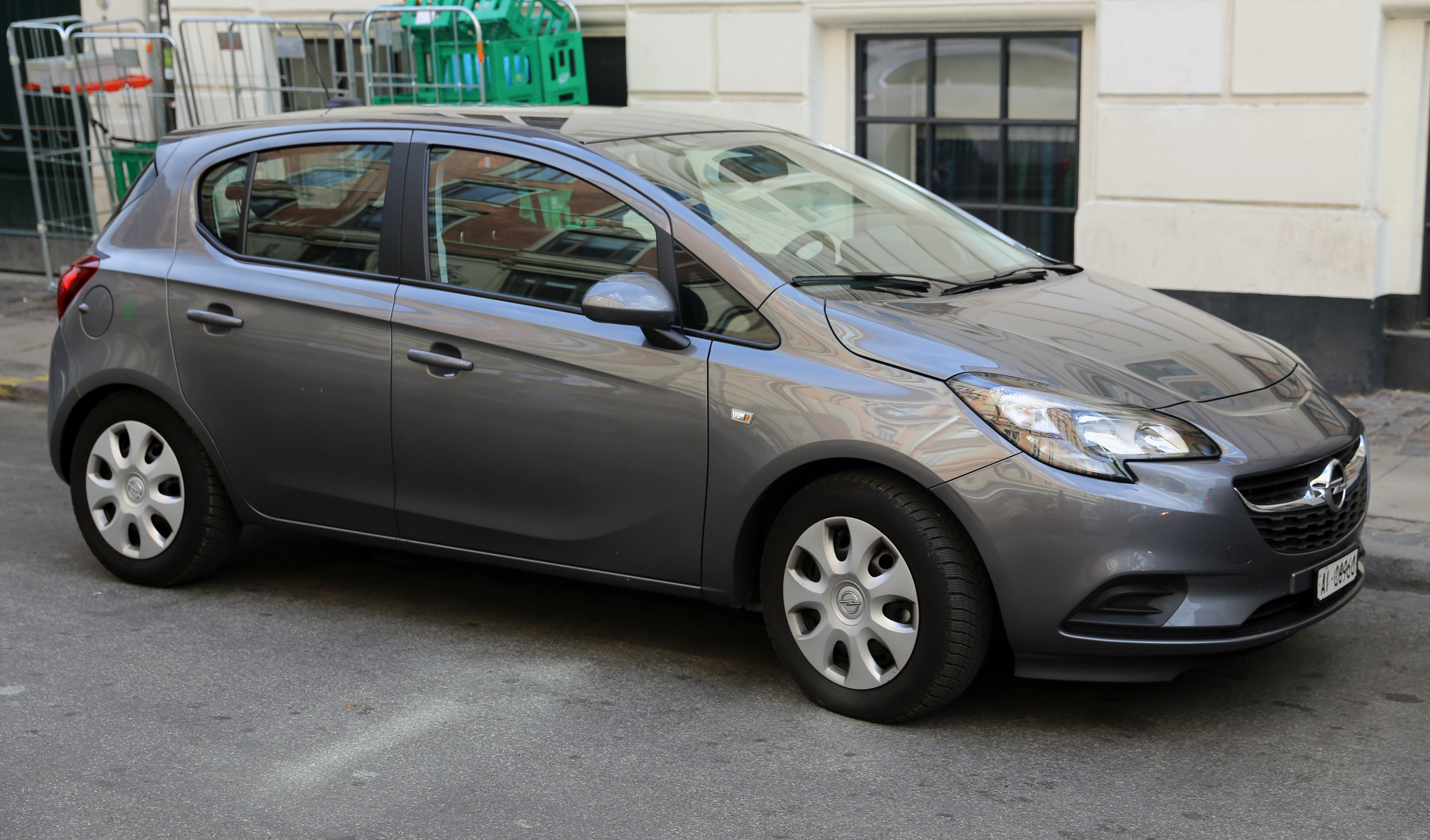
Corsa E EcoFlex 5 puertas 2016 (Suiza)
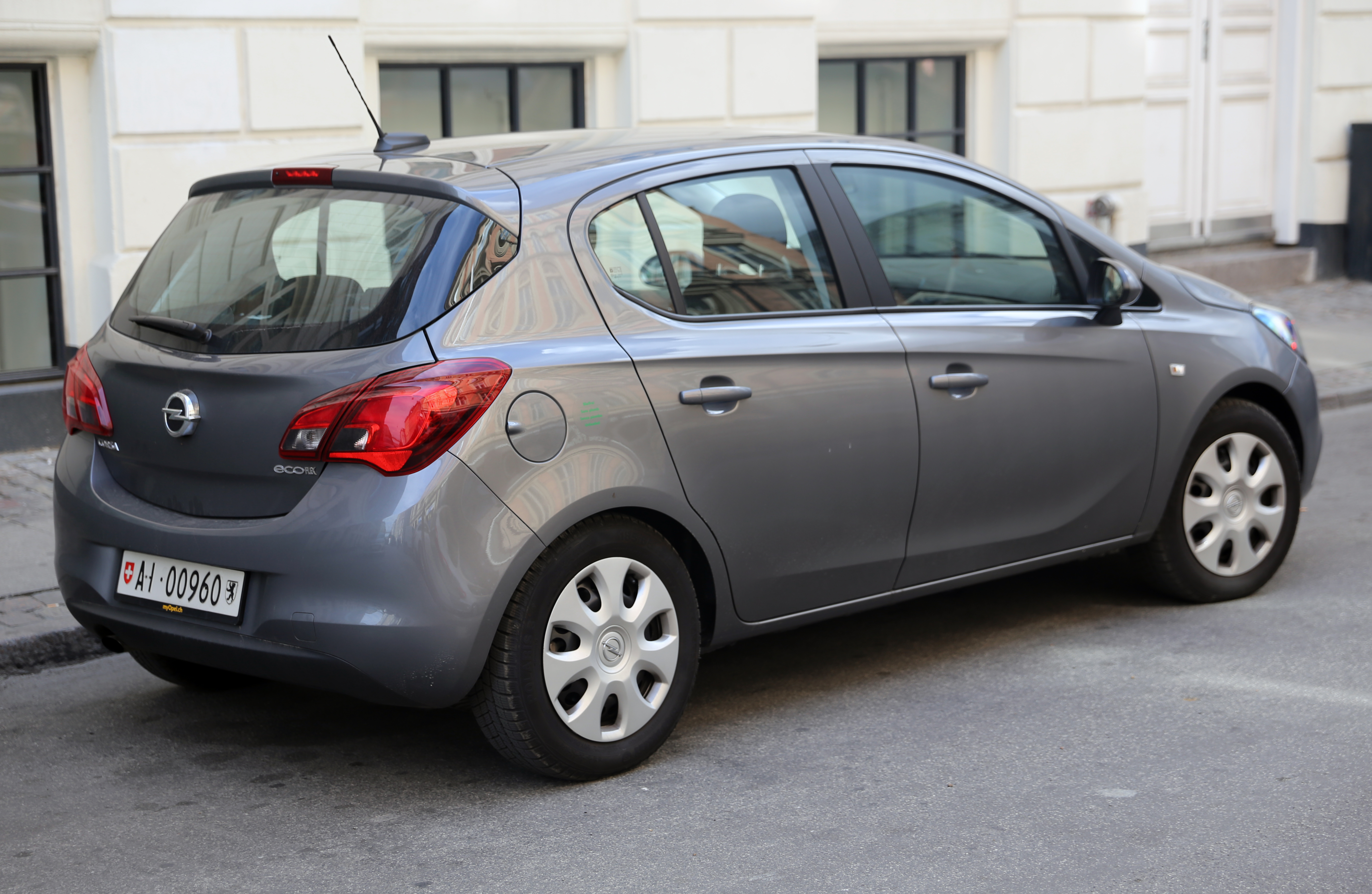
Vista lateral-trasera
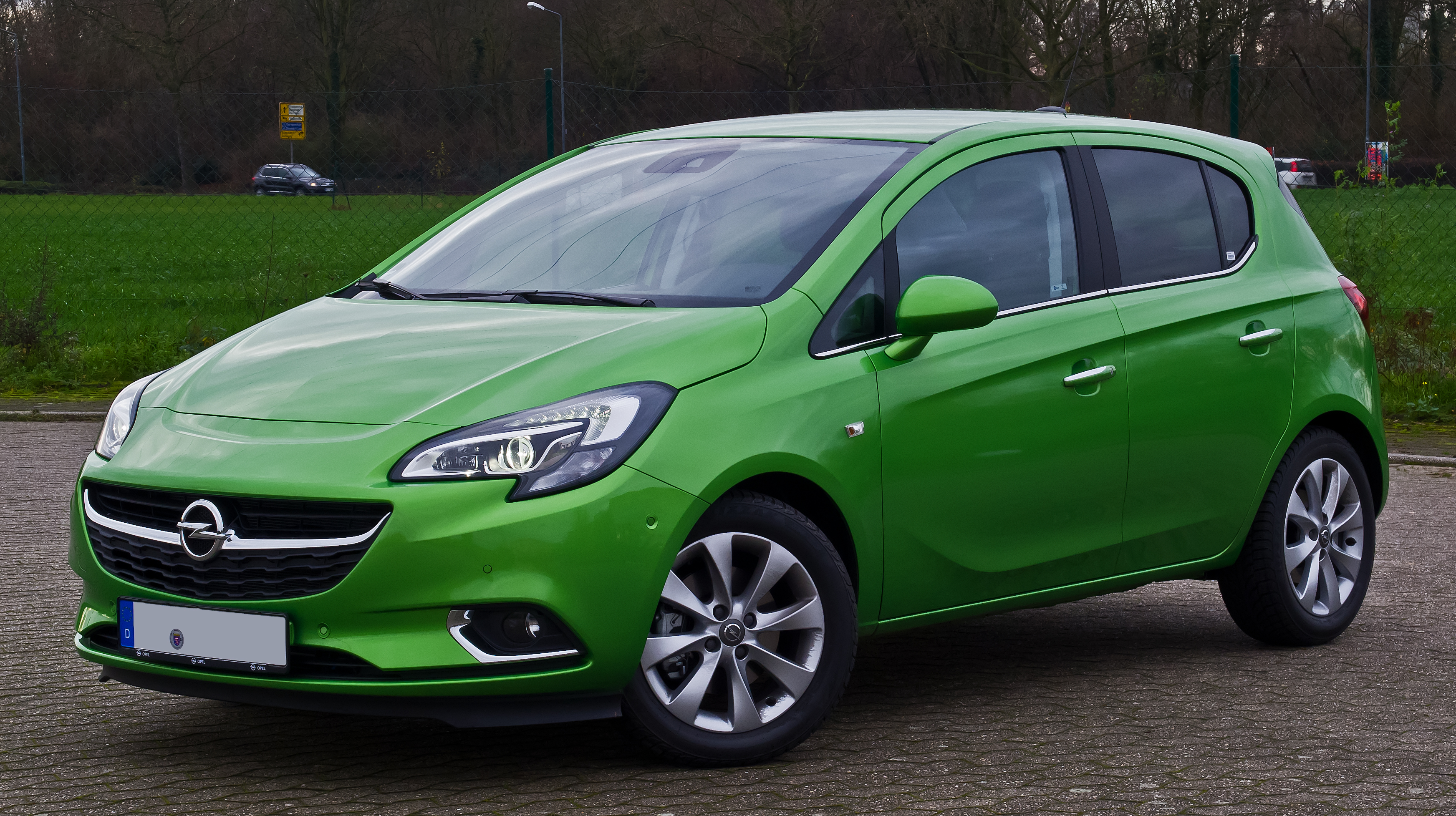
Corsa 1.3 CDTI ecoFLEX Innovation

## Sexta generación (2019-presente)

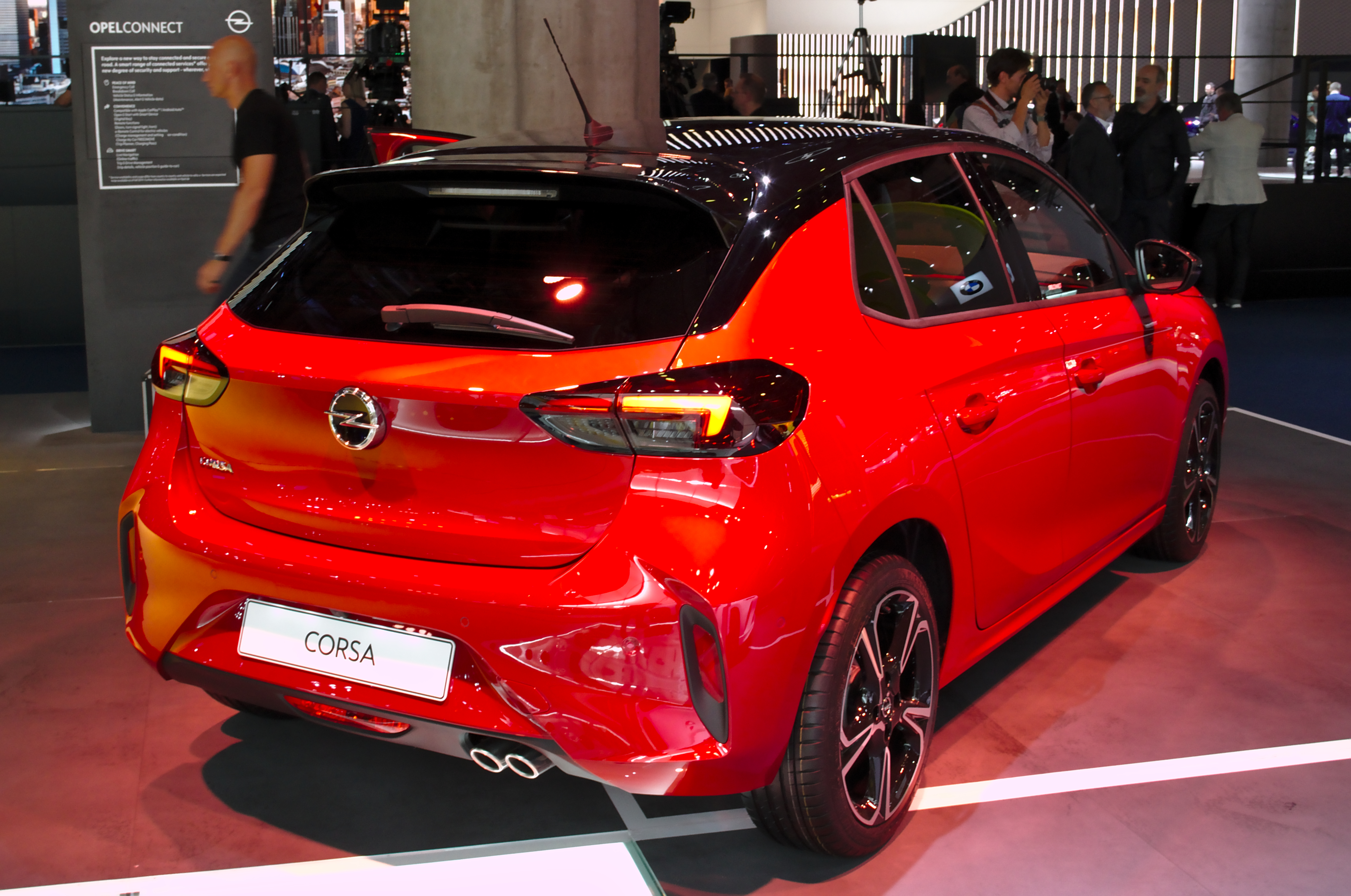
Vista lateral-trasera

El nuevo Opel Corsa es muy diferente de las generaciones anteriores. Su diseño es mucho más "sexy" e inspirado en cierto modo por el concepto GT X Experimental. El Opel Corsa (F) se presentó al público en 2019, es una nueva generación que pese a que su desarrollo arrancó en manos aún de General Motors (y debió lanzarse en 2018), es un modelo que emplea componentes mayoritariamente Groupe PSA (Perteneciente a Stellantis) Este cambio de manos de la marca, ha provocado que la renovación del Corsa se rediseñara y retrasó su debut hasta 2019. 
El aprovechamiento tecnológico de este intercambio con PSA permite que el nuevo Opel Corsa esté basado en la plataforma modular EMP1 del Groupe PSA, misma plataforma que toma como base los nuevos modelos tal como DS 3, el Peugeot 208 o el Peugeot 2008. Esta plataforma es una evolución de la anterior PF1 de PSA, por lo que el Corsa F se beneficia por ejemplo con una reducción de peso (de más de 50 kg), mejoras en sus medidas interiores que redundan  en una mayor habitabilidad y aumento en la rigidez de su chasis monocasco. En definitiva mejoras que llevan al Corsa a beneficiarse de una plataforma nueva que abandone definitivamente la plataforma SCCS desarrollada bajo un acuerdo de colaboración entre General Motors, Opel Y Fiat. De la mencionada plataforma, que fuera revisada en 2006, también se han desarrollado modelos como el Fiat Punto que está en vías de discontinuarse. Cabe recordar que la generación E del Opel Corsa en realidad se trataba de un profundo rediseño del Corsa D lanzado en 2006.

## Corsa-e (eléctrico)
Versión eléctrica, con un motor que desarrolla 136 CV y 260 Nm, conectado a las ruedas delanteras mediante una transmisión de una sola velocidad. Este propulsor obtiene la energía de una batería de iones de litio con 50 kWh, suficiente para que el Opel Corsa-e homologue una autonomía eléctrica de 330 km según el ciclo WLTP. Dispone de cargador CCS Combo. Aceleración de 0 a 100 km/h en 8,1 segundos. Dispone de tres modos de conducción: Normal, Eco y Sport.
Esta batería podrá recargarse del 0 al 80% en apenas 30 minutos mediante un punto de carga rápida. Una recarga completa en un punto de carga trifásico de 11 kW requerirá unas cinco horas. Y, para tranquilidad de los clientes, tiene una garantía de ocho años. Un aspecto interesante de esta versión es que su exterior prácticamente no diferirá con respecto al de los Corsa dotados de motores térmicos, salvo por la posibilidad de contar con colores exclusivos para la carrocería, si bien su maletero sí que pierde 42 L; pasa de 309 a 267 L.

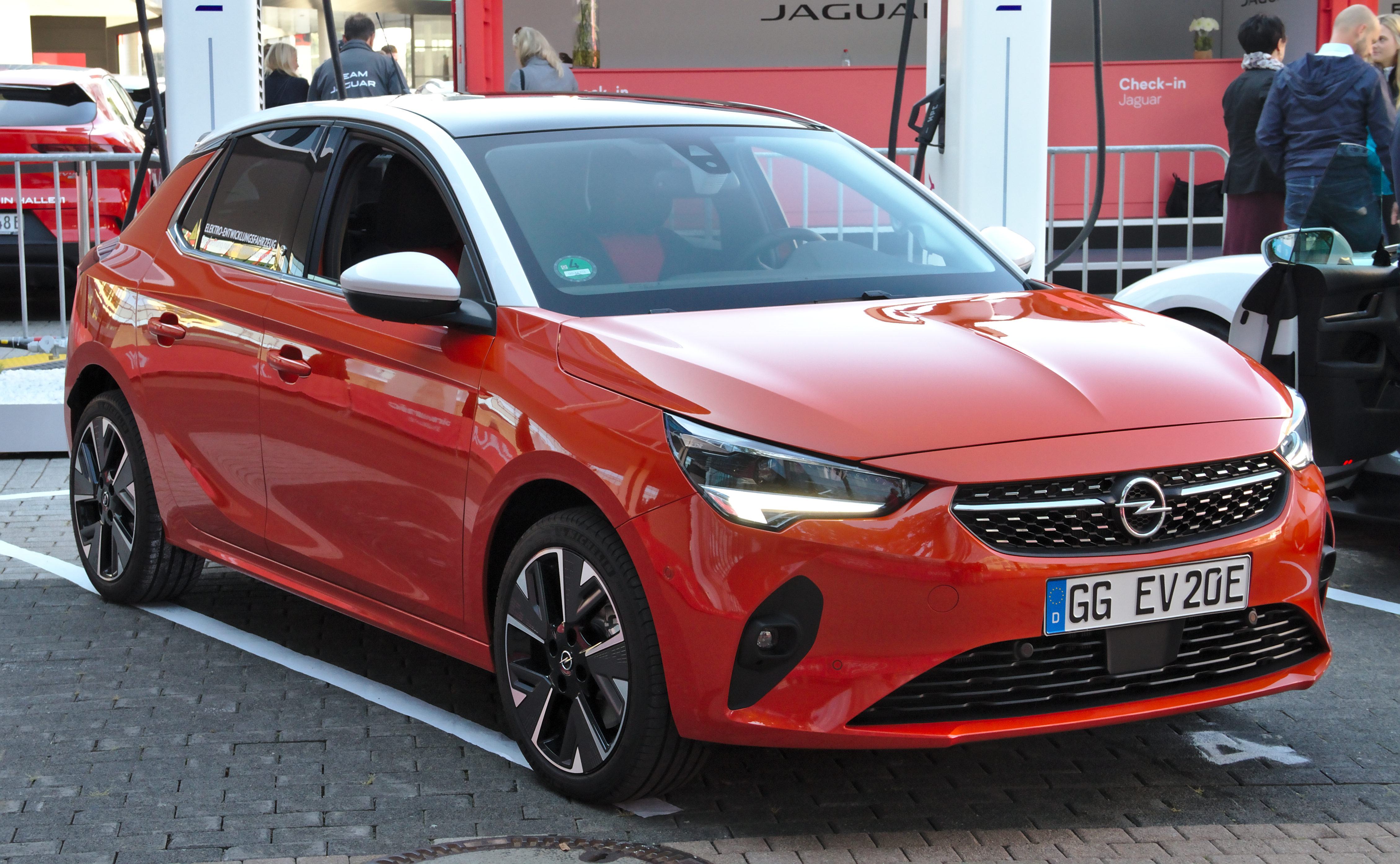
Corsa-e en el Salón del Automóvil de Fráncfort de 2019
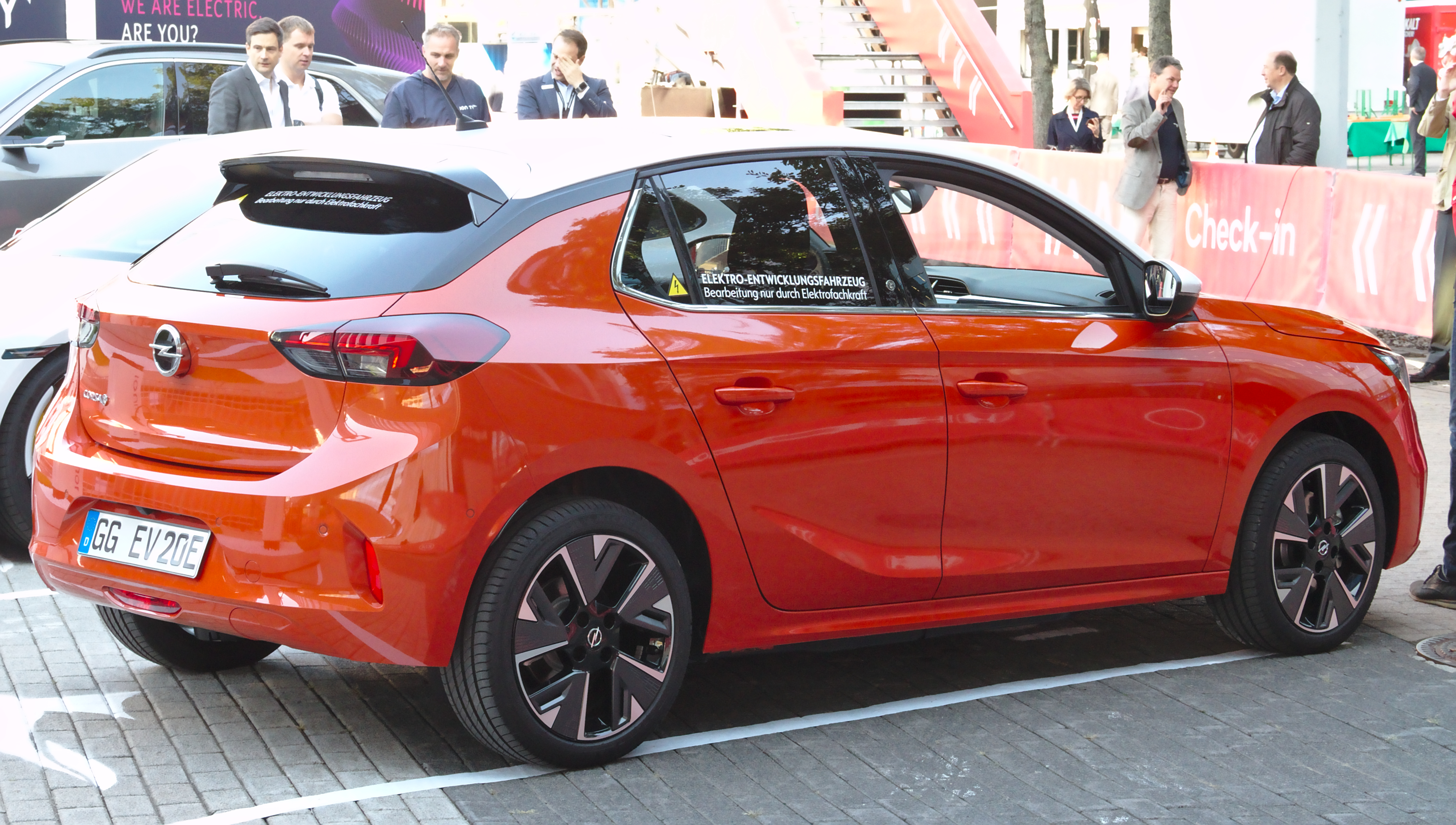
Vista lateral-trasera